# Moëlan-sur-Mer
Moëlan-sur-Mer (prononcé [mwɛlɑ̃ syʁ mɛʁ])  est une commune du département du Finistère, dans la région Bretagne, en France.

## Géographie

### Situation et relief
| - Localisation de Moëlan-sur-Mer sur une carte des communes du Finistère. - Carte de la commune de Moëlan-sur-Mer (tracé en orange de la limite communale). |

| - Carte topographique de la commune de Moëlan-sur-Mer. |

| Riec-sur-Belon   | Baye             | Quimperlé       |
| Océan atlantique | Moëlan-sur-Mer   |                 |
| Océan atlantique | Océan atlantique | Clohars-Carnoët |

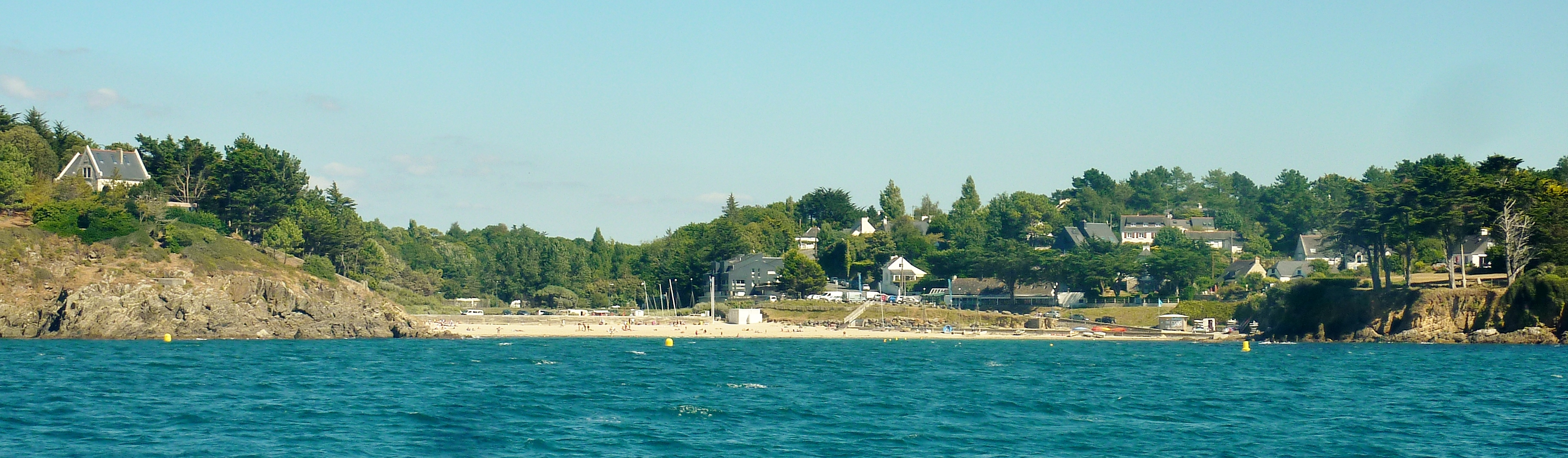
Kerfany-les-Pins vu depuis la mer.

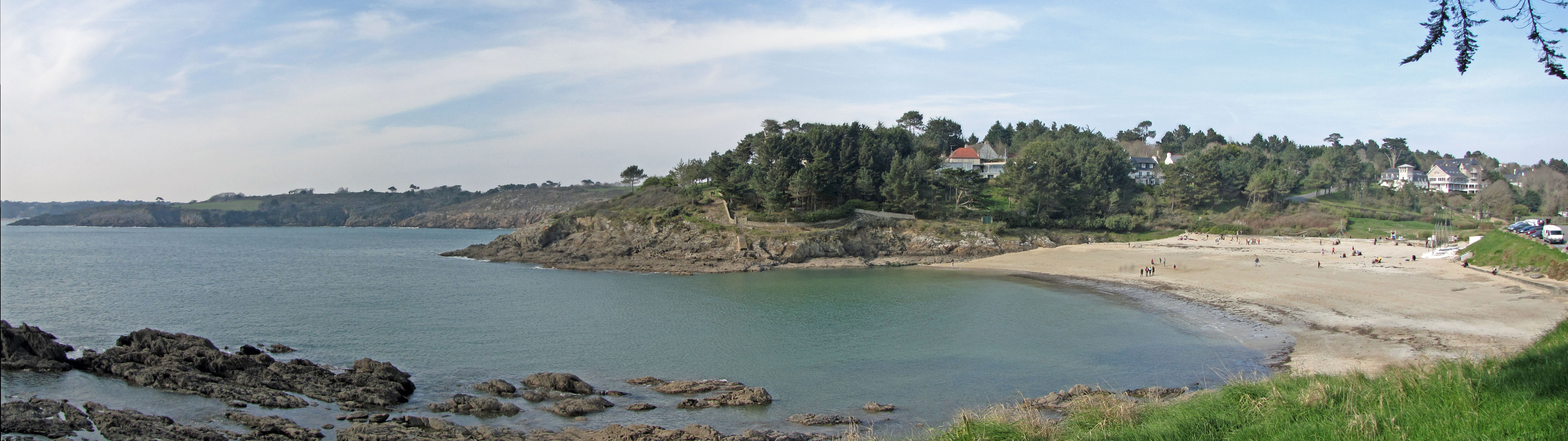
La plage de Kerfany-les-Pins vue du sud.

Moëlan-sur-Mer est une commune du département du Finistère située au sud-ouest de la ville de Quimperlé en bordure du littoral atlantique ; ce dernier est très découpé : à l'ouest, la rivière du Bélon (ou Belon) est une ria qui pénètre profondément à l'intérieur des terres et sépare Moëlan-sur-Mer de la commune de Riec-sur-Bélon, et à l'est les rias de Brigneau et de Merrien, qui abritent deux petits ports ; le reste du littoral est formé pour l'essentiel de falaises rocheuses peu élevées (entre 10 et 20 mètres de hauteur généralement), regardant vers le sud-ouest et d'orientation générale assez rectiligne pour sa moitié ouest, de la pointe de Kerhermén à l'ouest à celle de Beg Moc'h à l'est ; la moitié est du littoral atlantique de la commune est plus découpée et sinueuse en raison de la présence, outre les deux rias précitées de Brigneau et de Merrien, de plusieurs petites anses (anse du Poulguen, Porz Bali, Porz Chinec, Porz Teg, Porz Lamal) qui, comme leur nom l'indique, ont dû servir par le passé de hâvres naturels, de ports d'échouage.
On trouve sur le territoire de la commune deux grandes plages, Kerfany-les-Pins, entre la pointe de Minbriz et celle de Kerhermén, fait face à Port Manec'h, et Trénez, ainsi que trois ports, le port du Bélon, sur la rivière du même nom, le port de Brigneau et le port de Merrien. À proximité de Trénez, l'Île Percée, accessible par un gué à marée basse, fait également partie de Moëlan-sur-Mer.

La rive gauche de la ria du Bélon
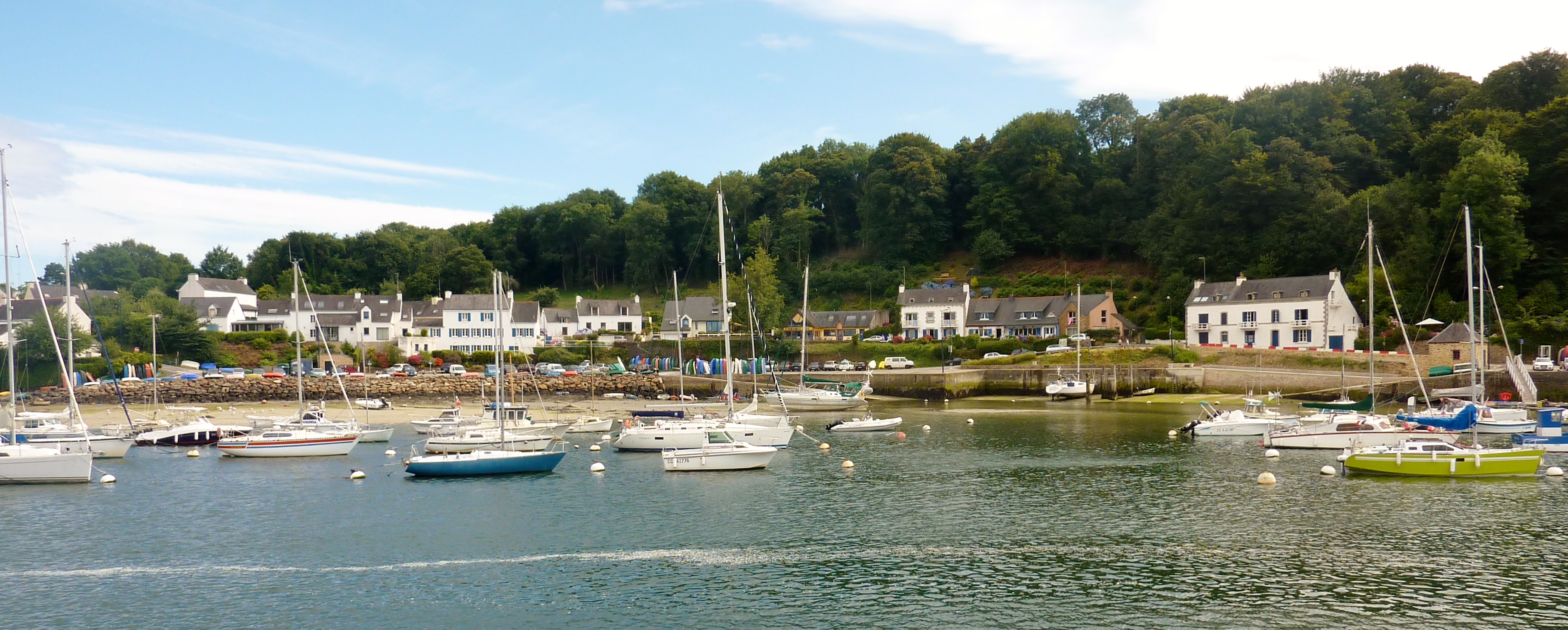
Le port du Bélon (côté rive gauche, en Moëlan-sur-Mer).
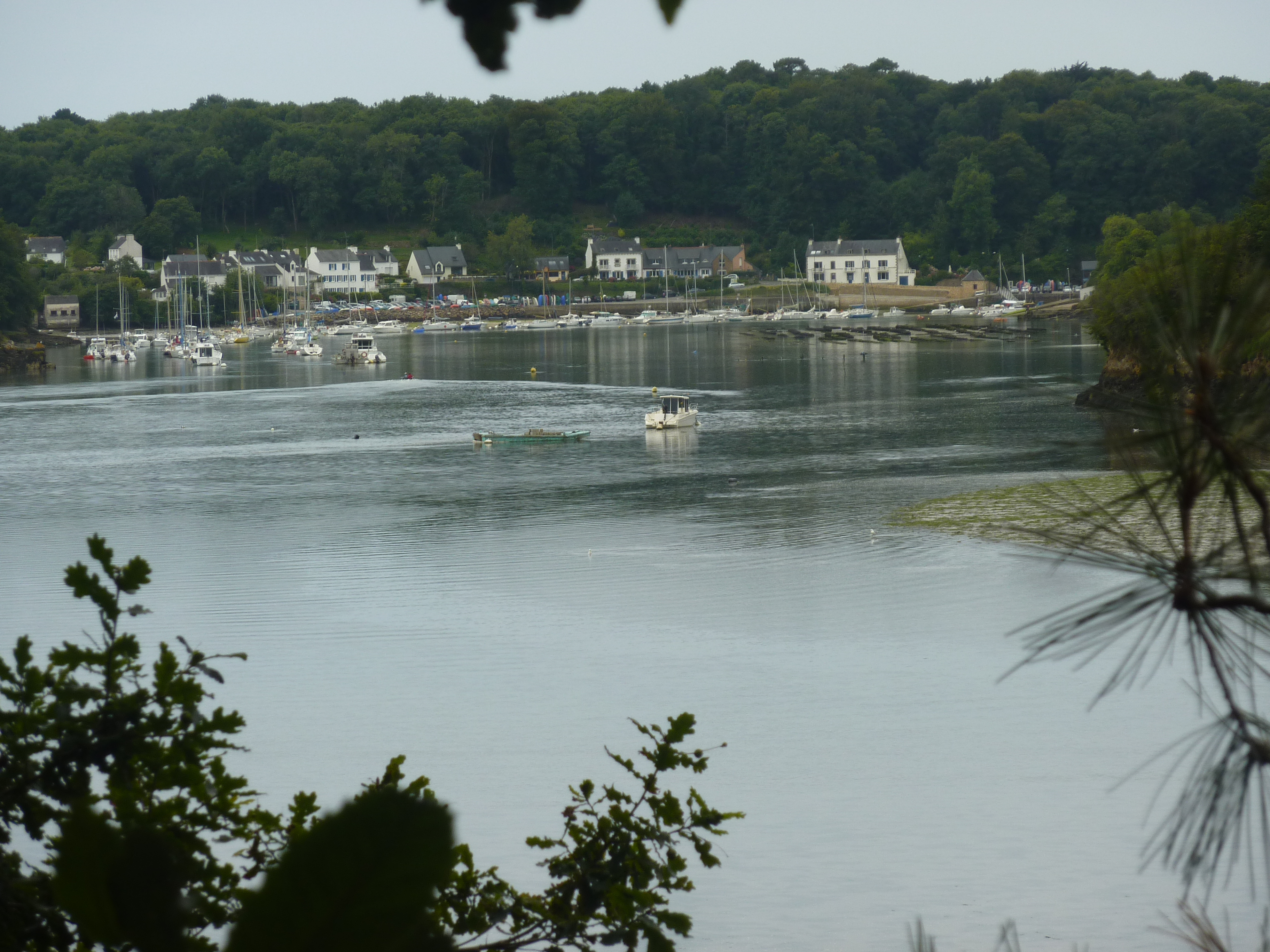
Le hameau de Bélon (en Moëlan-sur-Mer) vu depuis la presqu'ile de confluence entre l'anse de Penmor et la rivière (ria) de Belon (en Riec-sur-Bélon).
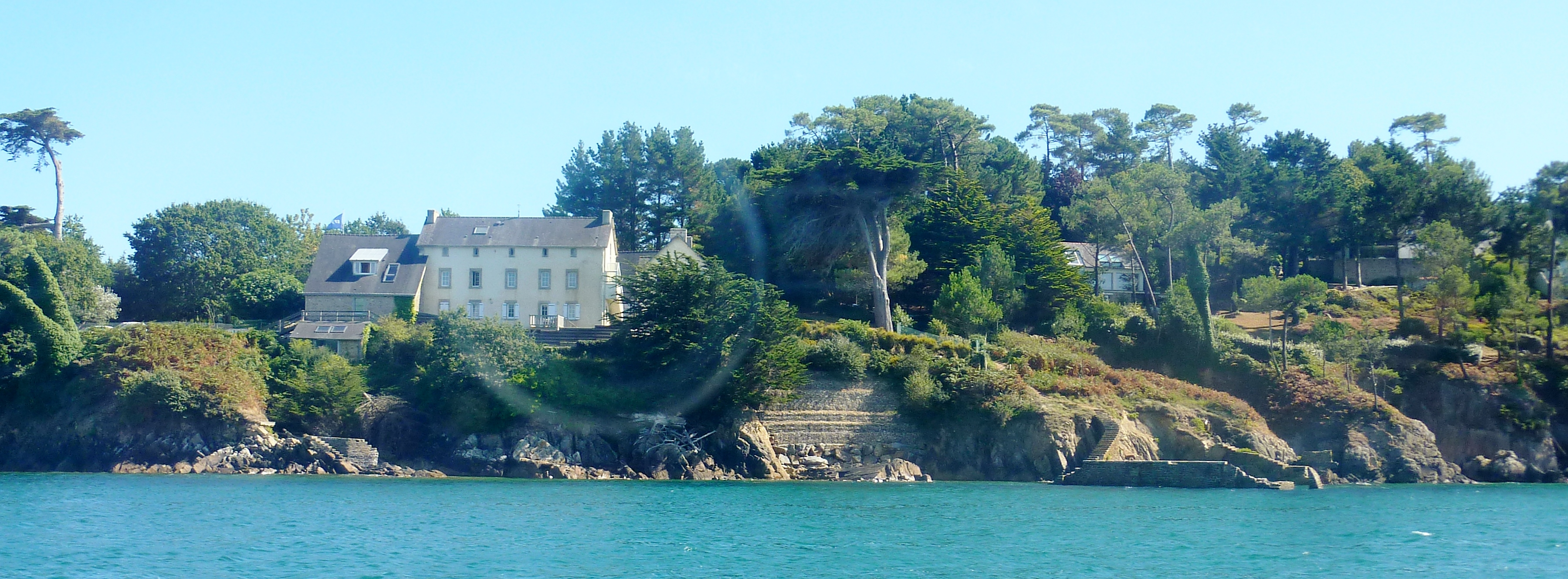
Moëlan-sur-Mer : Beg Porz et ses environs (rive gauche du Bélon).
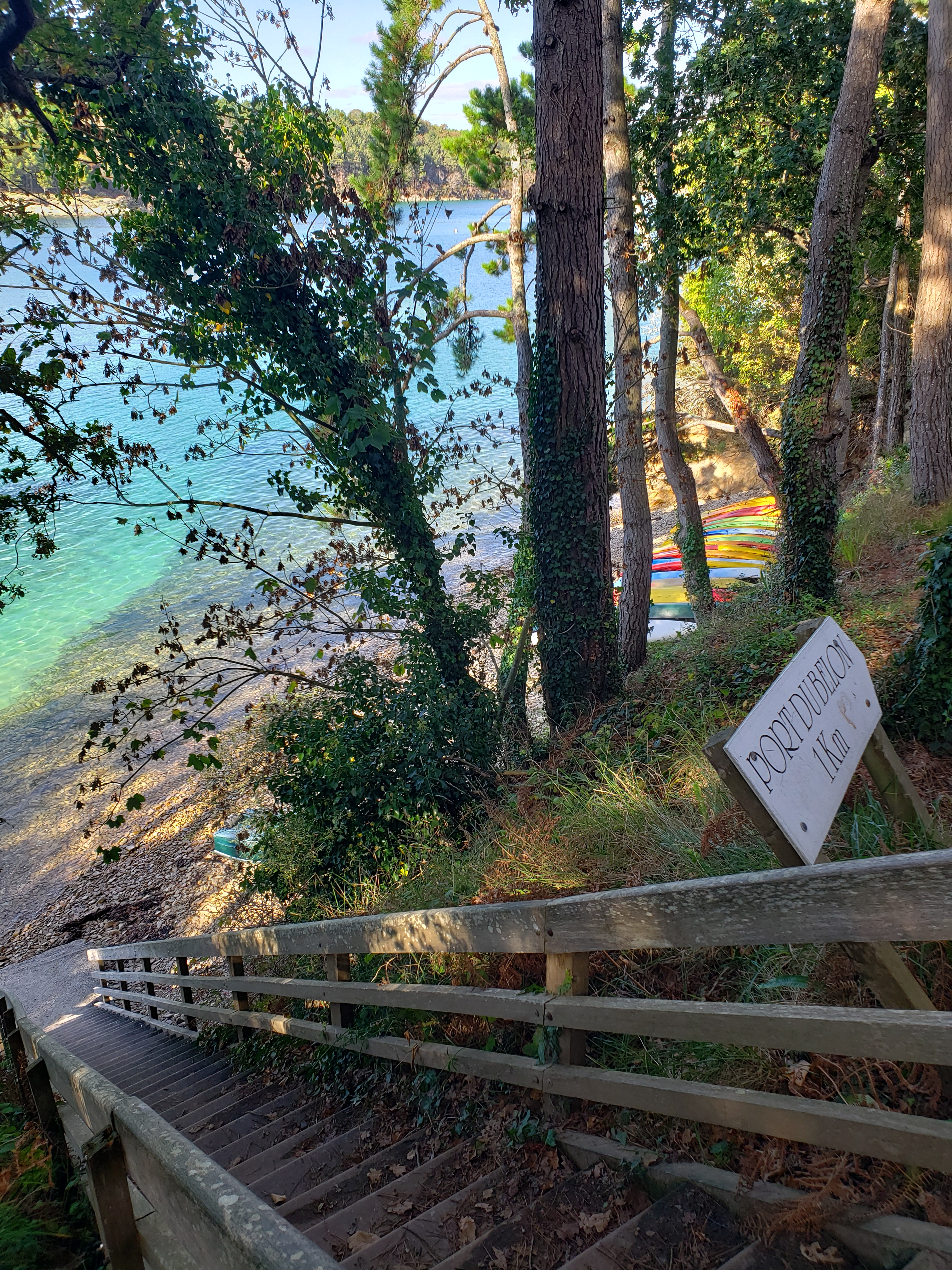
La plage de Kerrouz

Le littoral maritime de Moëlan-sur-Mer
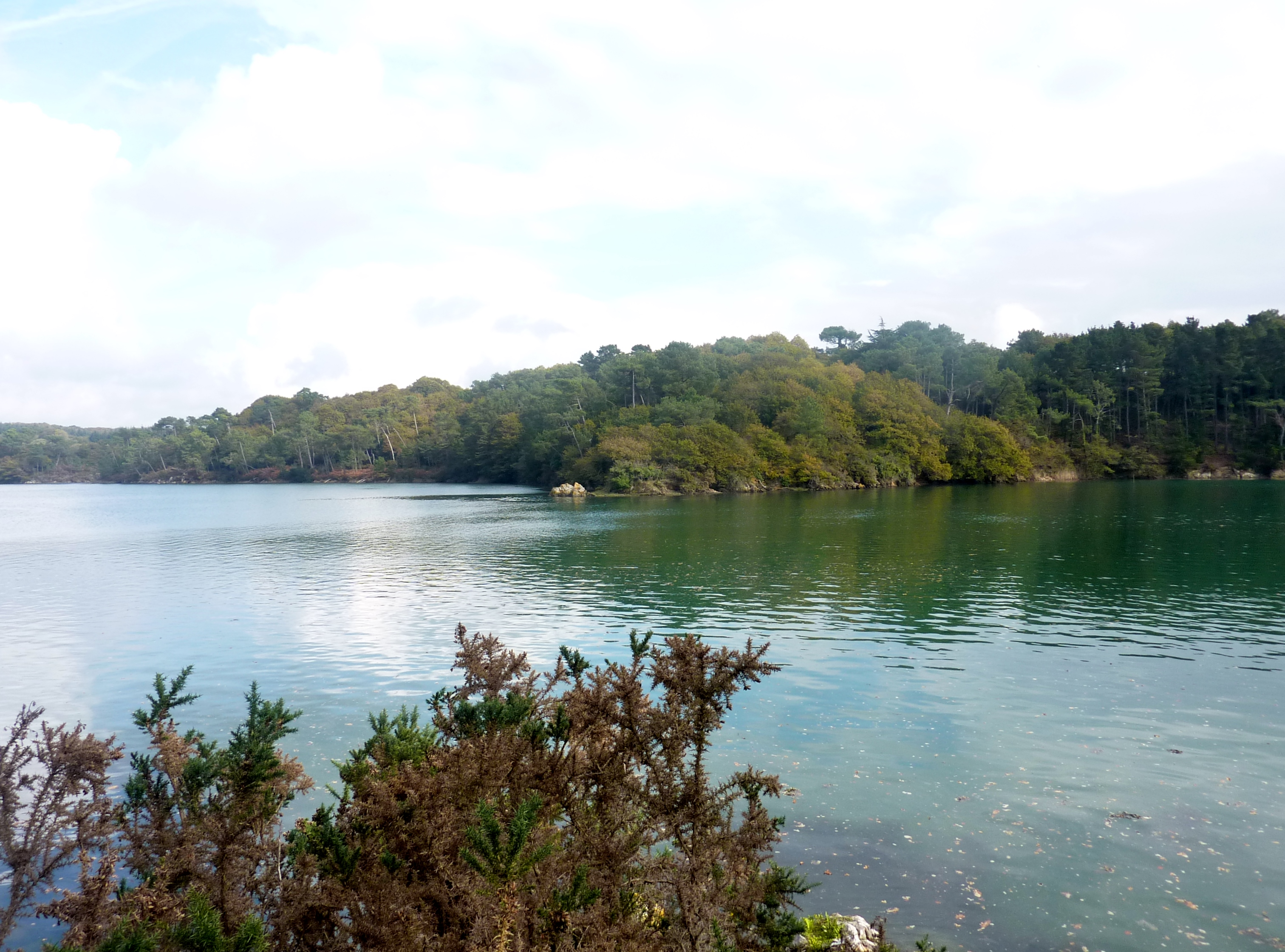
La rive gauche de la rivière (ria) de Belon (en Moëlan-sur-Mer) vue depuis la rive gauche de l'anse de Penmor (en Riec-sur-Bélon).
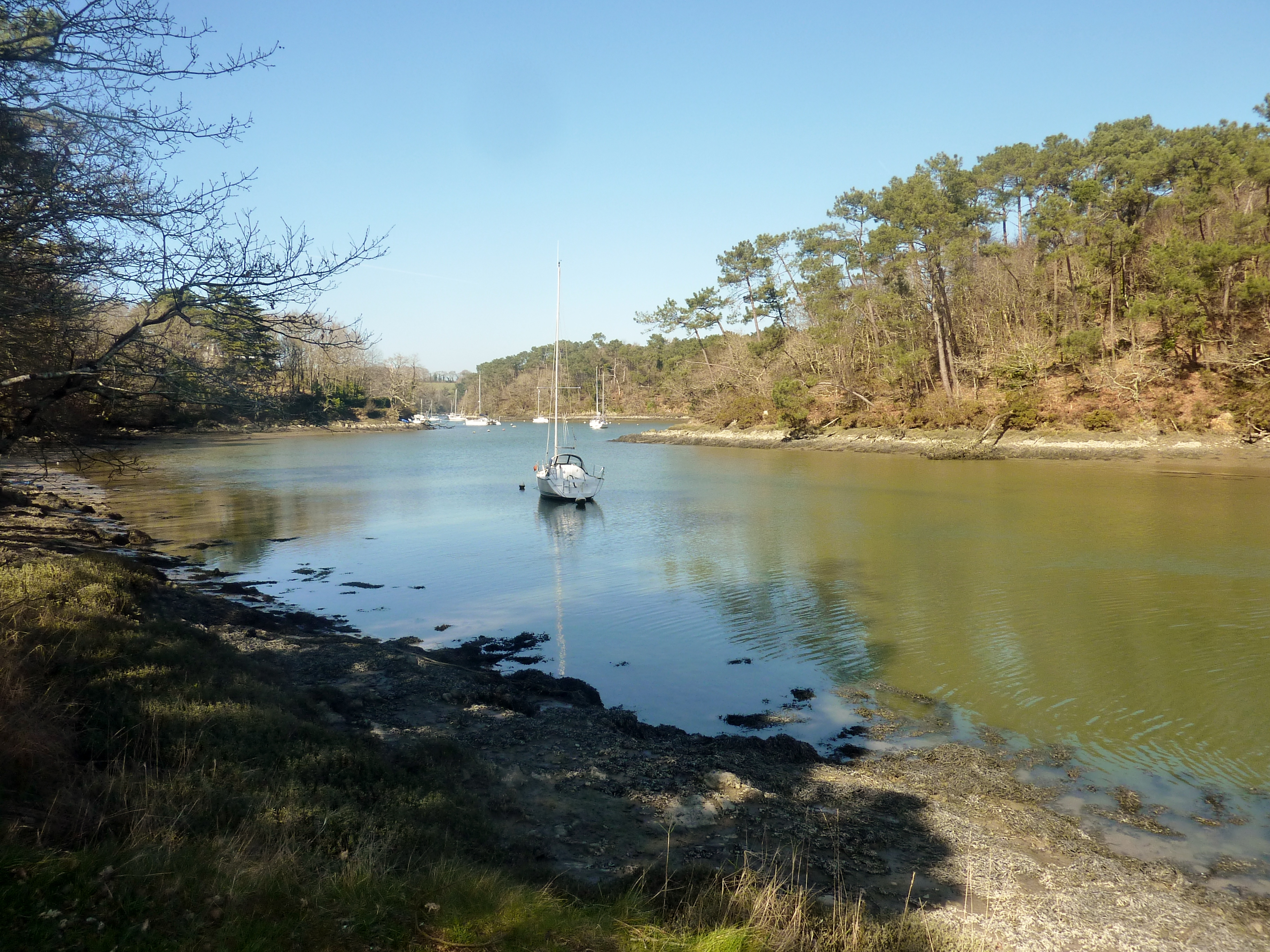
L'anse de Lanriot à marée haute.
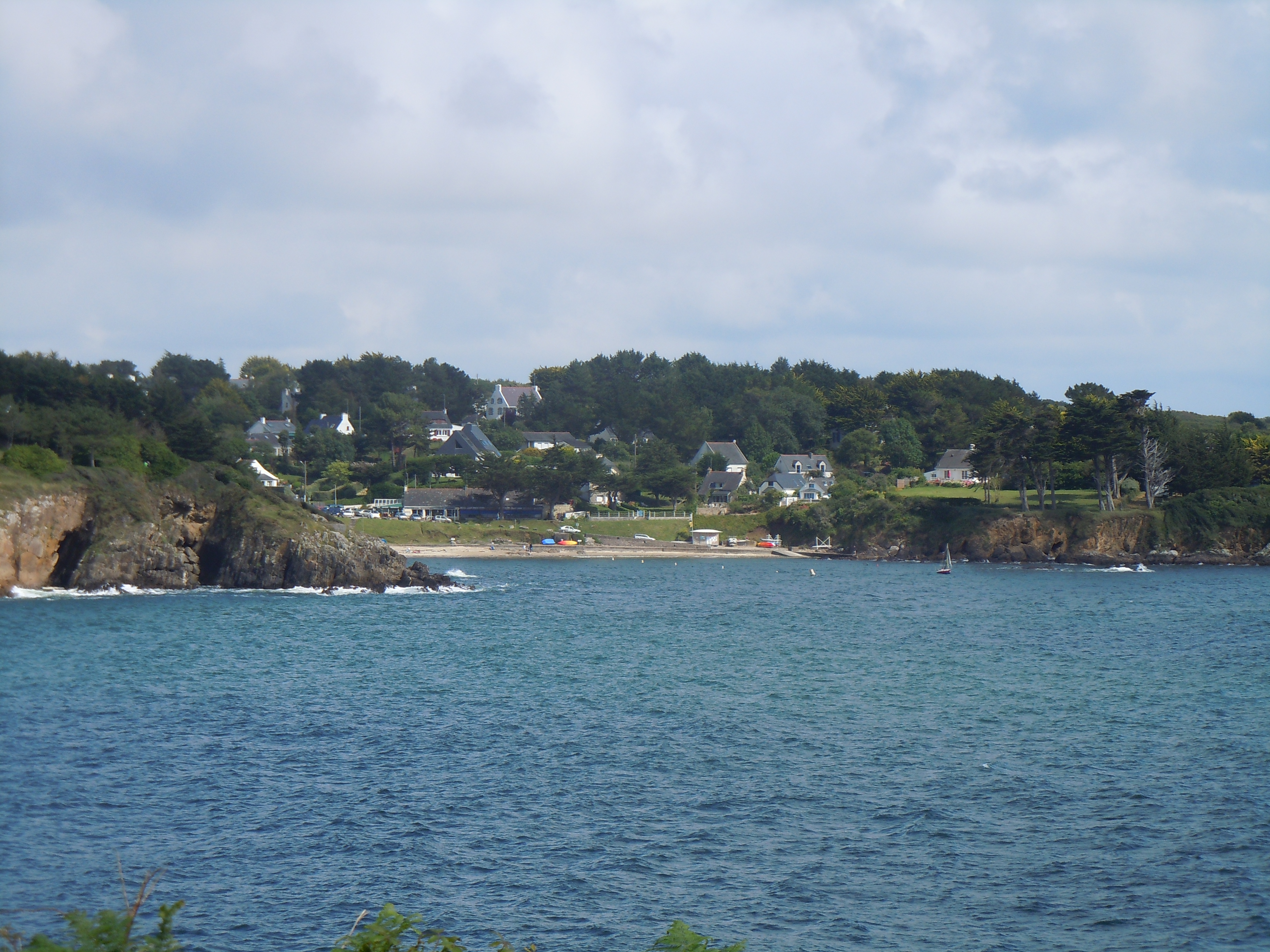
La plage de Kerfany-les-Pins.
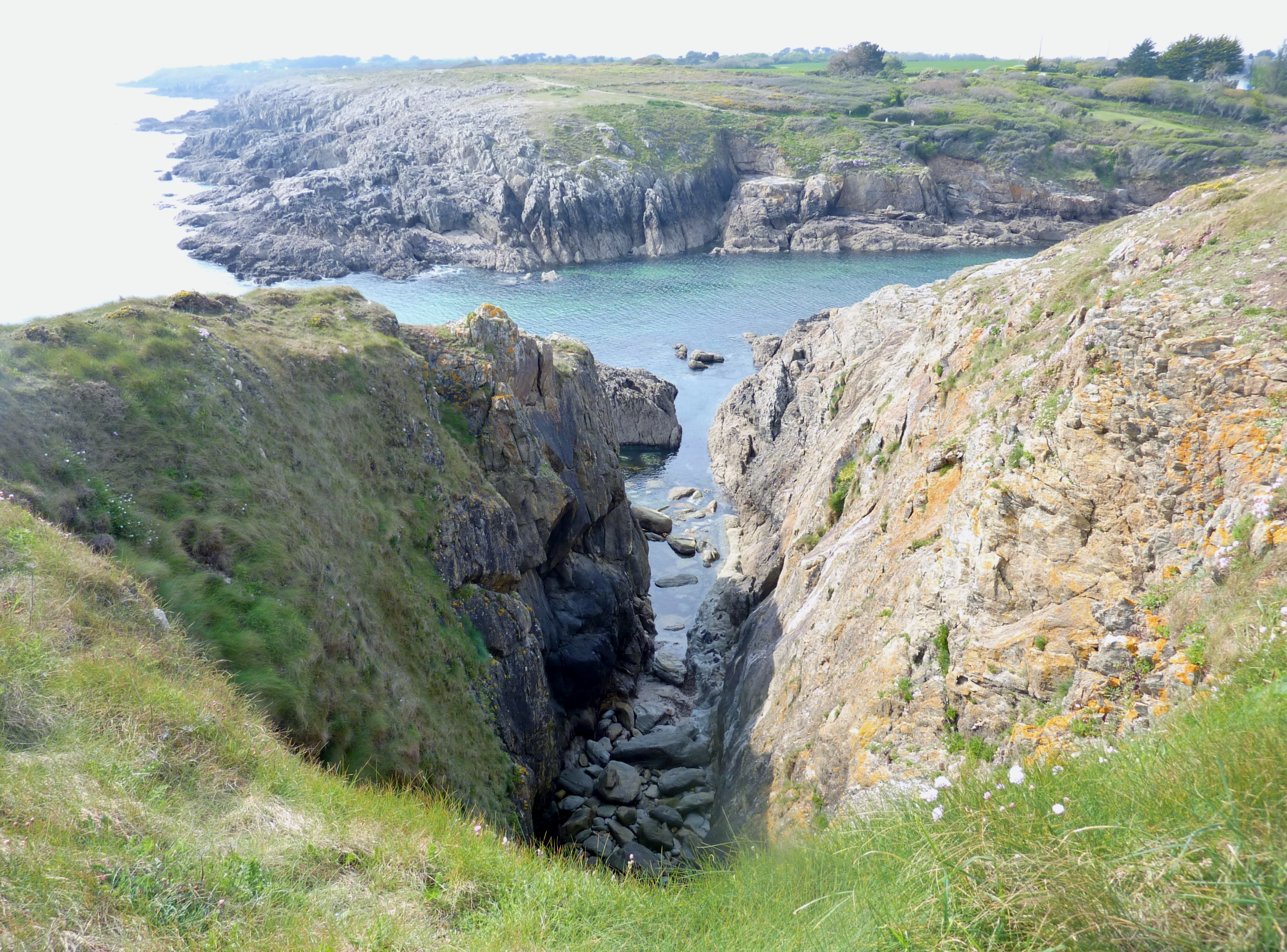
L'entrée de l'anse de Merrien près de Puch Kersécol.
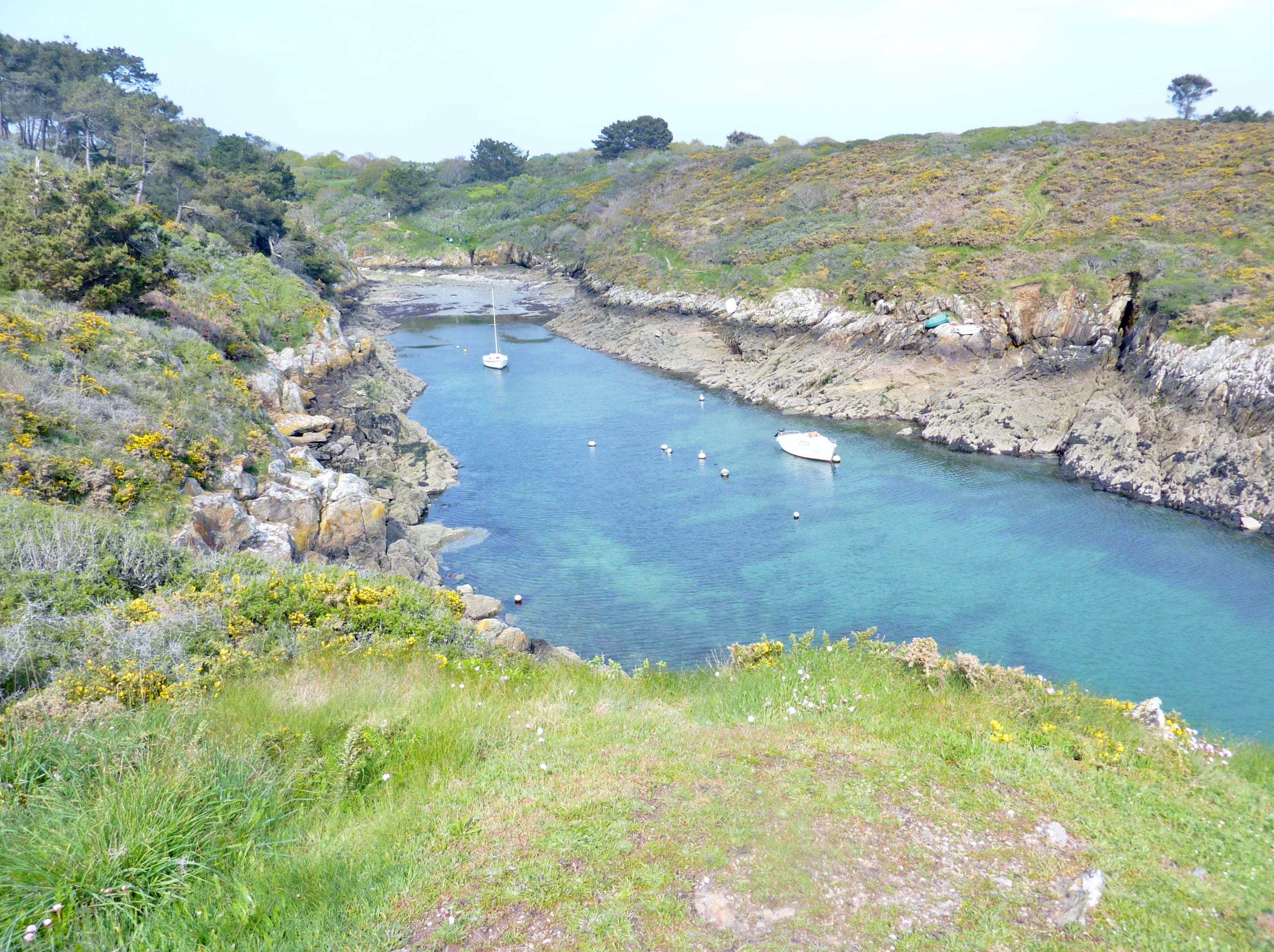
L'anse de Porz Bali.
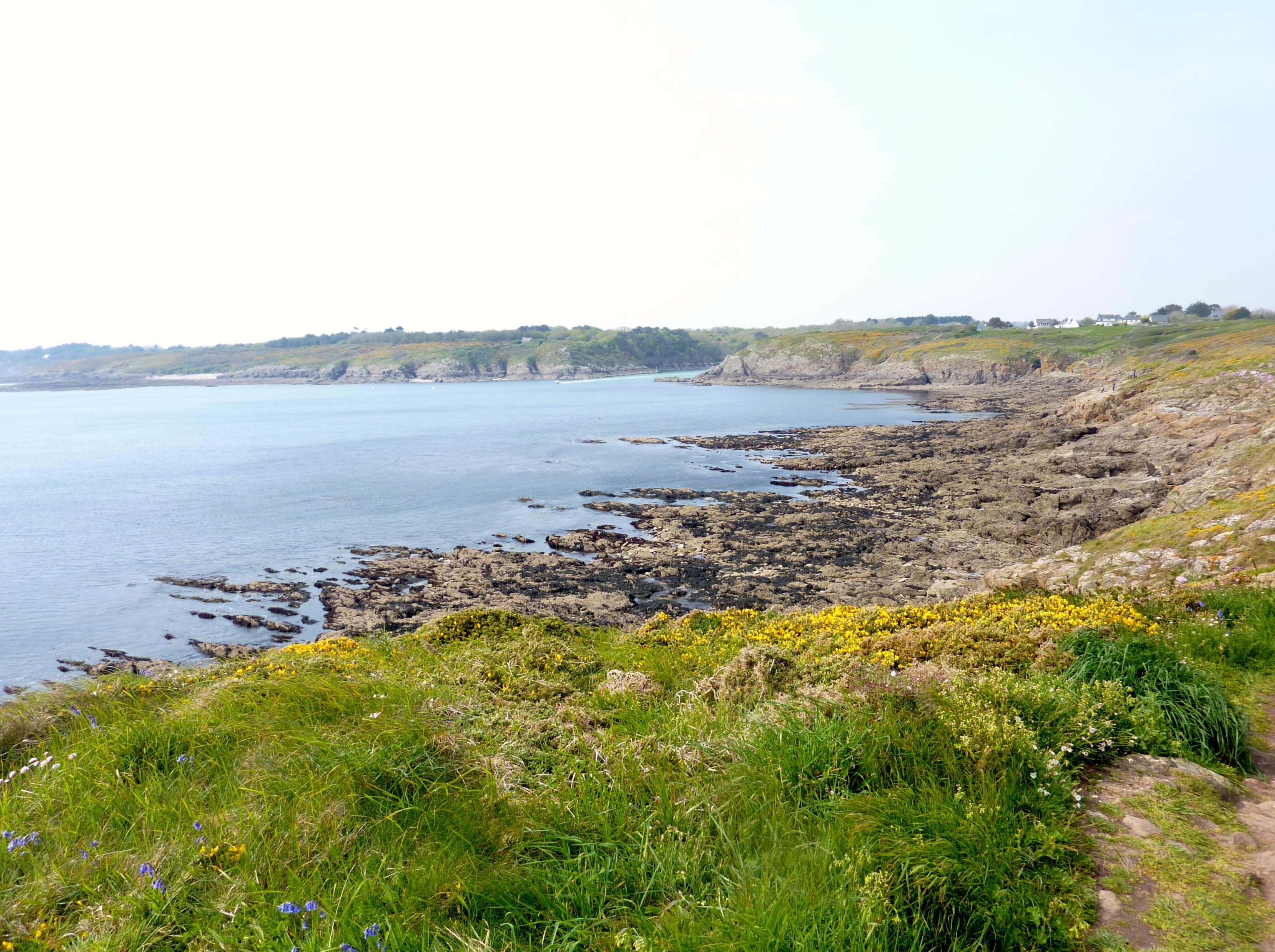
La côte atlantique entre les anses de Porz Teg et de Merrien.
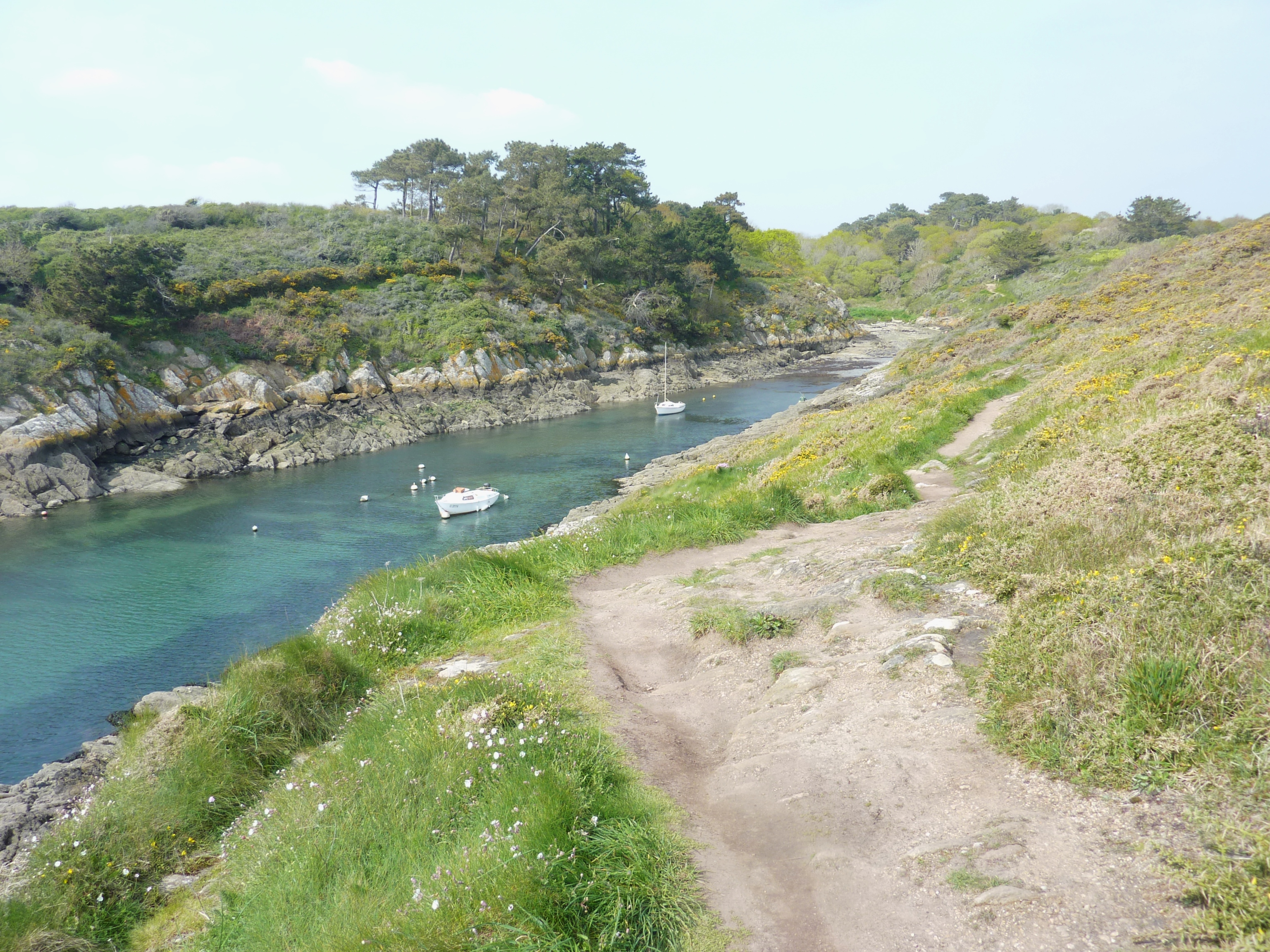
L'anse de Porz Teg.
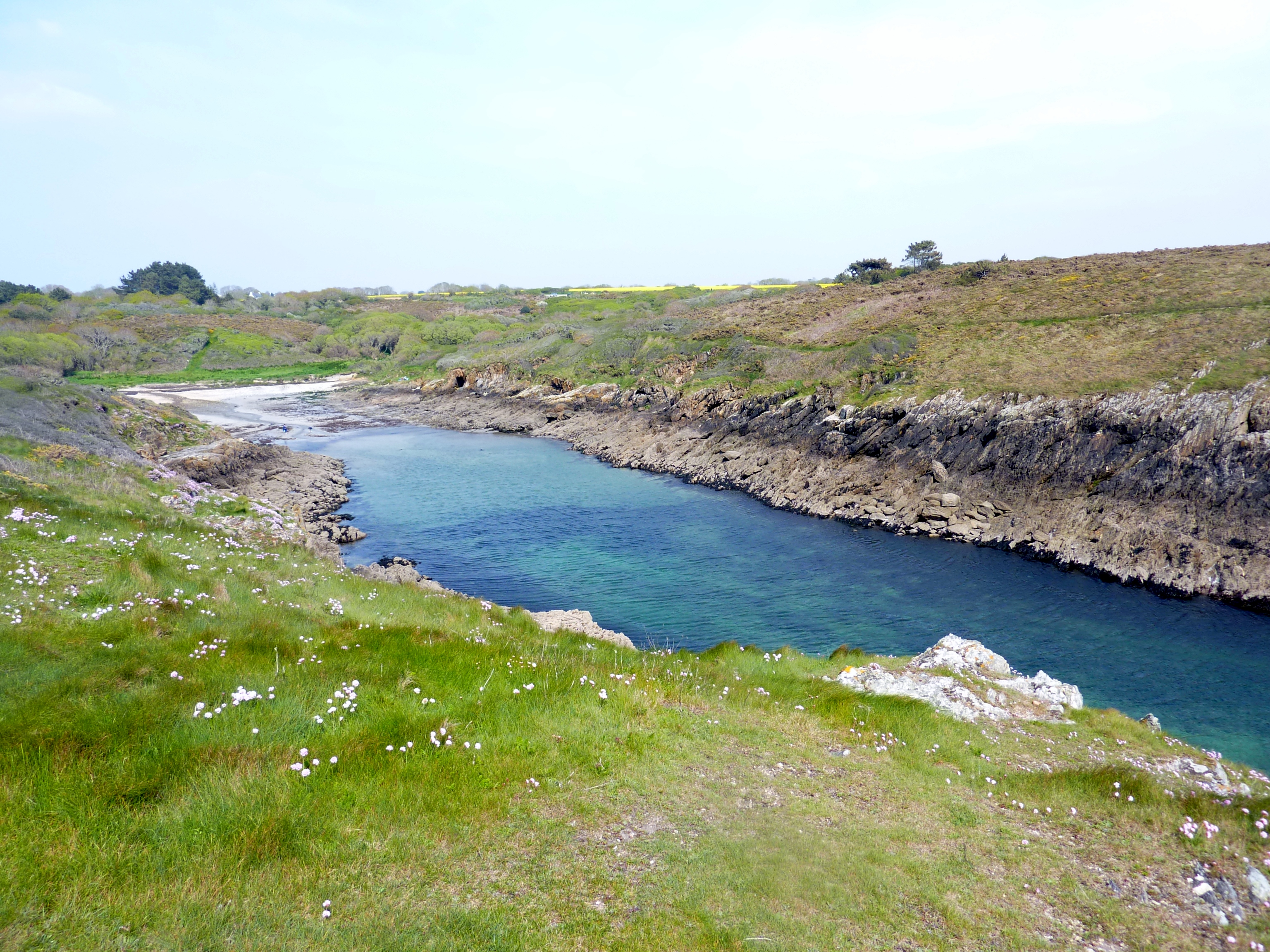
L'anse de Porz Lamat.

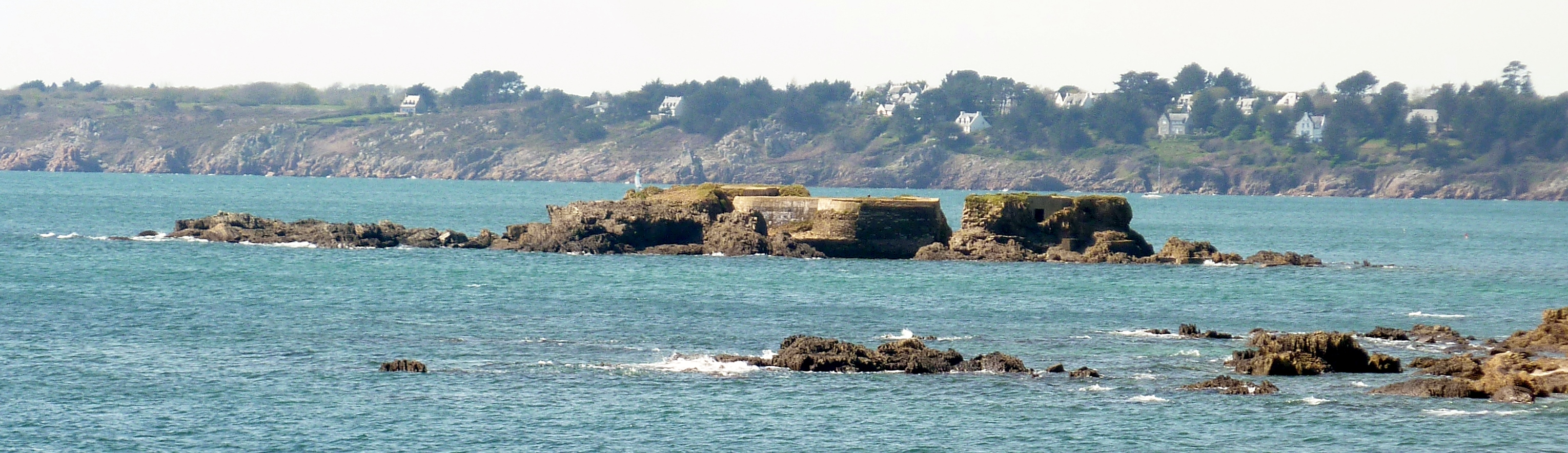
L'Île Percée vue de l'est.

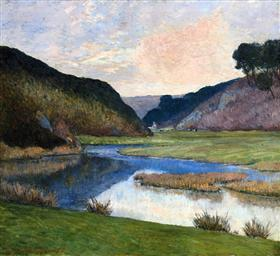
La Vallee du Guilly, Moelan
Maxime Maufra, 1892
Collection privée

Le bourg, comme la plupart des bourgs voisins, est à plusieurs kilomètres de la côte et situé sur un plateau, à une cinquantaine de mètres d'altitude. Il s'est établi à une certaine distance de la côte, sur le plateau ; c'est là une caractéristique commune à de nombreuses communes littorales bretonnes (par exemple à Riec-sur-Belon, Trégunc, Clohars-Carnoët, Névez, Beuzec-Conq, Nizon, etc.), les premiers émigrants bretons fixèrent le centre de leurs plous à l'intérieur des terres, probablement par crainte des pirates saxons. Le dit plateau, qui culmine à la limite nord de la commune à 66 mètres d'altitude, forme l'essentiel du finage communal, échancré seulement quand on se rapproche de la mer par les vallées des tout petits fleuves côtiers comme à l'ouest celle du Bélon (dont la partie aval immergée forme la ria du Belon) et de son affluent le ruisseau du Guilly ; au sud du bourg la vallée de la rivière de Merrien (dont la partie aval immergée forme la ria de la Rivière de Merrien).

### L'habitat rural et l'évolution agricole
Le bourg de Moëlan était traditionnellement de modeste importance : par exemple en 1889, il n'était peuplé que de 320 habitants, alors que la commune avait alors en tout 5 410 habitants. L'habitat rural est dispersé en de nombreux petits hameaux, les plus proches du littoral ayant grossi en raison de la construction de nombreuses résidences principales et secondaires ; les hameaux principaux sont, à l'ouest, Kergoulouët, Kersaux, Kerambellec, Kergroës, Kerfany-les-Pins, Kerdoualen, Kersolf ; au sud, Kerglouanou, Ménémarzin, Malachape, Brigneau, Kermeurzac'h ; au sud-ouest, Merrien, Saint-Thamec, Chef du Bois ; ceux de la partie nord de la commune, plus éloignés du littoral, se sont moins développés, à l'exception de ceux qui sont proches du bourg de Moëlan comme Porz Moëlan, Pont al Laër, Kerbrézillic, Kercadoret. Le littoral est resté quasi inhabité à quelques exceptions près : les ports précités de Bélon, Brigneau et Merrien, la station balnéaire de Kerfany-les-Pins et le petit hameau de Lanriot, à l'abri au fond de son anse, une indentation de la rive gauche de la ria du Bélon.
Les terres agricoles proches du littoral, 350 ha au moins, sont presque toutes désormais inoccupées et gagnées par un enfrichement préoccupant.

### Géologie
Moëlan est formé essentiellement de granite gneissique datant du cambrien au silurien et transformés lors de l'orogénèse liée au plissement hercynien ; des micaschistes affleurent dans le tiers sud de la commune proche du littoral.

### Les ports de Brigneau et Merrien
La digue d'entrée du port de Brigneau fut construite en 1890, à la suite d'une pétition signée par 124 marins-pêcheurs ; un feu de secteur lui fut adjoint en 1909, électrifié en 1930 (il fonctionnait avant au pétrole). Les bateaux chargés de poissons destinés à alimenter la conserverie attendaient ainsi leur tour dans des eaux calmes. Un plan incliné, construit en 1917, permettait, grâce à un treuil, de monter le poisson jusqu'à l'usine, qui fonctionna jusqu'en 1960. Achetée par le Conservatoire du littoral en 1997, l'ancienne conserverie fut démolie en 2001.

Le port de Brigneau
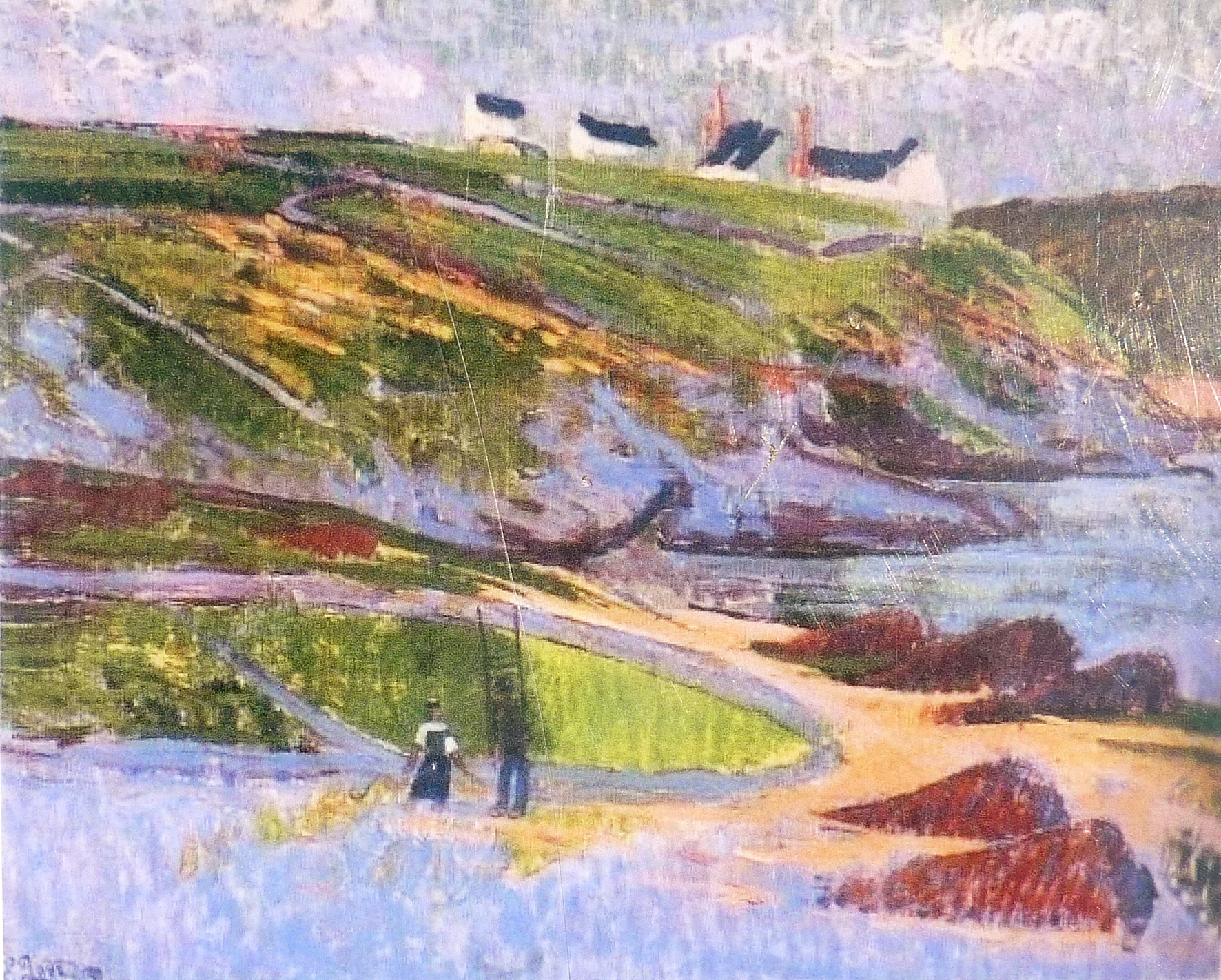
Émile Jourdan : Ramasseurs de goémon à Brigneau (vers 1895).
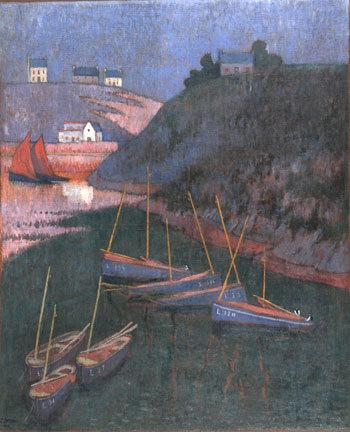
Émile Jourdan : Le port de Brigneau (vers 1900).
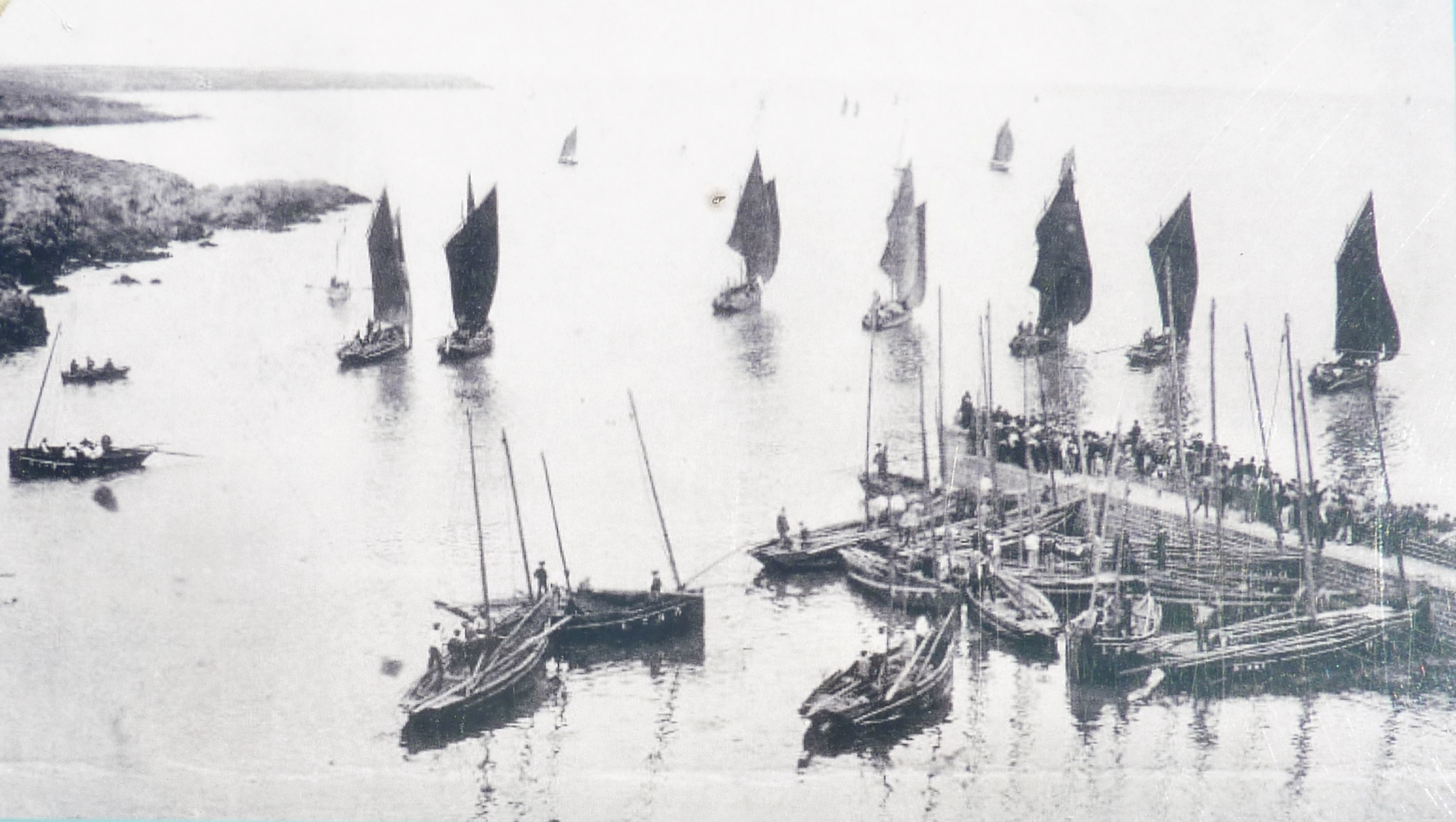
Régate dans le port de Brigneau vers 1920.
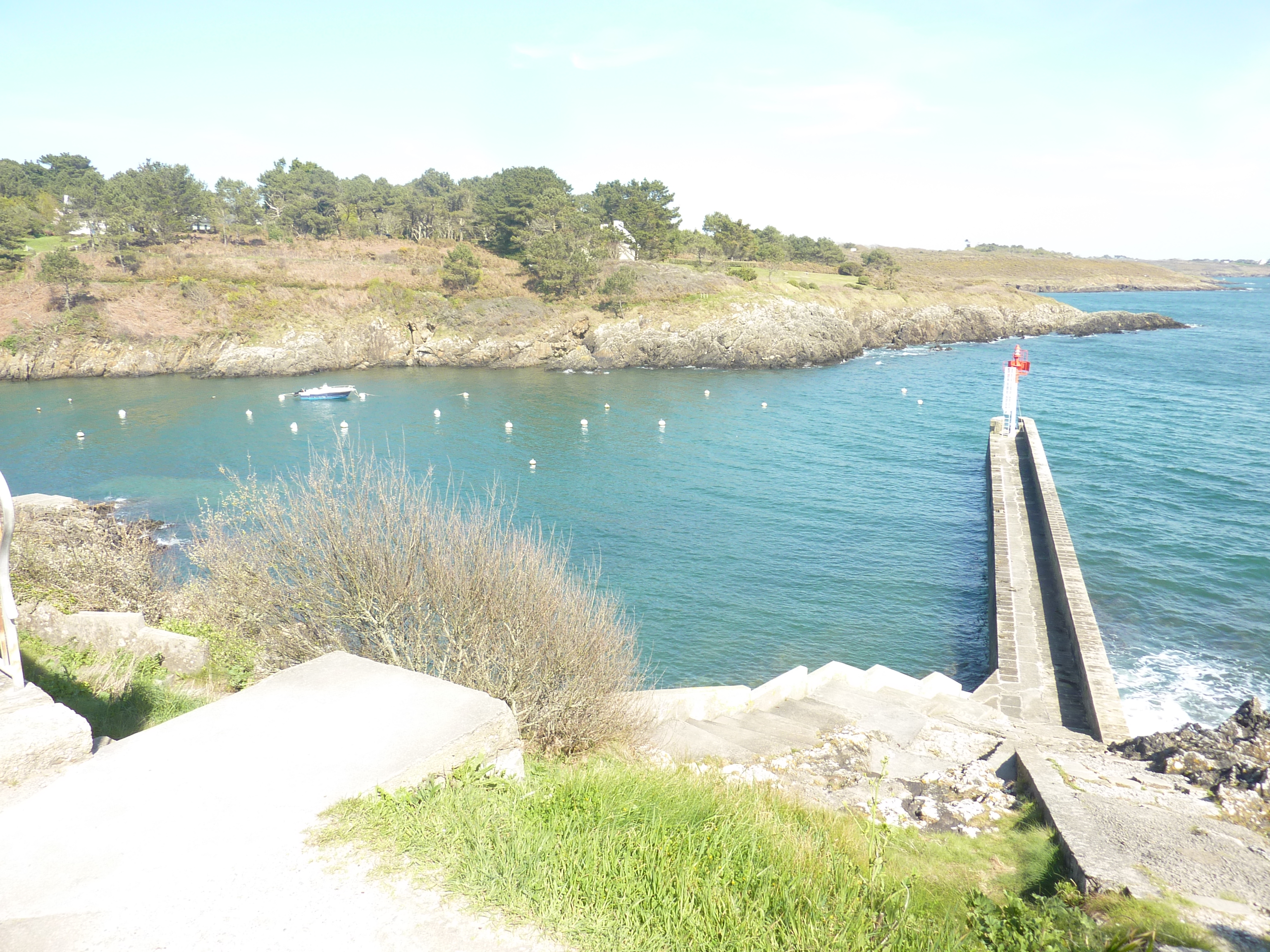
L'entrée de la ria de Brigneau vue depuis la rive ouest ; au premier plan, la jetée protégeant l'entrée de la ria.
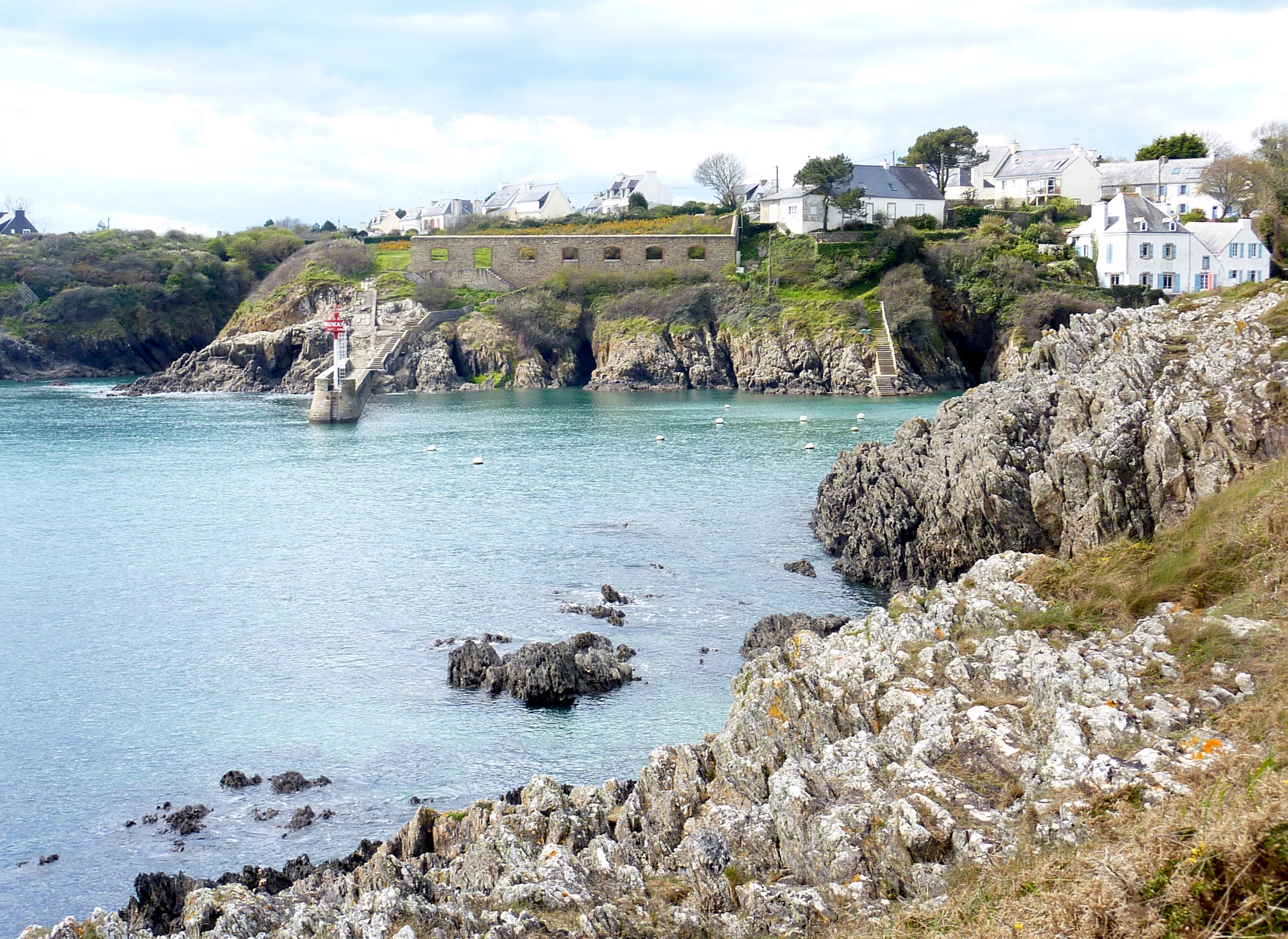
L'entrée de la ria de Brigneau vue depuis la rive est ; le bâtiment en ruine est une ancienne conserverie.

Le 23 mars 2023 une tempête a fait chuter le feu de Malachappe, édifié en 1890 à l'entrée du port de Brigneau ; la fragilité de l'ouvrage était connue et des travaux d'urgence menés en 2020-2021, mais les assauts répétés de la mer et les coups de boutoir de la houle agrandirent une brèche apparue au début de 2023 au pied de la digue soutenant le petit phare, provoquant son effondrement. En 2024 la digue et le feu ont été réparés et le port de Brigneau a retrouvé sa physionomie traditionnelle.
Le petit port de Merrien est surmonté d'une construction en pierre de taille dénommée « la maison des douaniers ». Son port de plaisance dispose d'une capacité d'accueil de 160 bateaux sur pontons et de six places pour les visiteurs. L'écrivain Jean Merrien a choisi ce nom de plume par attachement à ce petit port. Deux établissements ostréicoles sont situés sur ses rives : les établissements Kermagoret, depuis 1960, et les établissements Morvan, depuis 1973.

Le port de Merrien
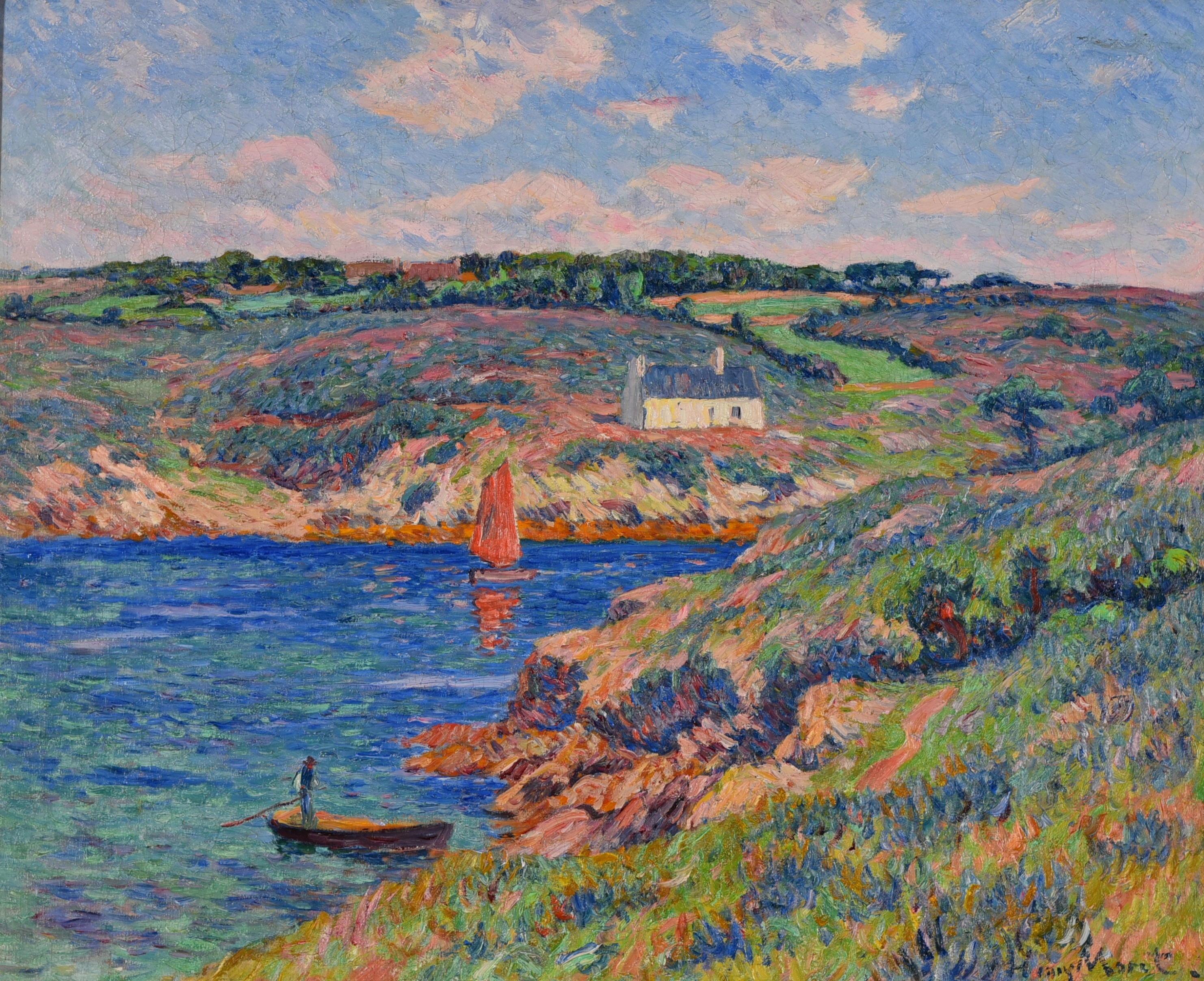
Henry Moret : Rivière de Merrien (1910).
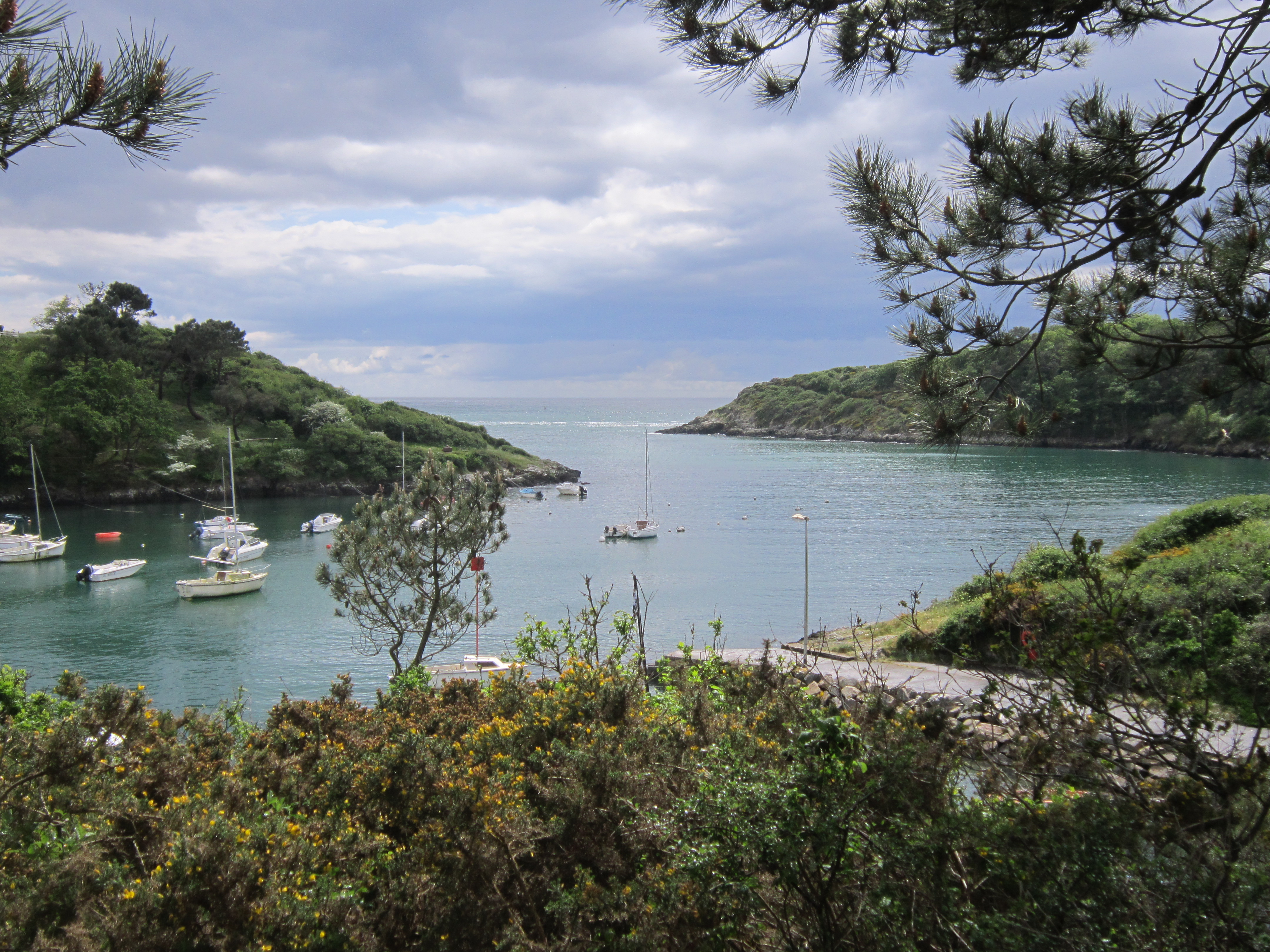
L'entrée de la rivière (ria) de Merrien vue de la rive ouest.
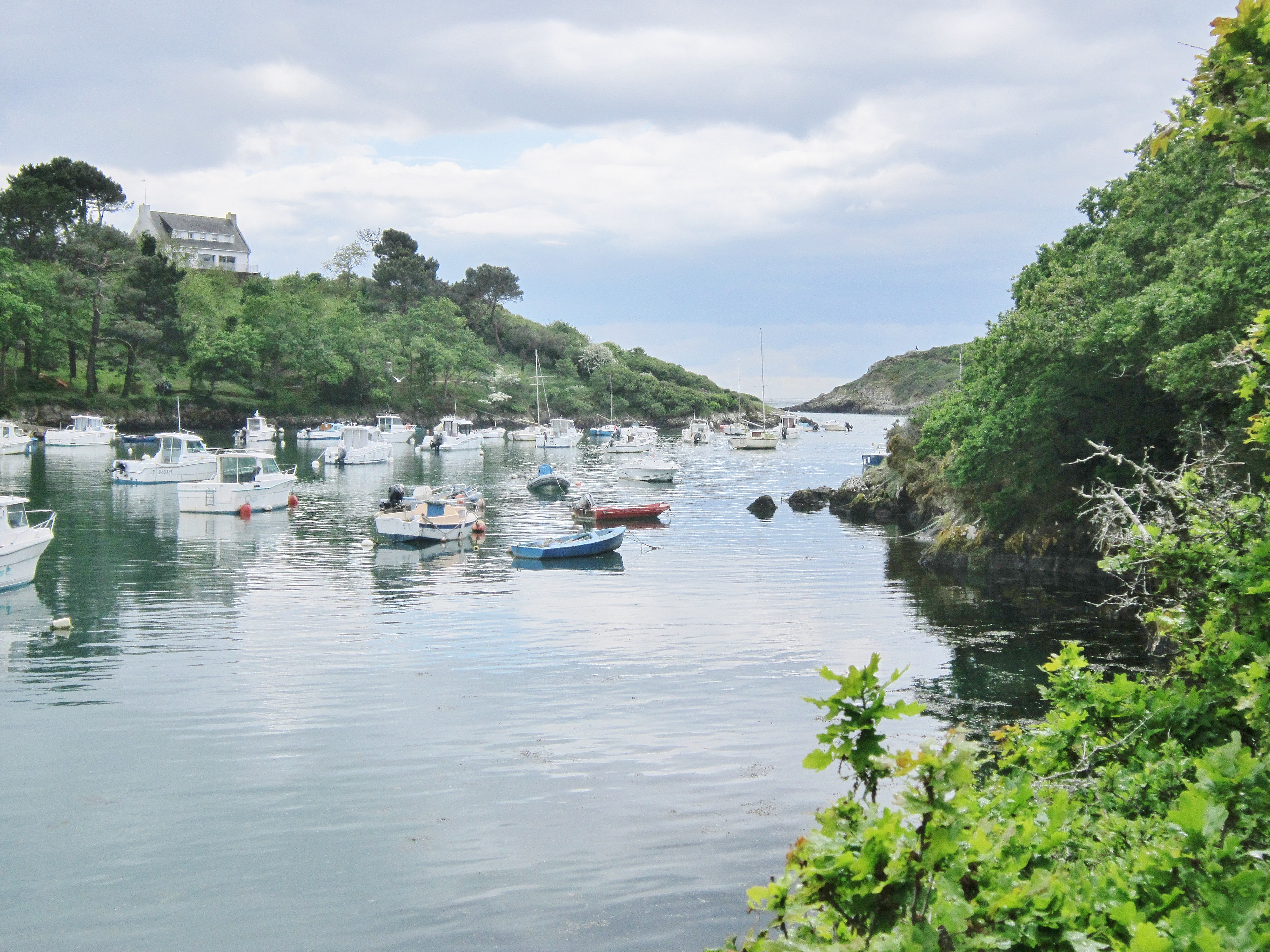
La rivière (ria) de Merrien : le port de Merrien.
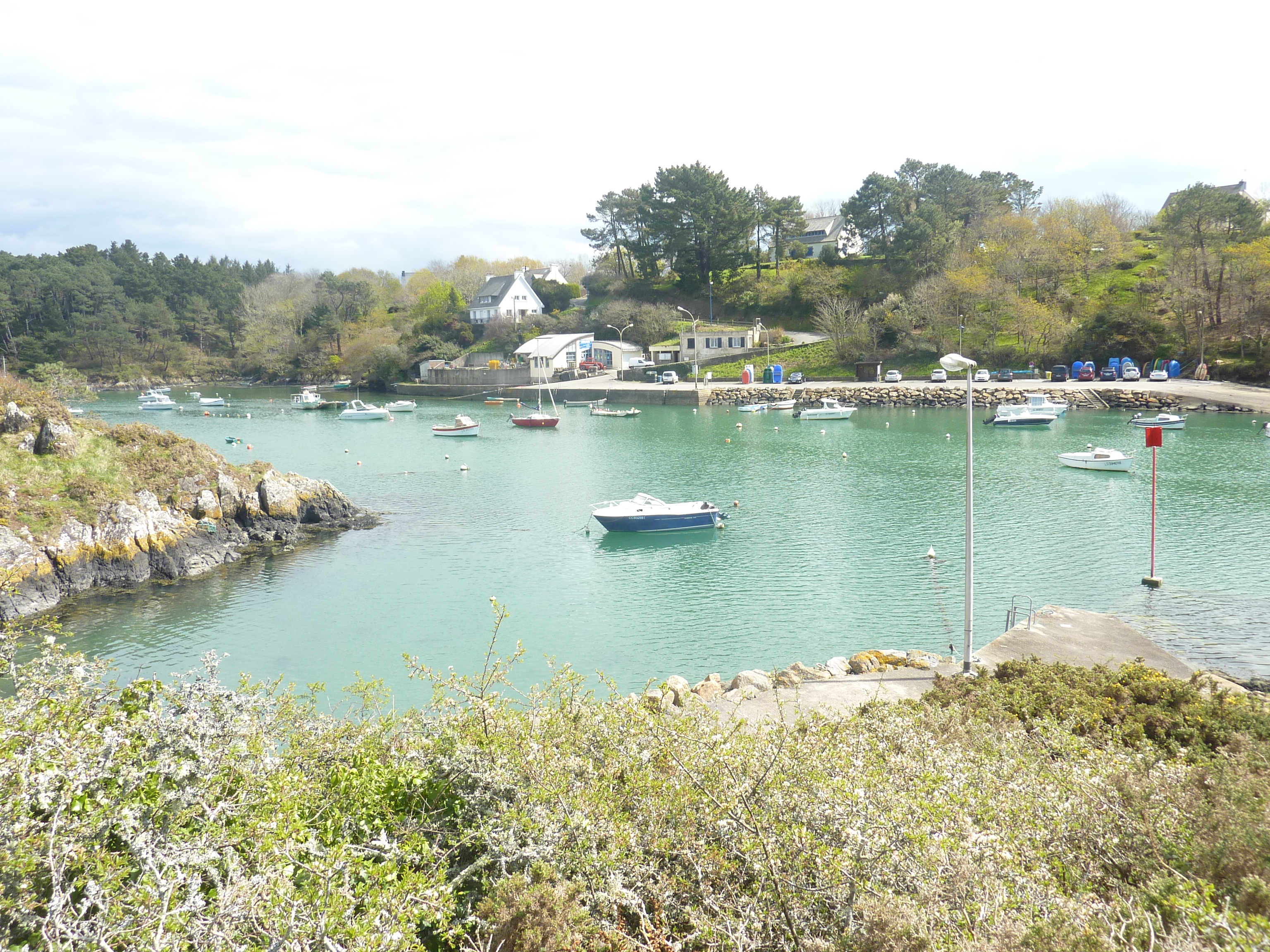
Le port de Merrien vu de la rive ouest de la rivière (ria) de Merrien.
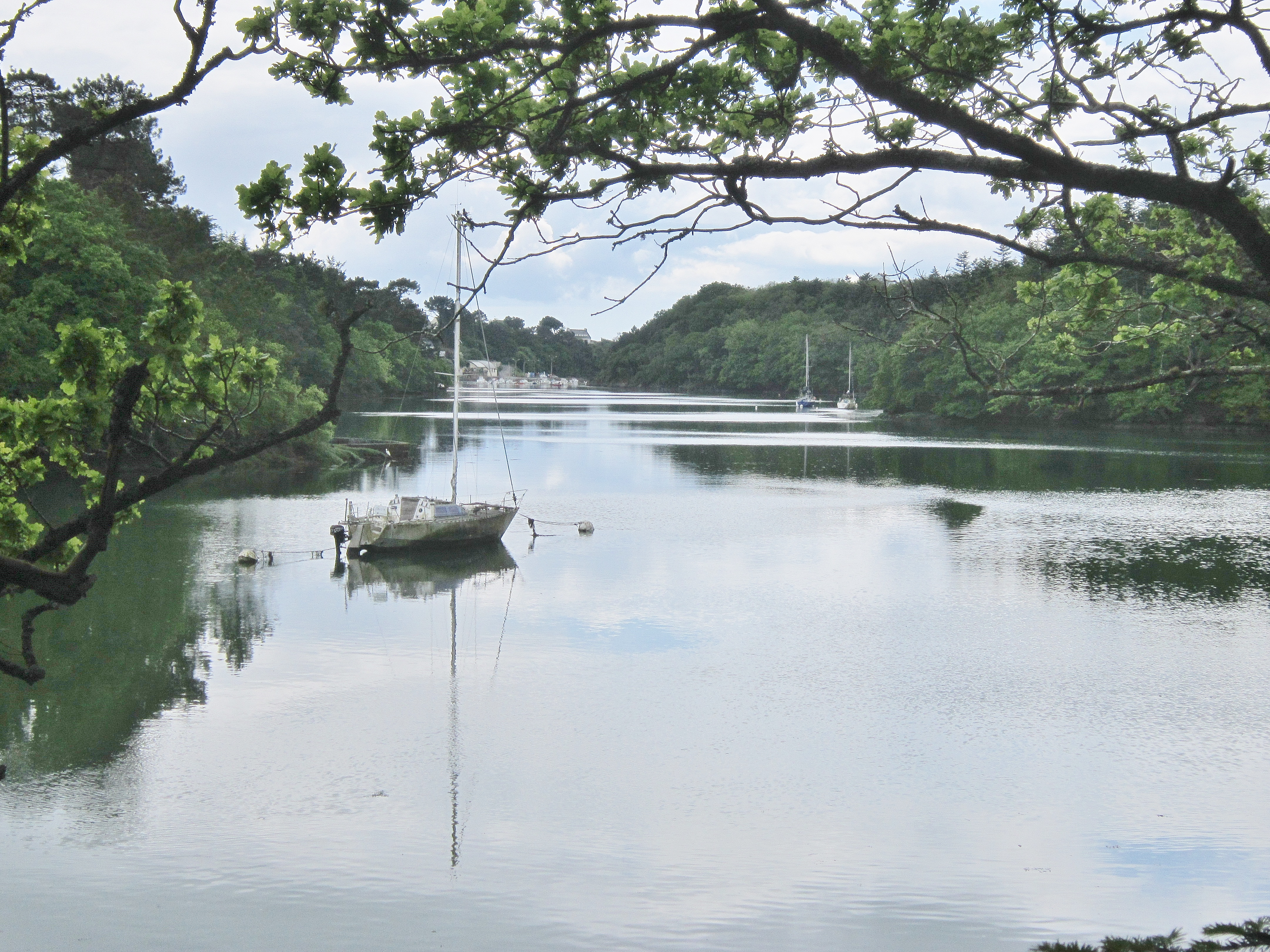
La rivière (ria) de Merrien ; à l'arrière-plan le port de Merrien.

### Hydrographie
Pour un article plus général, voir Réseau hydrographique du Finistère.
La commune est située dans le bassin Loire-Bretagne. Elle est drainée par le Bélon, le Merrien, le Brigneau et divers autres petits cours d'eau,.
Le Bélon, d'une longueur de 26 km, prend sa source dans la commune de Bannalec et se jette  dans l'Océan Atlantique sur la commune et de Riec-sur-Bélon, après avoir traversé six communes. Il sert de limite communale entre Moëlan-sur-Mer et Riec-sur-Bélon.

La vallée du fleuve côtier Bélon en amont du pont du Guily
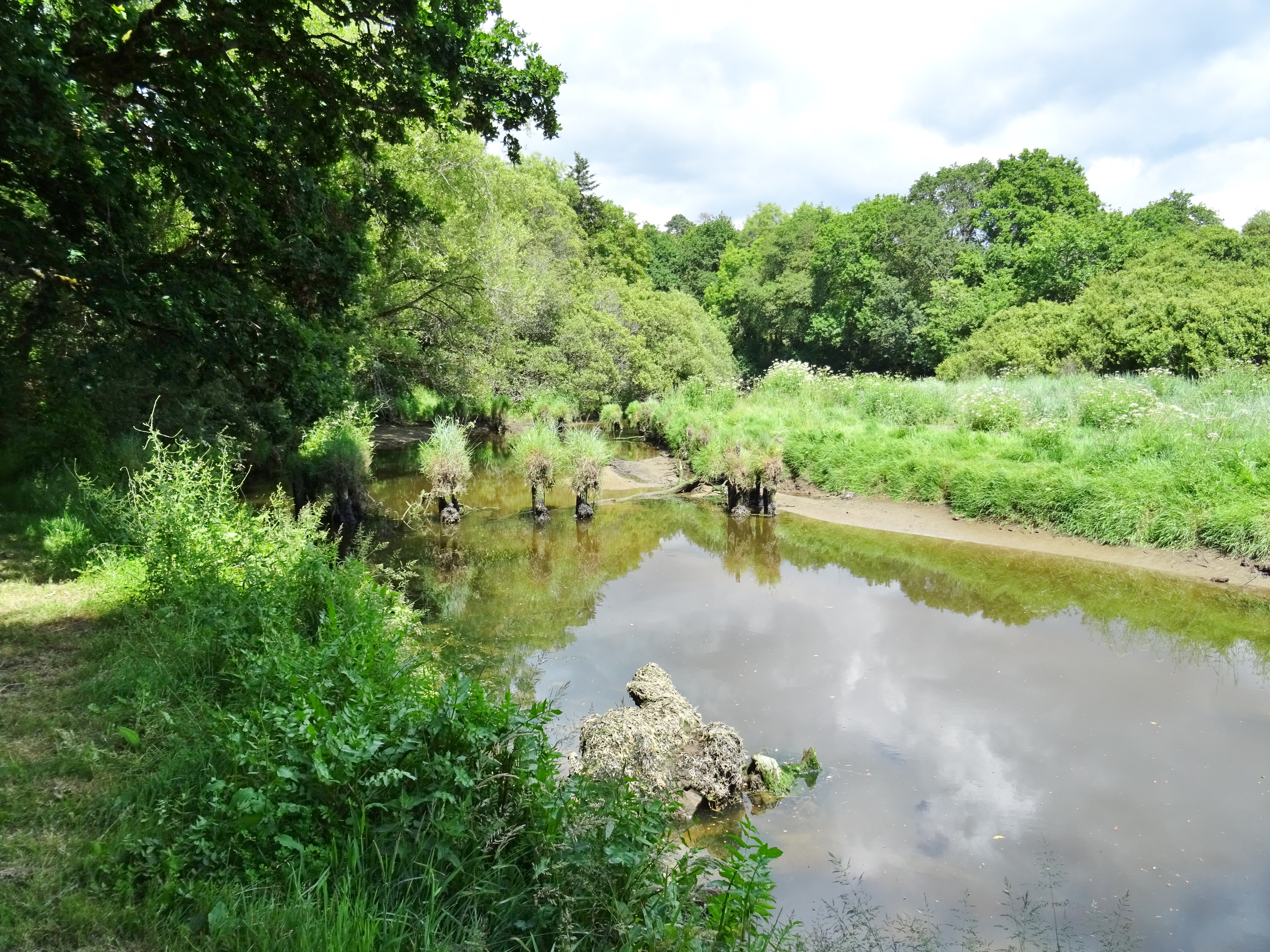
Le fleuve côtier Bélon juste en amont du pont du Guily (limite entre Riec-sur-Bélon et Moëlan-sur-Mer).
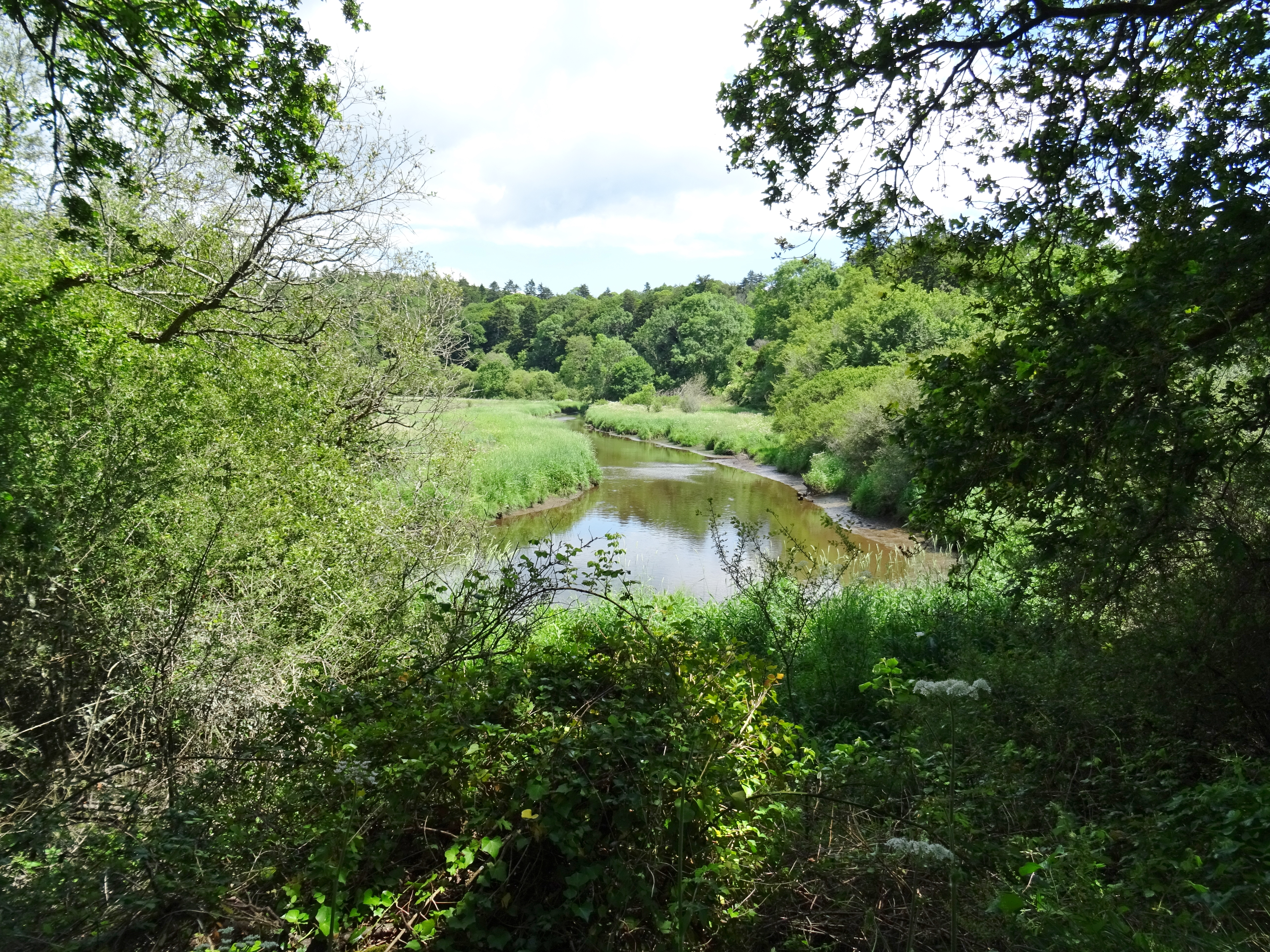
La vallée du fleuve côtier Bélon en amont du pont du Guily (limite entre Riec-sur-Bélon et Moëlan-sur-Mer).
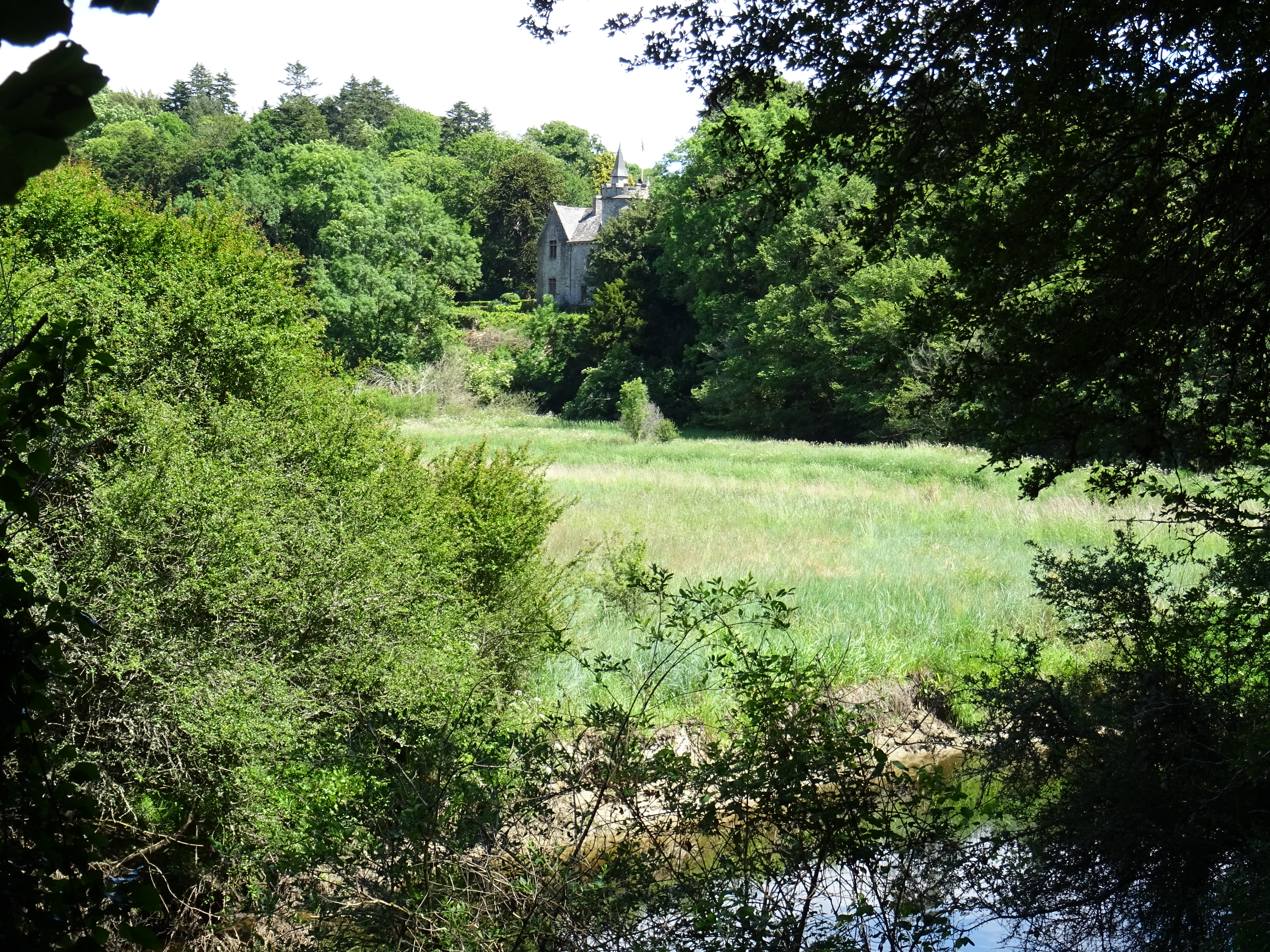
Le manoir de Kertalg dominant la vallée du fleuve côtier Bélon (en amont du pont du Guily).

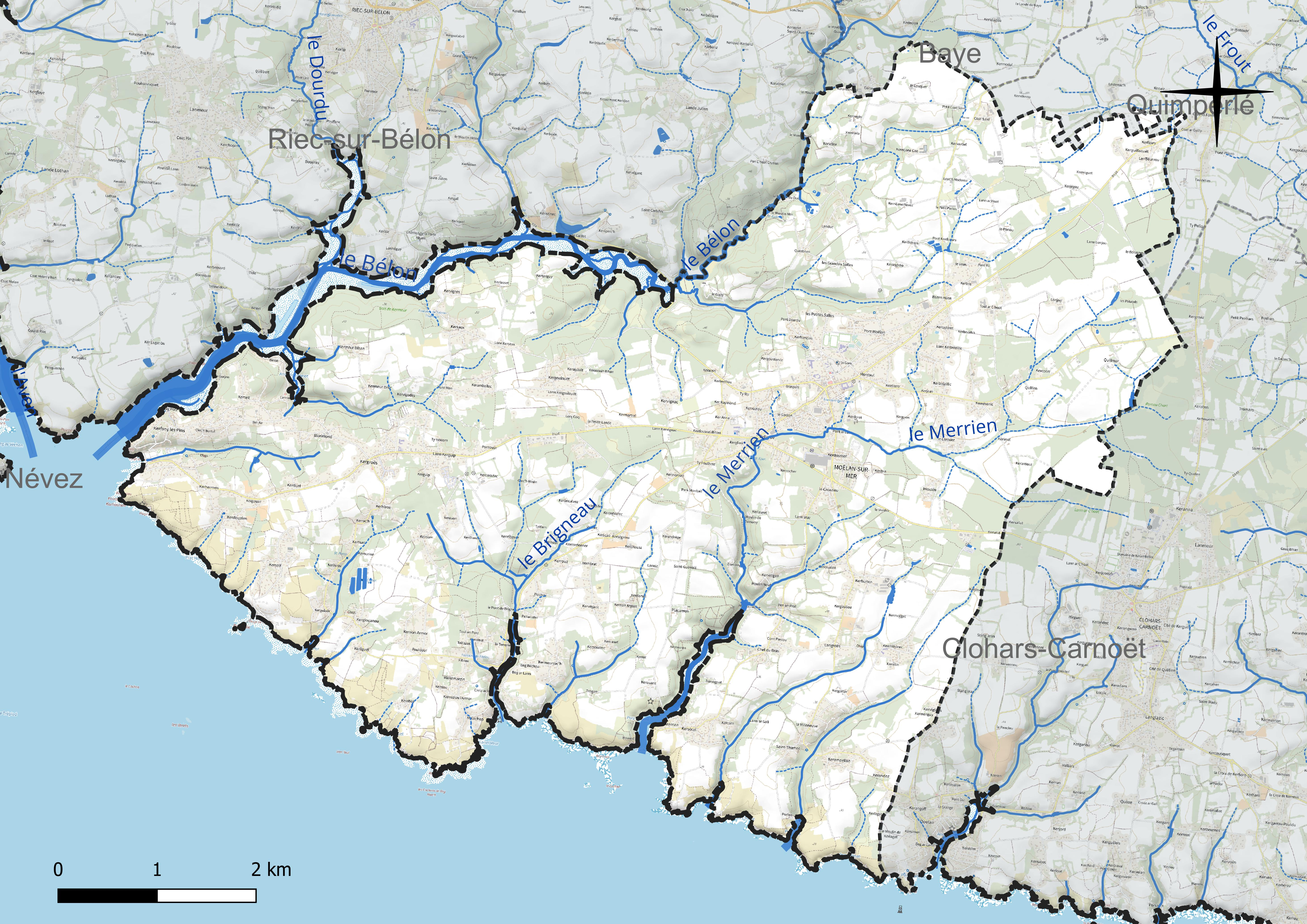
Réseau hydrographique de Moëlan-sur-Mer.

### Climat
Pour des articles plus généraux, voir Climat de la Bretagne et Climat du Finistère.
En 2010, le climat de la commune est de type climat océanique franc, selon une étude du CNRS s'appuyant sur une série de données couvrant la période 1971-2000. En 2020, Météo-France publie une typologie des climats de la France métropolitaine dans laquelle la commune est exposée à un climat océanique et est dans la région climatique Bretagne orientale et méridionale, Pays nantais, Vendée, caractérisée par une faible pluviométrie en été et une bonne insolation. Parallèlement l'observatoire de l'environnement en Bretagne publie en 2020 un zonage climatique de la région Bretagne, s'appuyant sur des données de Météo-France de 2009. La commune est, selon ce zonage, dans la zone « Littoral doux », exposée à un climat venté avec des étés cléments.
Pour la période 1971-2000, la température annuelle moyenne est de 11,8 °C, avec une amplitude thermique annuelle de 11,2 °C. Le cumul annuel moyen de précipitations est de 1 047 mm, avec 14,9 jours de précipitations en janvier et 7,7 jours en juillet. Pour la période 1991-2020, la température moyenne annuelle observée sur la station météorologique la plus proche, située sur la commune de Quéven à 16 km à vol d'oiseau, est de 12,2 °C et le cumul annuel moyen de précipitations est de 943,3 mm,. Pour l'avenir, les paramètres climatiques de la commune estimés pour 2050 selon différents scénarios d'émission de gaz à effet de serre sont consultables sur un site dédié publié par Météo-France en novembre 2022.

## Urbanisme

### Typologie
Au 1er janvier 2024, Moëlan-sur-Mer est catégorisée commune rurale à habitat dispersé, selon la nouvelle grille communale de densité à 7 niveaux définie par l'Insee en 2022.
Elle appartient à l'unité urbaine de Moëlan-sur-Mer, une agglomération intra-départementale dont elle est ville-centre,. Par ailleurs la commune fait partie de l'aire d'attraction de Quimperlé, dont elle est une commune de la couronne,. Cette aire, qui regroupe 11 communes, est catégorisée dans les aires de moins de 50 000 habitants,.
La commune, bordée par l'océan Atlantique, est également une commune littorale au sens de la loi du 3 janvier 1986, dite loi littoral. Des dispositions spécifiques d'urbanisme s'y appliquent dès lors afin de préserver les espaces naturels, les sites, les paysages et l'équilibre écologique du littoral, tel le principe d'inconstructibilité, en dehors des espaces urbanisés, sur la bande littorale des 100 mètres, ou plus si le plan local d'urbanisme le prévoit.

### Occupation des sols

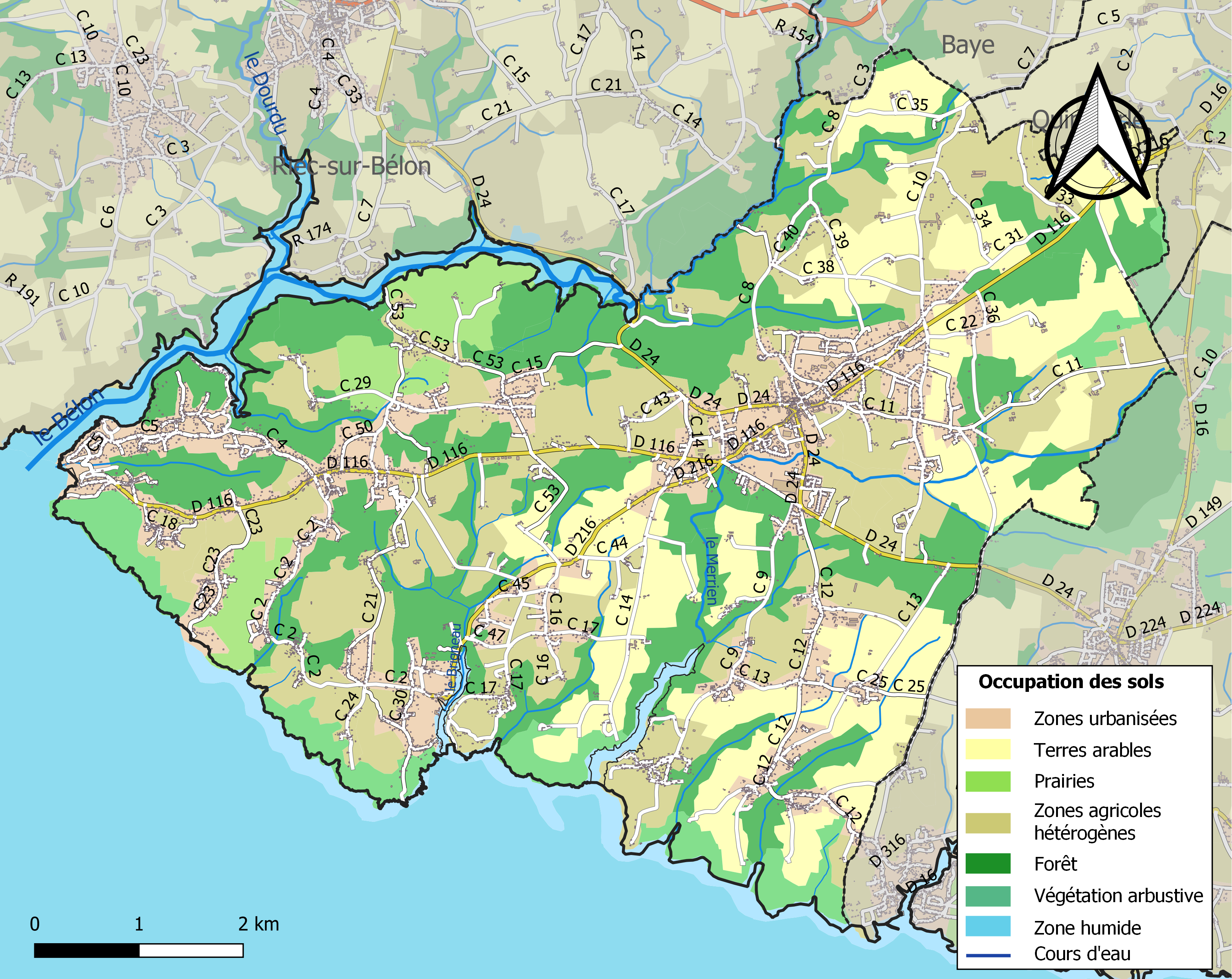
Carte des infrastructures et de l'occupation des sols de la commune en 2018 (CLC).

Le tableau ci-dessous présente l'occupation des sols de la commune en 2018, telle qu'elle ressort de la base de données européenne d'occupation biophysique des sols Corine Land Cover (CLC).
| Type d'occupation                                                                   | Pourcentage | Superficie (en hectares) |
| ----------------------------------------------------------------------------------- | ----------- | ------------------------ |
| Tissu urbain discontinu                                                             | 16,5 %      | 783                      |
| Terres arables hors périmètres d'irrigation                                         | 19,7 %      | 935                      |
| Prairies et autres surfaces toujours en herbe                                       | 3,6 %       | 173                      |
| Systèmes culturaux et parcellaires complexes                                        | 25,7 %      | 1220                     |
| Surfaces essentiellement agricoles interrompues par des espaces naturels importants | 2,0 %       | 95                       |
| Forêts de feuillus                                                                  | 16,1 %      | 763                      |
| Forêts de conifères                                                                 | 3,0 %       | 141                      |
| Forêts mélangées                                                                    | 7,7 %       | 366                      |
| Landes et broussailles                                                              | 4,2 %       | 199                      |
| Forêt et végétation arbustive en mutation                                           | 0,5 %       | 26                       |
| Zones intertidales                                                                  | 0,6 %       | 29                       |
| Estuaires                                                                           | 0,15 %      | 7                        |
| Mers et océans                                                                      | 0,08 %      | 4                        |
| Source : Corine Land Cover                                                          |             |                          |

## Toponymie et étymologie
On rencontre l'appellation Moelan en 1084, 1220 et vers 1330.

Le nom en breton de la commune est Molan.

Molan : hagiotoponyme, diminutif de moal/moel (« chauve »).
« J'ai su par les paysans qu'ils n'appellent, en breton, cet endroit que Molen, et non pas "Moëlan" ; c'est alors que de Molen on a fait "Moëlan", pour Moël-lan, mots dont le dernier signifie "terre" et le premier Moel, "chauve", c'est-à-dire une terre nue et chauve, ou sans arbres. Ces expressions, en effet, désignent exactement l'état primitif de cette contrée ; car, malgré l'accroissement de la population et, par conséquent du sol mis en culture, nous rencontrons encore aux environs du bourg les vastes landes de Porz-Moëlan, de Kerglien ; celles, à l'occident et au nord, qui continuent de nous ne présenter qu'une pelouse extrêmement rase et comme dépourvue en quelque sorte de végétation ».
Autres hypothèses : Moëlan-sur-Mer proviendrait de Moë, un moine breton du VIe siècle d'origine irlandaise, et de lann (monastère). Selon certains historiens, il s'agirait d'un « Mediolanum » romain (lieu au « milieu de la plaine », voire « lieu particulier à vocation sacrée ») ou de Mouest Lann (« terre humide »)[réf. nécessaire].

« Le territoire de Moëlan devait être jadis une espèce de centre religieux, un véritable sanctuaire pour nos ancêtres. (...) [On y] rencontre trois longs dolmens [ allées couvertes ], celui de Kergoustance, celui de Park-Biourar, celui de Kerségalou [ en Riec-sur-Belon ], auxquels il faut ajouter encore celui de la Lande-de-Kerdor ou Kerdoret, en Porz-Moëlan, mais qui n'a plus que les dimensions d'un dolmen ordinaire, et enfin celui de la Lande-au-Duc (...). Il faut ajouter à ceux-ci huit menhirs qui sont ceux de Menkerglieu et de Mencam, dans la même localité ; de Kerseler, de Saint-Guinal ou de Park-ar-Leur ; de Saint-Philibert, qu'on appelle aussi la Pierre-de-Saint-Roch ; de Kerségalou ; de Lannvienn ; de Poulvez ; puis deux roches piquées médiocres, enfin celle  de la Lande-au-Duc et celle de la Lande-de-Kerdoret ; celles-ci sont de simples peulvans. Je ne dois pas omettre dans cette énumération les pierres alignées  de Kerahédic, sur la route de Men-Bras ; le grand bloc couché voisin du manoir de Poulguenn, et qu'on appelle la Roche-du-Diable ; le macrolithe sillonné ou Men-Bras, près du château du Hénan ; les turcies de la lande de la Grande-Salle (...). »

Ce n'est que « depuis l'établissement du christianisme et de l'adoption de saint Melaine pour patron du pays que l'on a voulu faire dériver Moëlan de Melan ou Melanius, en le latinisant. (...) Le culte de saint Melaine ne serait peut-être que celui de Bélus christianisé », dont on retrouverait le nom à l'origine également de celui du fleuve côtier Bélon.
Le nom "Doëlan" (hameau et port situé dans la commune voisine de Clohars-Carnoët) proviendrait de Doué, qui signifie "dieu, divinité", et de lan, "terre consacrée", étymologie non étonnante dans ces lieux où abondent les monuments religieux préhistoriques.
Un décret de 1929, modifie le nom de la commune en Moëlan-sur-Mer, afin d'éviter la confusion avec Meslan.

## Histoire

### Préhistoire et Antiquité
Même si certains monuments préhistoriques évoqués par J.-M. Bachelot en 1847 ou décrits par Émile Cartailhac en 1875 ont disparu, il en subsiste plusieurs : trois allées couvertes, deux dolmens et six menhirs sont officiellement recensés et classés monuments historiques sur le territoire de la commune.

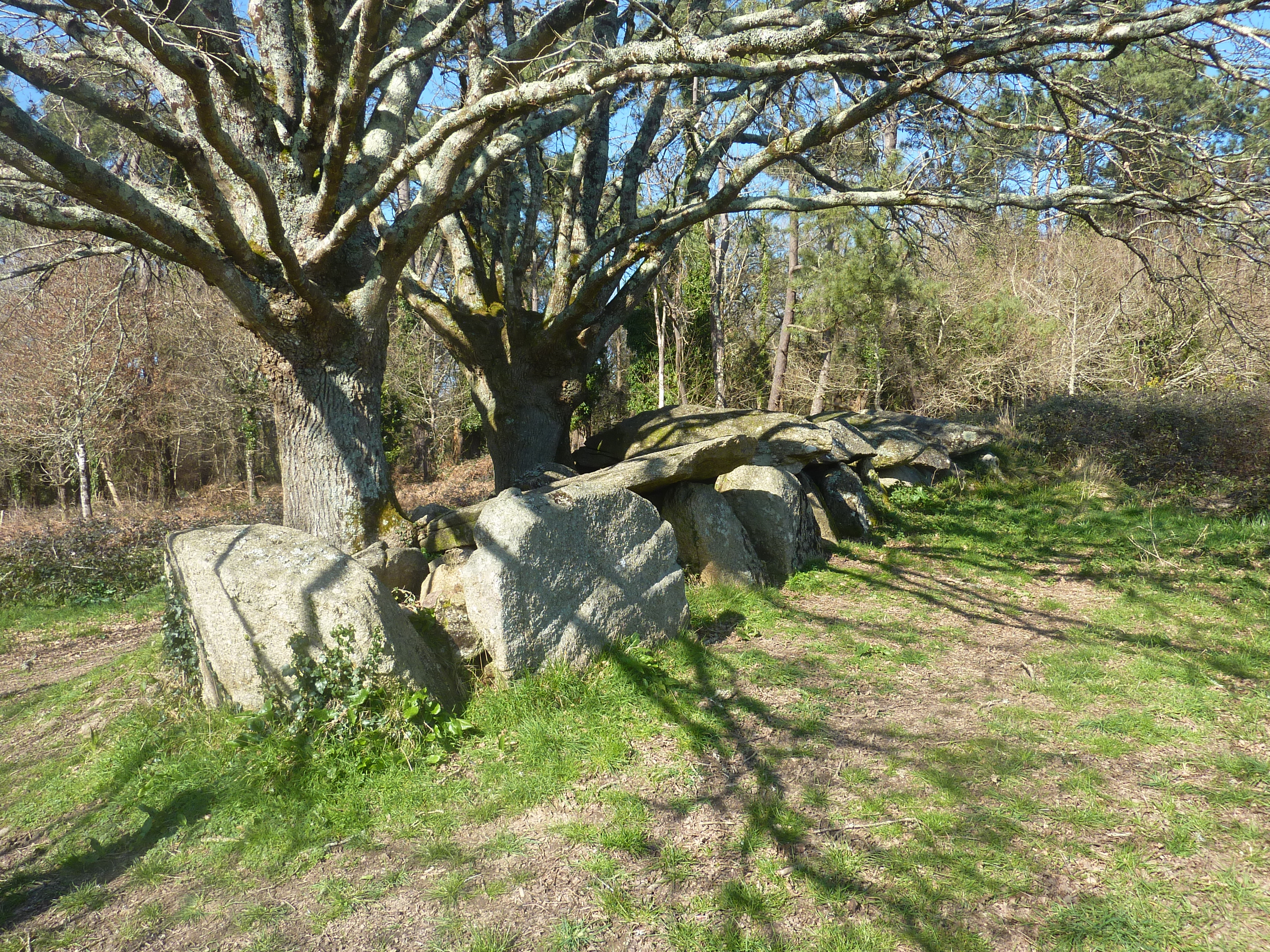
L'allée couverte de Kermeur-Bihan.
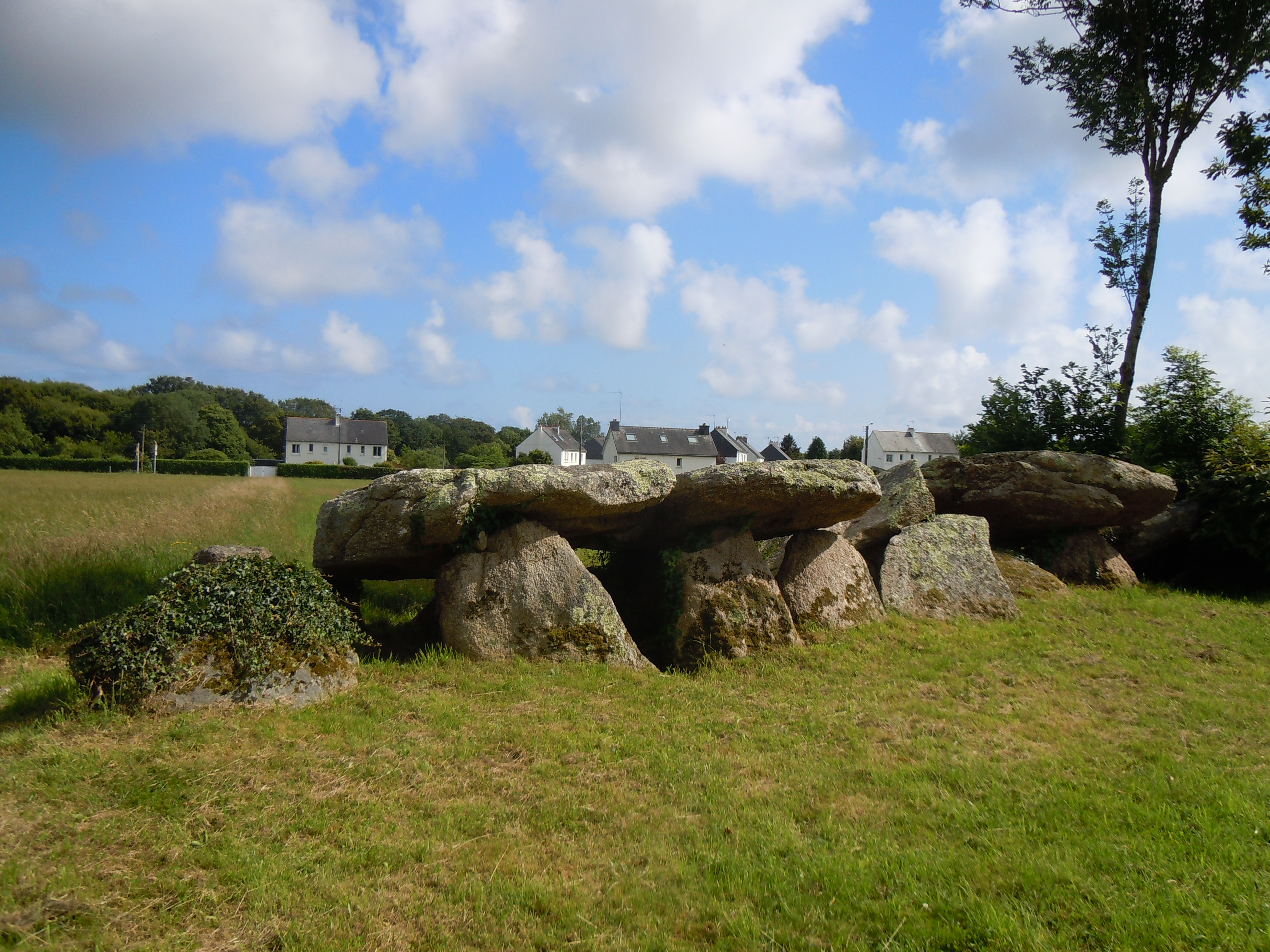
L'allée couverte de Kergoustance.
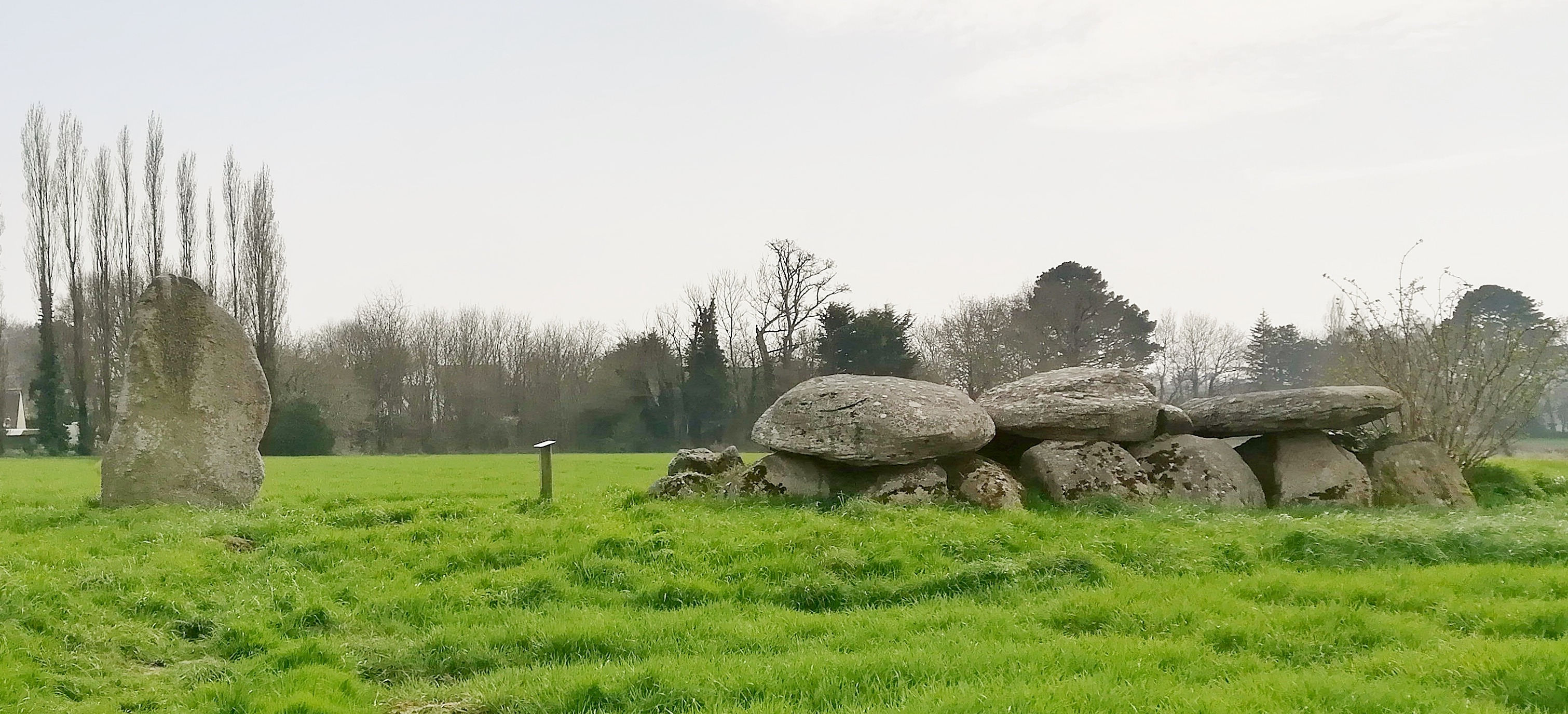
Le menhir et l'allée couverte de Kercordoner vus côté ouest.
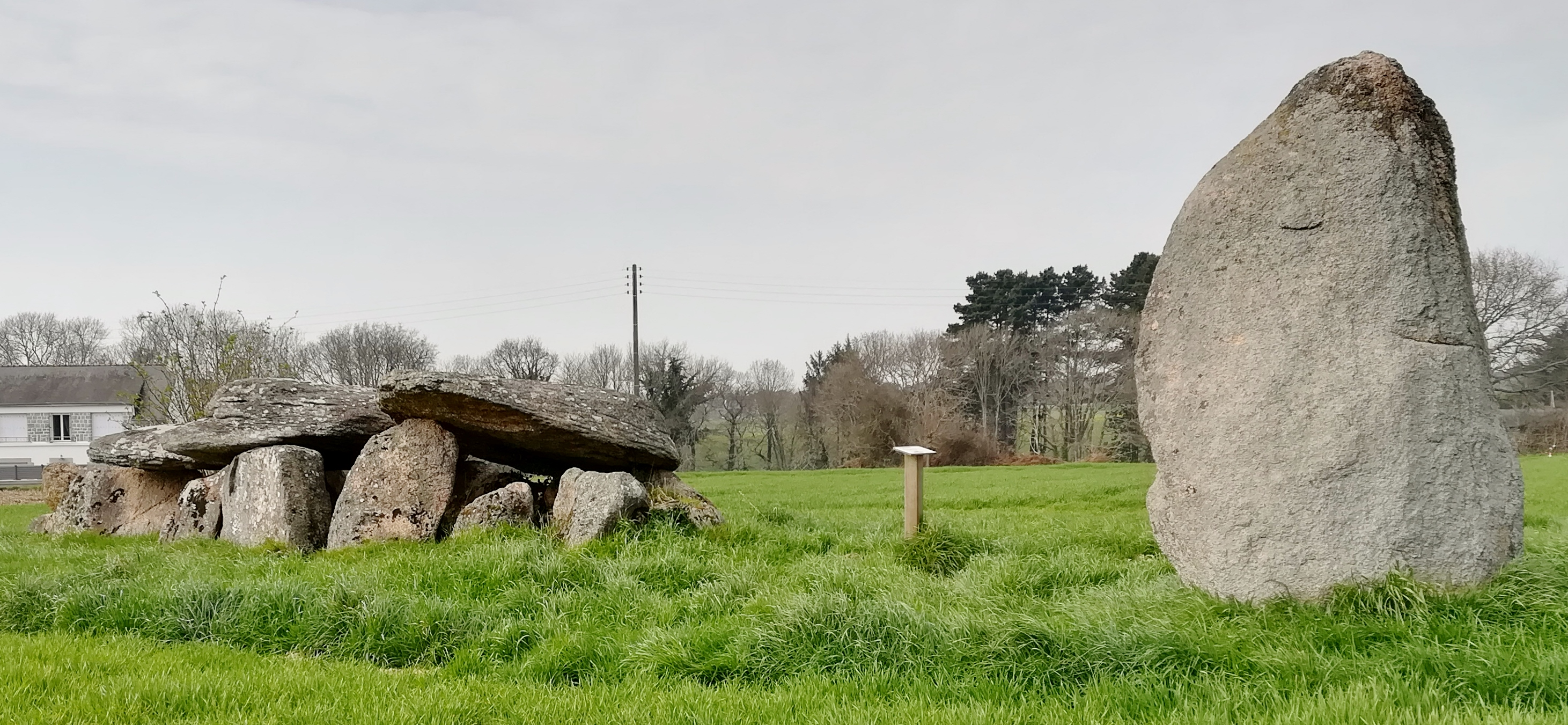
Le menhir et l'allée couverte de Kercordoner vus côté est.
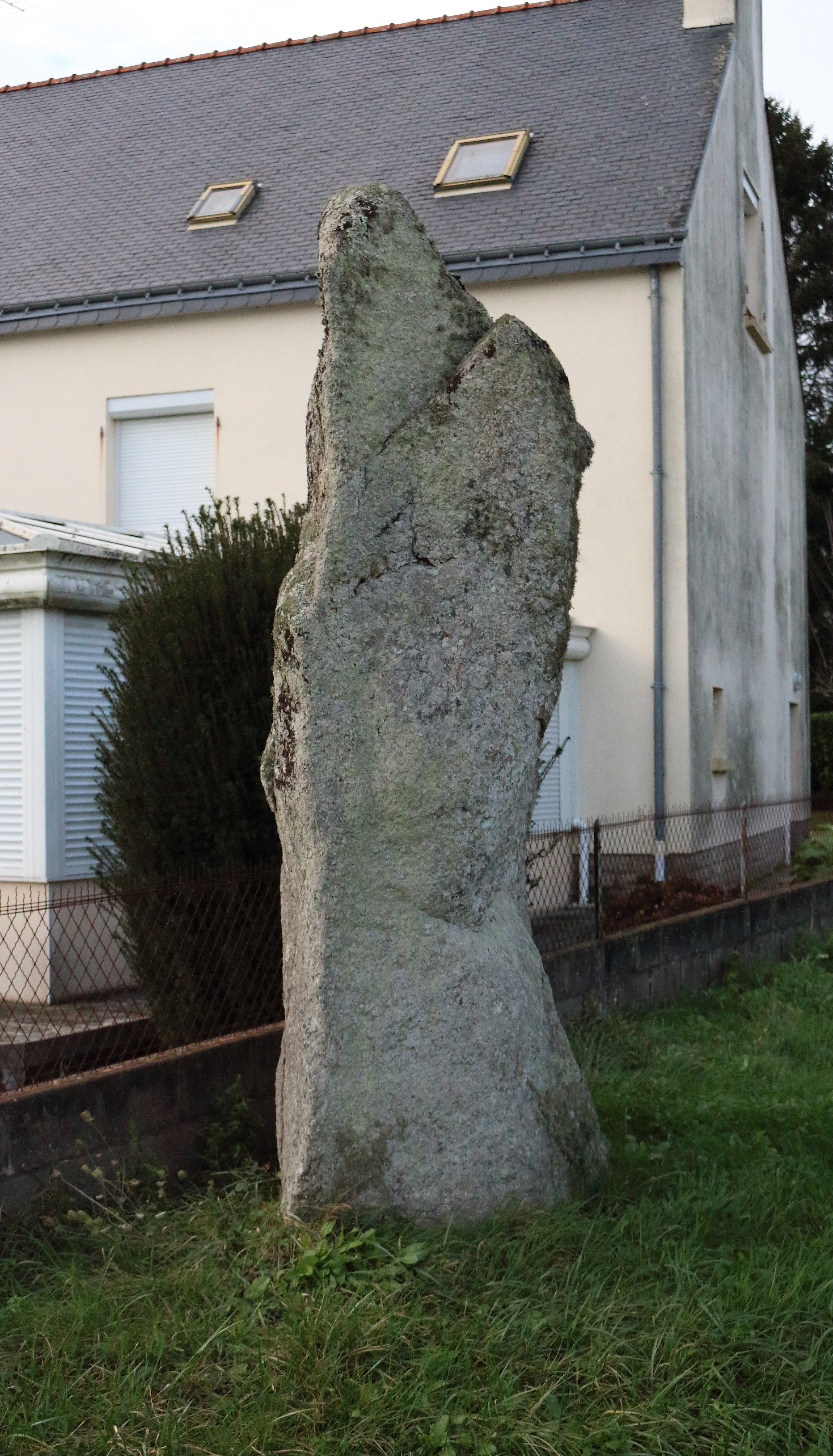
Le menhir de Mentoul.
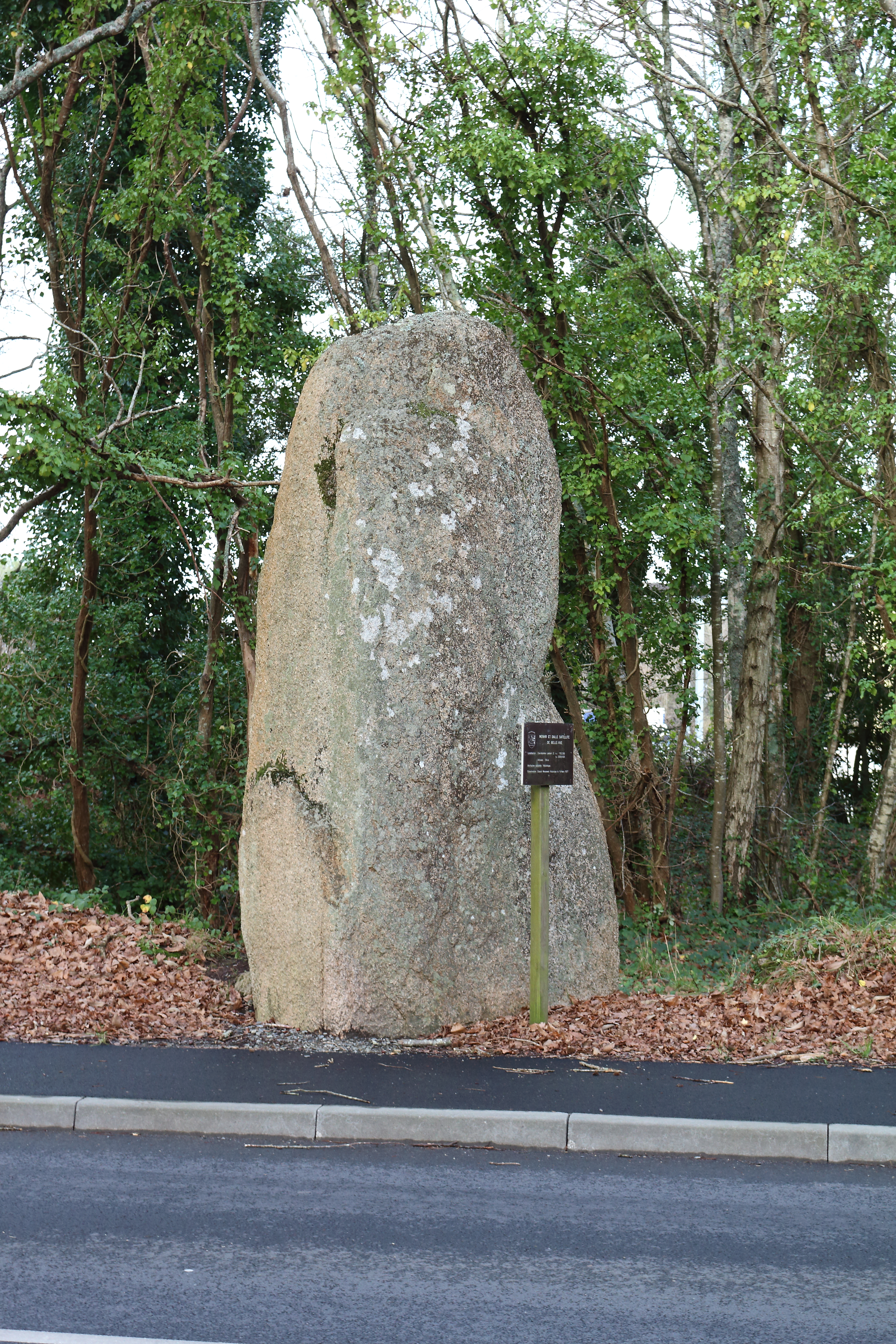
Le menhir de Bellevue.
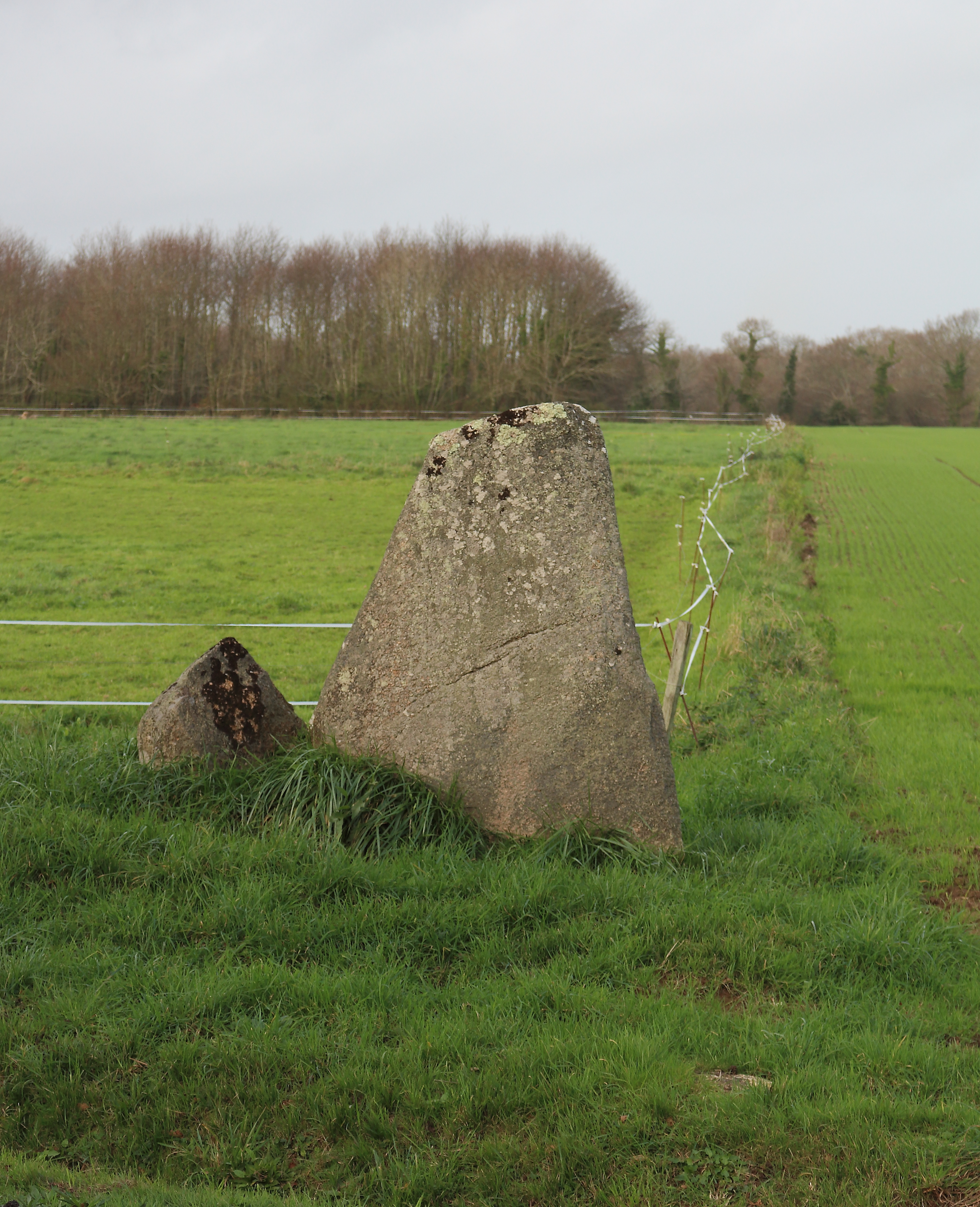
Le menhir de Mescléo.
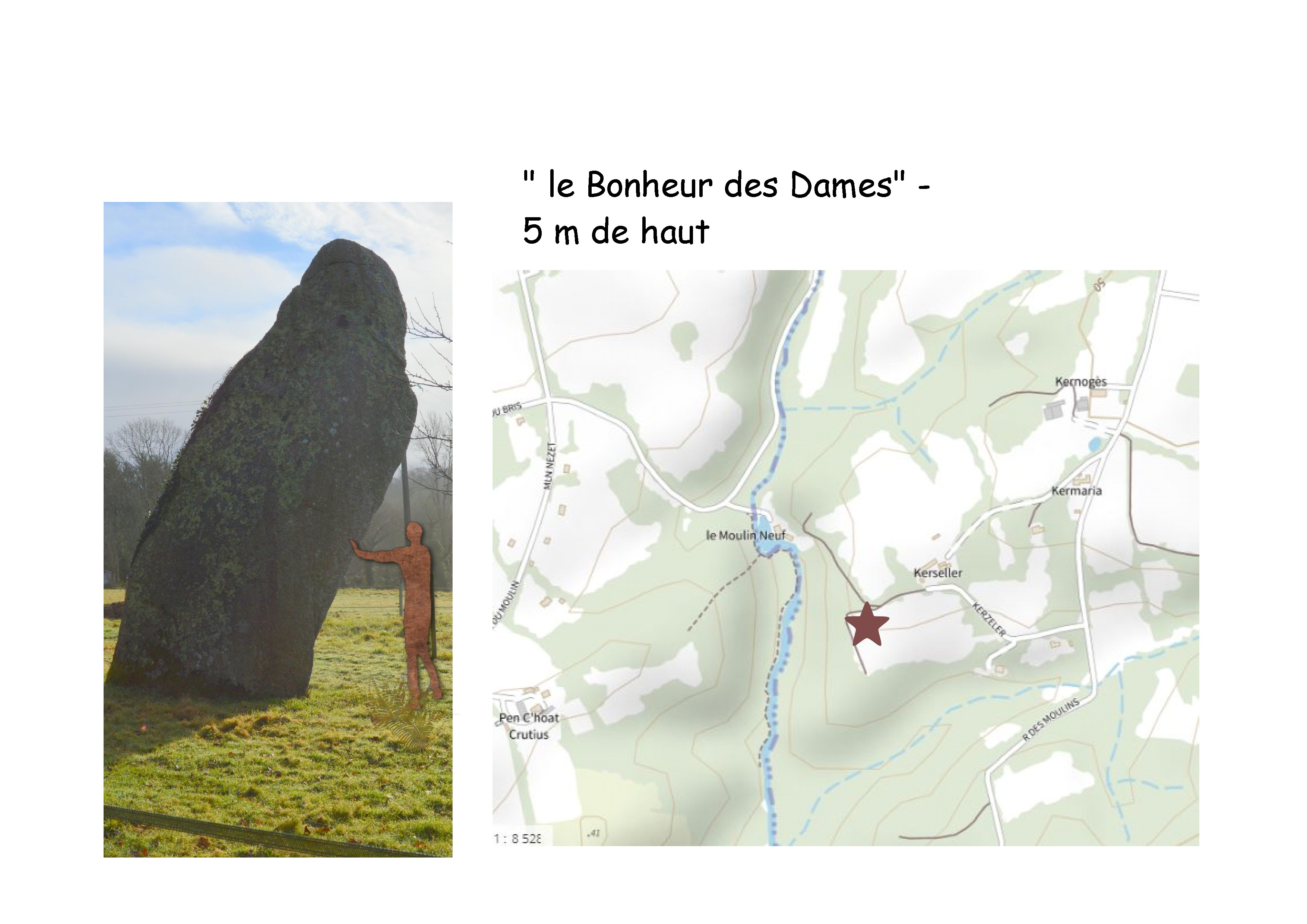
Le menhir "Au bonheur des dames" (5 m de haut, près du lieu-dit Kerseller).
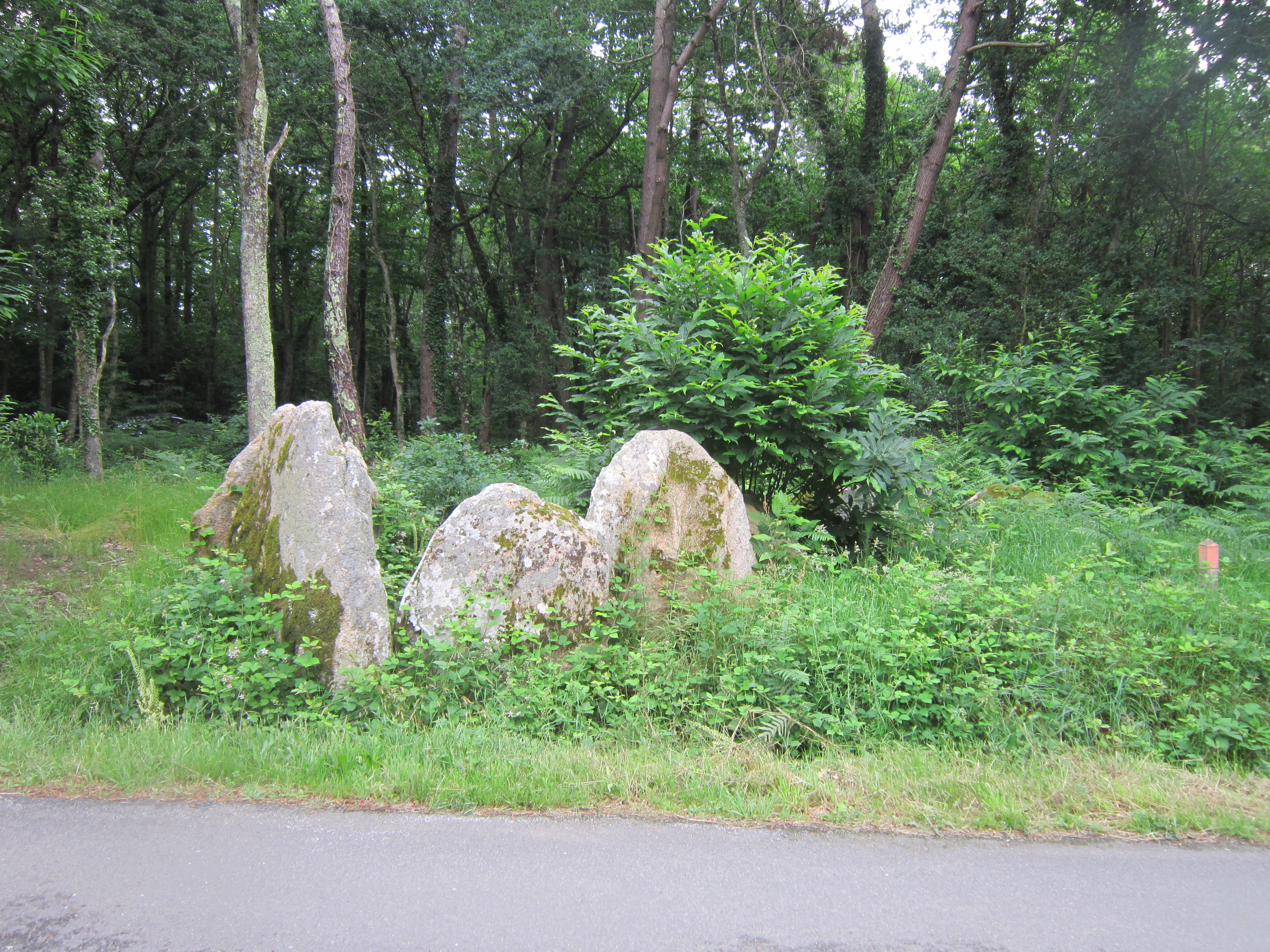
Allée couverte de Lann Vraz, au sud du Croaziou.
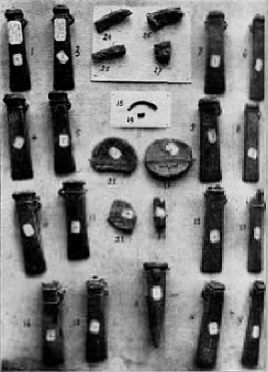
Haches à douille et autres objets en bronze trouvés en 1911 à Mescléo.

Des objets en bronze, dont 21 haches à douille, datant de l'âge du bronze furent découverts le 18 janvier 1911 à Mescléo dans un terrain en cours de défrichement. D'autres avaient été trouvées en 1902 dans d'autres endroits de la commune, et précédemment en 1888, une vingtaine de bracelets en bronze avaient été découverts à Kerroux. Une cachette de fondeur contenant 80 haches à douille fut trouvée près d'un menhir situé le long de la route allant en direction de Clohars-Carnoët à environ 1 km à l'est du bourg de Moëlan.
Le menhir situé en bordure de la route à 150 mètres à l'est du bourg de Moëlan faisait l'objet d'une tradition : les nouveaux mariés, après s'être en partie dévêtus, s'y frottaient le ventre le long d'une aspérité dans le but d'obtenir des enfants mâles ou de guérir de leur stérilité.
Paul du Chatellier trouva aussi des monnaies romaines à proximité des allées couvertes de Kerandrèze, Kergoustance et Kermeur-Bihan.

### Moyen Âge
Moëlan aurait fait partie, comme Clohars-Carnoët, Baye et la majeure partie de Quimperlé de la ploue de Mellac (dont le suffixe -ac témoigne d'une origine gallo-romaine), qui s'étendait sur 14 000 hectares et était limitée par l'Océan Atlantique, la Laïta, 'l'Isole et le Belon.
Moëlan est une paroisse dès le XIe siècle et dépendait autrefois de l'ancien évêché de Cornouaille. Bernard de Moëlan, théologien, ancien chancelier de l'école cathédrale de Chartres, évêque de Cornouaille entre 1159 et 1167, est probablement né à Moëlan.
Au XIIe siècle, les Templiers installent une aumônerie à Brigneau et une maladrerie à Kerglien. À noter que l'abbaye de Landévennec avait en Moëlan-sur-Mer des dépendances importantes, dont la seigneurie de Tréogan et le domaine de Plaçamen.
Au début du XIIIe siècle, le duc de Bretagne Jean Ier Le Roux (1217-1286) fit construire autour de son château de Carnoët (en Clohars-Carnoët) un « parc clos de bonnes murailles » où il élevait sangliers, cerfs et chevaux, le mur étant connu sous l'appellation de "Mur du Roi" ; ce parc (dit "Parc au duc") incluait la totalité de l'actuelle forêt de Carnoët, mais s'étendait bien au-delà vers l'ouest jusqu'aux abords du bourg de Moëlan. Le duc fit construire deux pavillons de chasse, l'un aux Petites Salles, l'autre à Quilimar, ainsi que le Moulin du duc (situés en Moëlan).
En 1400, Moëlan possédait les manoirs de la Petite Salle (qui appartenait au duc de Bretagne), celui de Guillimarch (au même prince), le Guild (à Hervé du Juch), Coet-Raoul (à Guillaume de Kermaël), Penancoët (à l'abbé de Quimperlé), Kerlemou (à Jean de Beuudbben), Villeneuve (à Jean de Cornouaille), Cruguel (à Jean de Rien), Kerymerch (au sire de Kerymerch), le Kermeur et Kerambaellec.
La famille de Kermogoar était seigneur de Kermogoar et de Keranmoal en la paroisse de Moëlan et présente aux réformations et montres entre 1426 et 1532 ; Guillaume de Kermogoar fut tué au siège de Saint-James de Beuvron en 1426.
Au cours de l'année 1494 un conflit opposa Marguerite de Hirgarz veuve de Guillaume de Kermoguer et tutrice de son fils Pierre à Yves de Guer seigneur de La Porte-Neuve en Riec au sujet des droits de prééminence dans l'église paroissiale, chose alors assez courante à cette époque. Les seigneurs de Kermoguer, en tant que fondateurs de l'église de Moëlan, avaient droit d'y afficher leurs armes. Yves de Guer fit enlever puis mettre en pièce par ses hommes la ceinture et lisière armoyée aux armes des Kermoguer que la dame de Kermoguer avait fait mettre à l'intérieur et à l'extérieur de l'église. La cour de Quimperlé réussit à concilier les parties en partageant en deux l'église de Moëlan.

### Époque moderne
Dans son roman historique "Aliénor, prieure de Lok-Maria", Pitre-Chevalier évoque les « malheureuses familles de Trévoux et de Moëlan, décimées par les loups » à l'époque des guerres de la Ligue.
Le célèbre prédicateur Julien Maunoir prêcha des missions à Moëlan en 1660 et vers 1681.

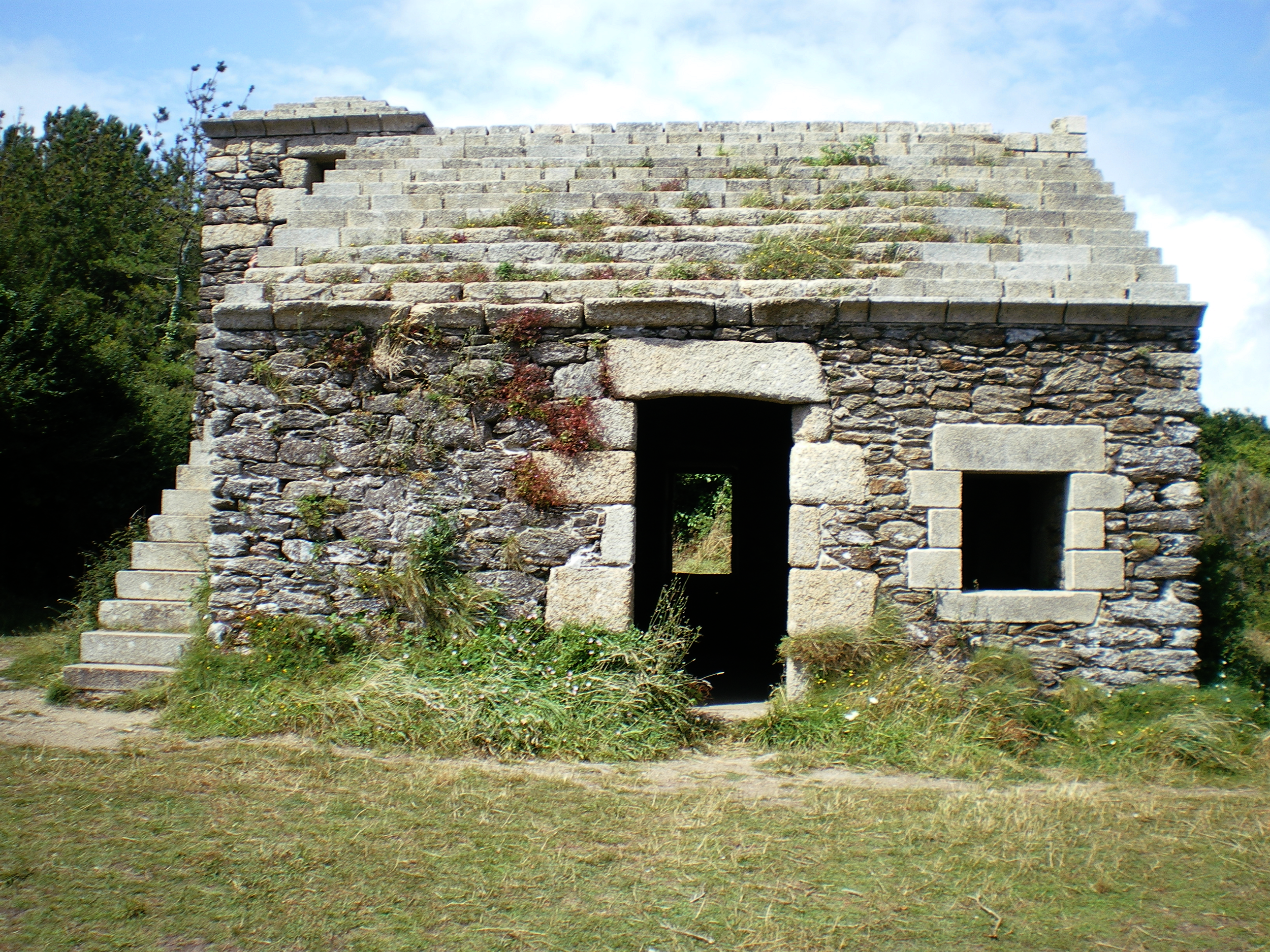
Le corps de garde de Merrien, dit « maison des douaniers » (XVIIe siècle).

Samuel Billette, seigneur de Kerouel (en Trégunc), de Kerustum (en Riec), de Kermeur et de Villeroche (en Moëlan), avocat, procureur-syndic, sénéchal de Carnoët, procureur fiscal de l'abbaye Sainte-Croix de Quimperlé, fut maire de Quimperlé entre 1679 et 1683 et député représentant Quimperlé aux États généraux de 1681 tenus à Nantes ; il fut aussi afféagiste de la moitié des grands moulins de Quimperlé à partir de 1689, jusqu'à sa mort survenue en 1722. Il est le grand-père de Vincent Samuel Billette de Villeroche, qui fut député aux États généraux de 1789, puis à l'Assemblée nationale.
Une enquête de 1714 du subdélégué décrit ainsi Moëlan :

« Les terres en sont assez bonnes le long de la côte jusqu'à environ un quart de lieue ; elles produisent du froment, de l'orge et de l'avoine. L'autre côté de la paroisse au nord, la terre n'étant pas si bonne ni si cultivée, a plus de pâturages. (...) Les habitants de Moëlan n'ont ni foin ni que fort peu de pâtures, aussi jouissent-ils de quelques vaches pour leur nécessité. »

Le 8 décembre 1735 le Monrose, un bateau écossais, s'échouait à Stanc-Yves en Moëlan ; cinq matelots furent noyés et les survivants, grâce au bon ordre établi par M. de Roulleaux de Kerjegu, ne subirent aucun pillage.

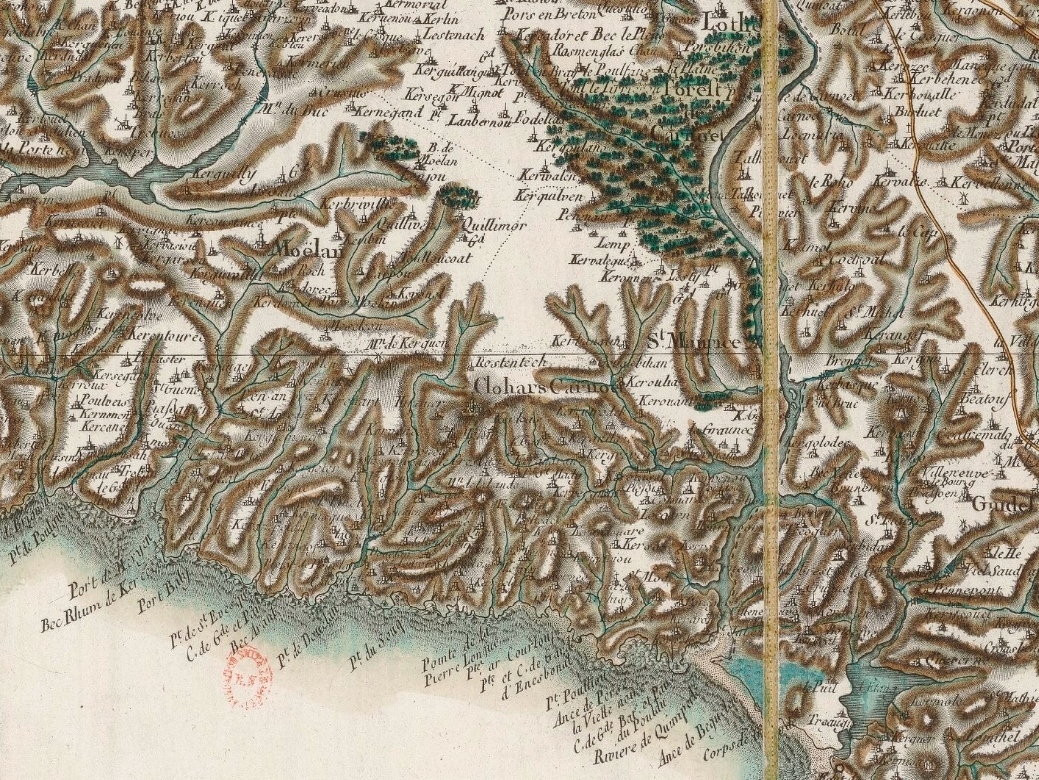
Carte de Cassini (1783) : paroisses de Moëlan et Clohars-Carnoët.

En 1759 la paroisse de Moëlan [le nom est écrit Moëllan] devait chaque année fournir 33 hommes pour servir de garde-côtes.
Jean-Baptiste Ogée décrit ainsi Moëlan en 1778 :

« Moëlan, à 8 lieues trois-quart au sud-est de Quimper, son évêché, à 32 lieues de Rennes et à 2 lieues de Quimperlé, sa subdélégation et son ressort. On y compte 3 200 communiants, la cure est à l'alternative. Le territoire, bordé au sud et à l'ouest par la mer, renferme des terres fertiles et très bien cultivées. Les habitants du pays sont d'excellents agriculteurs. Moëlan est une châtellenie qui appartient au Roi. (...) »

Jacques Cambry écrit quelques années plus tard que « les communes maritimes de Clohars et de Moëlan ont de grands rapports, et par leur voisinage et par leur position : leurs terres sont excellentes, fortes sur la côte, couverte de froment ; légères dans l'intérieur. Le bétail est abondant, mais petit dans ce canton : on s'y procure des chevaux dans Pont-Croix, aux foires de Poul-David, on y nourrit peu de moutons, on pourrait en entretenir une grande quantité, dans un pays couvert de landes et de serpolet. Toute la côte, à trois quarts de lieue dans les terres, est dénuée de bois, excepté en quelques ormeaux. (...) Rien de curieux comme les anses variées de cette côte, garnies de forts, de postes, de signaux ».
Le même auteur décrit que les types de pêche pratiqués alors à Brigneau : outre les pêcheurs à la ligne, un homme « armé d'un trident, parcourt tous les creux des rochers, sarde des poissons plats, des écrevisses, des omars », « des femmes détachent des huîtres, des bernigues, ou recueillent dans des paniers les coquillages variés », notamment les couteaux ; « des pêcheurs jettent leurs filets » ; « on barre quelquefois les anses de ces côtes avec de longs filets » et quand « la mer descend, tous les poissons qui se sont avancés dans les terres sont arrêtés par ces filets ; c'est quelquefois la pêche de Saint-Pierre : les hommes, les enfants, les paysans du voisinage battent la vase avec de longs bâtons, la foulent avec les pieds, et forcent le poisson à céder à sa cruelle destinée ».

### Révolution française
Le 29 mars 1789, le corps politique de la paroisse de Moëlan se réunit pour rédiger un cahier de doléances (les Moëlanais demandent entre autres la suppression des corvées, que le clergé et la noblesse paient davantage d'impôts, la suppression des juridictions seigneuriales et des domaines congéables, etc.) et ses quatre délégués à l'assemblée du tiers de la sénéchaussée de Quimperlé ; Jean-Marie Le Guiffant (notaire royal et procureur du siège royal de Quimperlé, mais demeurant au bourg de Moëlan), Michel Le Pennec (marchand de draps et lieutenant du guet), François Louis Guillou (ménager aux Grandes Salles) et Jean Corentin Salles (capitaine du guet, demeurant à Keryvoalen Izel) furent élus.
À propos des domaniers, le cahier de doléances de Moëlan décrit ainsi leurs conditions de vie (l'orthographe a été respectée) :

« Les colons [domaniers] sont très mal logés (...). Il est triste de voir d'honnettes ménagers [paysans] habitter des maisons très basses,où ils ne reçoivent la lumière du jour et ne respirent l'aire qu'à la faveur d'une fandasse ou plustôt meurtrière ; on gémit et avec raison sur l'insalubrité et l'infection des prisons, mais ce n'est rien en comparaison de la plupart des maisons de campagne sujettes à domaine congéable (...) ; voici aussy la cause principalle des maladies épidémiques et populaires qui dévastent les campagnes ; on peut encore adjouter que dans le tems des récoltes, les blés, soit coupés ou battus, se détériorent, faute d'avoir une granche [grange] pour les mettre à couver. (...). »

Moëlan devient commune en 1790, et quatre villages de la paroisse de Lothéa et trois villages de la paroisse de Baye lui sont rattachés.
Le Moulin-l'Abbé, à Merrien, qui appartenait à l'abbaye Sainte-Croix de Quimperlé, fut vendu comme bien national en 1791. Il cessa de fonctionner en 1934. Le domaine de Plaçamen fut aussi confisqué comme bien national et vendu le 12 mars 1791 à Gabriel Hippolyte de Mauduit.
Gabriel Hippolyte de Mauduit, qui vivait au manoir de Kerjégu à la suite de son mariage en 1793 avec Angélique Mahé de Berdouaré, veuve de Jean François La Faudrière de Kerjégu, fut prudent pendant la Révolution française : « On fit auprès de lui vingt tentatives inutiles : il ne quitta pas sa patrie, prévit le sort des émigrés, les plaignit sans les imiter, régla ses métairies et fit du bien à tout le monde ». Kerjégu était alors « une simple gentilhommière. La maison principale est de la plus grande simplicité. La chapelle, à droite en entrant, est placée dans une tourelle antique dont les murs sur les côtés, les écuries et la demeure des ouvriers ».
Selon Jaques Cambry, Brigneau était en 1794 « le siège d'un corps-de-garde de signaux, et d'une baterie armée d'un canon de 24 » ; elle était située sur la rive gauche de la rivière de Brigneau et disposait de 8 canonniers.
Le 15 juillet 1795, les Anglais débarquèrent environ 3 000 chouans à Bélon (en Moëlan) et furent aidés par des personnalités locales comme Gabriel Hippolyte de Mauduit et Augustin du Païs, du Guilly ; ils furent attaqués à Quimperlé par une colonne républicaine dirigée par le général Rey, qui commandait alors la division du Finistère ; dans la nuit du 10 au 11 septembre 1795, des chouans envahirent le domaine de la Porte-Neuve, faisant prisonnier Guillaume du Païs, seigneur du Guilly (père) et pénétrèrent de force dans le presbytère à la recherche du curé constitutionnel Le Franc. Augustin Dupaïs, fils de Guillaume du Païs, fut fusillé pour ses actes de chouannerie en novembre 1795 à Quimperlé.

### LeXIXesiècle
Le cadastre napoléonien de Moëlan (en fait établi entre 1808 et 1851) est consultable sur un site Internet

#### Moëlan vers le milieu duXIXesiècle
A. Marteville et P. Varin, continuateurs d'Ogée, décrivent ainsi Moëlan en 1843 :

« Moëlan (sous l'invocation de saint Melaine), commune formée par l'ancienne paroisse du même nom, aujourd'hui succursale ; chef-lieu de perception. (...). Principaux villages : Kerhermain, Kerdoualen, Kervasselin, Ménez-Marzin, Kervignès, Kermeur, Kervaziou, Chef-du-Bois, Saint-Thamec, Les Salles, Kerguillaouet. Maisons principales : Plaçamen, Crigneau. Superficie totale : 4 731 ha, dont (...) terres labourables 1 547 ha, prés et pâtures 189 ha, bois 191 ha, vergers et jardins 365 ha, landes et incultes 2 246 ha. (...) Le bourg de Moëlan possède pour sa mairie un édifice construit depuis peu d'années, et qui est un monument remarquable pour cette localité. Cette commune est baignée en grande partie par l'océan. Ses côtes sont d'un aspect pittoresque et grandiose en même temps ; d'énormes rochers de granite s'élèvent au-dessus de la mer, et la faible couche végétale qui les recouvre laisse croître des bruyères, du serpolet, des violiers sauvages et des jacinthes de couleurs variées, qui donnent à ce pays, dans les jours d'été, alors que la mer bleue se dessine à l'horizon, une apparence enchanteresse. À chaque pas, on trouve dans ces landes à demi sauvages des dolmens et des menhirs qui viennent ajouter à ce que ce tableau a de saisissant le souvenir de ce passé colossal (...). Plusieurs vieux manoirs existent en Moëlan, mais ils n'offrent rien de remarquable comme historique et comme architecture. Près de l'un d'eux, Plaçamen, qui appartient à M. de Mauduit, et sur le bord de la mer, on voit ce qu'on appelle dans le pays les bains de Diane. C'est une espèce de conque ayant 1,30 m de profondeur sur 10 à 12 de diamètre, ronde, régulière, et creusée par la nature au milieu des roches striés. La mer la remplit et on y prend, en été, des bains délicieux. Il existe à Brigneaux [Brigneau] un établissement de pêche à sardines, exploité par neuf bateaux, ayant quarante-cinq hommes d'équipage. la petite rivière de Bélon, qui coule à l'ouest et au nord de Moëlan, est renommée par la qualité des huîtres qu'on drague à son embouchure. (...) Géologie : constitution granitique. On parle le breton. »

Ces deux auteurs précisent par ailleurs, qu'outre l'église paroissiale, qui possède des « reliques authentiques » de saint Melaine, Moëlan possédait alors quatre chapelles en bon état : la chapelle Saint-Roch et Saint-Philibert, la chapelle Saint-Pierre, la chapelle Saint-Guinal et la chapelle Saint-Cado, ainsi que trois autres « dans un état complet de dénuement : les chapelles Saint-Évêque, Sainte-Humette et Notre-Dame de Lorette (ou du Loriot) ».
Selon un document déposé au Corps législatif 350 des 442 conscrits de Moëlan pour la période allant de 1858 à 1867 ne savaient ni lire ni écrire.

#### De médiocres conditions sanitaires
J.-M. Bachelot écrit en 1847 :

« Moëlan était autrefois très fiévreux dans l'arrière-saison : son insalubrité provenait des miasmes qui sortaient du maris tourbeux, ainsi que du marais de Damané [Damany] auquel il confine. Chaque soir, en automne, une brume épaisse qui s'élevait après le coucher du soleil, couvait tout le bas-fond, et ne disparaissait que le lendemain matin vers les huit ou neuf heures, quelquefois même à neuf heures et demie. Une autre cause de son insalubrité provenait encore de ce que son église et le cimetière se trouvent au centre de l'agglomération. »

Entre le 27 octobre 1865 et le 20 février 1866, le choléra fait 83 morts à Moëlan. « L'épidémie aurait été importée à Moëlan par un matelot de l'État venu en congé de convalescence de Toulon où il avait été traité à l'hôpital maritime pour un cas de choléra. La mère et la sœur de ce matelot auraient contracté, en lavant son linge, le germe de l'épidémie dont elles ont été les premières victimes et qui s'est propagée autour d'elles ».
L'épidémie se propage à Riec, Baye, Quimperlé, Le Trévoux, Mellac, Bannalec, Tréméven et Rédené, épargnant Clohars-Carnoët.

#### Les passeurs du Bélon
Pendant tout le XIXe siècle, et encore au début du XXe siècle, deux bacs permettaient de franchir la ria du Bélon, l'un à Bélon, entre Bélon (en Riec-sur-Bélon) et Bélon (en Moëlan-sur-Mer), depuis au moins 1789 et jusqu'après 1920, l'autre à la Porte-Neuve (depuis au moins 1789 et jusqu'à 1907). Le bac de la Porte-Neuve (long de 7 mètres et large de 2,50 mètres), qui permettait de traverser l'estuaire du Bélon pour accéder à la presqu'île de Brigneau et Kerfany ; le 14 juillet 1833, le bac, chargé d'une quarantaine de paroissiens de Moëlan, de Clohars-Carnoët et de Riec qui se rendaient au pardon de Saint-Léger, coula au milieu de la rivière, et 21 personnes, dont de nombreux enfants, se noyèrent. Une gwerz racontant ce malheur fut écrite et publiée par un éditeur de Morlaix.

#### Le ramassage des goémons et du maërl
Le ramassage des goémons est ainsi décrit dans un texte de 1852 :

« À Moëlan, et plus encore à Clohars-Carnoët, on voit sur les hautes falaises ou les champs bordiers à pic, des travaux en maçonnerie ou en pierres sèches, soit pour déposer des goémons, soit pour faciliter leur transport sur les terres. Ces établissements sont souvent de véritables usurpations, et donnent à la longue un droit réel sur les fonds d'autrui, car la possession réelle et continue d'un travail de main d'homme est constitutive, lapsus temporis,d'une servitude active au profit de l'auteur de la construction. Le cultivateur qui ne possède pas un champ bordier recherche avec soin un lieu convenable pour déposer ses goémons, et surtout pour se procurer le goémon flottant, si difficile en certains lieux à hisser au sommet des falaises escarpées qui dominent les anses où les flots l'entasse ordinairement. On nomme "croc à goémon" l'appareil consistant en un poteau solidement fixé sur la cime de la falaise, auquel on adapte une corde à poulie, servant à monter et à descendre le panier ou mannequin dans lequel on met le goémon retiré des flots. C'est ainsi qu'on parvient à retirer un engrais, qui autrement serait emporté sur des plages éloignées par la marée descendante. Le tout est de saisir les moments favorables ; car partout où la plage est étroite, le goémon flotte, mais n'échoue point. Les dépôts de goémon sont extrêmement utiles à ceux qui veulent réunir une grande quantité d'engrais, et sont dépourvus de moyens de transport. C'est là qu'on sèche l'engrais marin, qu'on le laisse pourrir ; et alors rien n'est plus commode que de l'enlever, même à dos d'homme au besoin. »

Les bancs de maërl de la ria du Bélon sont exploités depuis au moins 1863, année où les habitants de Riec-sur-Bélon et Moëlan-sur-Mer obtiennent une autorisation d'exploitation. L'extraction, guère aisée, se fait en fonction du rythme des marées à l'aide de dragues à marée haute et de pelles à marée basse. Le maërl est acheminé au port de Pont-Aven, ainsi qu'aux cales de Bélon et de la Porte-Neuve. Des traces de cette activité sont encore visibles, des vestiges d'embarcadères datant des années 1880 subsistent sur la rive droite du Bélon entre Keristinec et Pont Guily. L'épuisement des bancs de maërl a provoqué dans le courant du XXe siècle le déplacement de cette activité vers l'archipel des Glénan.

#### Les débuts de l'ostréiculture
L'activité ostréicole commence dans la ria du Bélon vers le milieu du XIXe siècle : le sieur du Balay installe son premier parc à huîtres en 1857, la famille de Solminihac commence cette activité en 1864, la famille Cadoret en 1872. En une vingtaine d'années, la ria du Bélon se métamorphose avec la création de nombreux parcs à huîtres en lieu et place des vasières antérieures. Vers 1900, la réputation de la Belon, une huître plate, est déjà grande. Transportées initialement par tombereau à la gare de Quimperlé, les huîtres, vendues initialement principalement en Belgique, trouvent à la Belle Époque un débouché sur les plus grandes tables parisiennes, par exemple au restaurant Prunier. Plusieurs maisons de gardes sont alors construites sur les rives de la Belon pour assurer la surveillance des parcs. Cet âge d'or ostréicole prit fin en 1922, année où 90 % des huîtres périrent.
En 1876, le docteur René Balestrié (aussi conserveur à Concarneau) construit une conserverie de sardines, maquereaux et thons à Merrien, sur la rive gauche, alimentée par une vingtaine de chaloupes de pêche.

#### Les naufrages
Dans la nuit du 29 au 30 novembre 1841, un trois-mâts, le Comte de Chazelles, venant de l'Île Bourbon et se dirigeant vers Nantes chargé de denrées coloniales fit naufrage dans l'anse de Brigneau ; l'équipage et les passagers échappèrent à la mort à l'exception d'un ecclésiastique.
En octobre 1876, un bateau de pêche pris dans un ouragan se perdit corps et biens à l'entrée du port de Brigneau ; les quatre marins à bord, tous originaires de Moëlan, furent noyés. En janvier 1887, le naufrage de la chaloupe de pêche Élise provoqua la noyade des 7 hommes de l'équipage et fit 5 veuves et 27 orphelins. Le 27 juillet 1888, une chaloupe de pêche avec cinq hommes à bord chavira sur la côte de Belon ; les quatre hommes de l'équipage, tous originaires de Moëlan, se noyèrent, seul le patron Favennec, à bout de forces, fut sauvé par des pêcheurs de goémon qui parvinrent à le secourir grâce à leurs crocs. Le 20 mai 1891, le Louis, de Concarneau, se perdit corps et biens au large de Doëlan ; le naufrage fit huit noyés. En septembre 1896 sept marins de Bélon se noient et en octobre 1896 trois autres qui étaient à bord du canot de pêche Carnot renversé par une lame alors qu'il rentrait après avoir pêché des homards dans les parages de l'Île Verte.
Le 1er octobre 1907, le bateau de pêche Volonté de Dieu se perd corps et biens lors d'une violente tempête à environ 12 milles au large de Brigneau. En juillet 1912, le naufrage du bateau de pêche Étoile-de-Mer entre Kerroch et Moëlan fit trois noyés et un rescapé.

#### La guerre de 1870
Huit moëlanais au moins ont participé à la guerre de 1870 et l'un d'entre eux (François Le Doussal) fut tué à la bataille de La Madeleine-Bouvet.

#### Des élections contestées
L'élection de Léon Paul Lorois comme député monarchiste de la circonscription de Quimperlé en 1877 donna lieu à des contestations et fut finalement invalidée (son adversaire Corentin Guyho, républicain modéré, fut déclaré élu à sa place) en partie en raison des pressions électorales jugées inadmissibles sur les électeurs, de la part du maire (« À Moëlan, les gardes de M. de Penandreff et de Mme de Tréveneuc menacent leurs fermiers (...) s'ils votent pour M. Corentin Guyho. (...). Le noble maire fait appeler ses domaniers, leur distribue des bulletins et menace de les renvoyer s'ils ne votent pas bien ») et des patrons des sardineries entre autres, qui se produisirent notamment à Moëlan. En 1885, les pressions exercées par le comte de Beaumont, maire de Moëlan, monarchiste, sur les grands électeurs de Moëlan, Clohars et les communes avoisinantes lors des élections sénatoriales de janvier 1885 sont dénoncées par ses adversaires républicains.

#### La construction des écoles de hameaux et les protestations contre la laïcisation de l'école
Fin XIXe la construction de 67 écoles de hameaux a été autorisée dans le Finistère par deux décrets :
- Le décret du 25 octobre 1881 qui a délégué une subvention pour 18 écoles de hameaux sur l'arrondissement de Quimperlé ; toutes ont été bâties dont 3 à Moëlan (Brigneau, Saint-Pierre et Saint-Thamec).
- Le décret du 14 mars 1882 qui a délégué une subvention pour 50 écoles de hameaux sur les quatre autres arrondissements du département (Brest, Châteaulin, Morlaix, Quimper) à choisir dans les communes « dont le territoire est le plus étendu et les ressources les plus restreintes » ; 49 ont été bâties[85].

Dans plusieurs articles publié en décembre 1882 et janvier 1883, le journal L'Univers, hostile à la laïcisation de l'enseignement et ardent défenseur de la foi catholique, évoque les incidents (le journal L'Intransigeant parle d'une véritable insurrection) survenus à Moëlan : le Conseil municipal de Moëlan, lors de sa séance extraordinaire du 17 décembre 1882 proteste contre la nomination de deux instituteurs laïques à l'école communale (« les congréganistes qui la dirigeaient inspiraient aux chefs de famille la plus entière confiance et (...) ils avaient su gagner la respectueuse affection de leurs élèves. (...) Depuis plus de quarante ans, Moëlan n'a eu qu'à se louer des Frères qui ont dirigé son école communale (...) »).

« Les habitants de Moëlan (Finistère) ont eu le mauvais goût de faire un accueil peu sympathique à l'instituteur laïque chargé de leur apporter les bienfaits de la morale républicaine. Nous apprenons aujourd'hui que quelques-uns de ces braves gens ont été mis en état d'arrestation. (...) »

« Soixante à quatre-vingt pères de famille sont bientôt réunis au bourg. À Moëlan, les têtes sont un peu chaudes. Depuis fort longtemps ils ont la République en horreur. Mais cette nouvelle infamie avait exaspéré nos Bretons. Il y eut du bruit et, en homme prudent, M. Maupin [l'inspecteur primaire de Quimperlé] s'était évanoui au bon moment, sur la route de Quimperlé, laissant les deux misérables instituteurs [les instituteurs laïques remplaçant les instituteurs congrégationnistes] aux prises avec l'orage qu'il avait déchaîné. Ces deux pauvres diables sortent enfin de l'école. Ils sont saisis par la foule, malmenés, houspillés ; les lunettes du titulaire sont mises à mal, le fond de culotte de l'adjoint reçoit des accrocs et des éclaboussures. (...) Vous voyez d'ici procureurs et juges d'instruction se jetant sur cette malheureuse commune. Des brigades de gendarmerie y sont en permanence, des arrestations se font ! (...) Tout le pays est surexcité par ces persécutions, mais on peut être sûr que nos populations seront à la hauteur des circonstances. C'est la foi qui est en péril. »

#### L'abbé Rosenberg et Kerfany
Le nom Kerfany provient, par simplification de Ker Fanny, du prénom de Fanny Rives (1840-1883), une parente de l'abbé Stanislas Rosenberg. Ce dernier, né à Tours le 21 juillet 1851 et devenu chanoine à la cathédrale Saint-Gatien, puis précepteur dans des familles riches, fonda en 1892 un pensionnat accueillant des jeunes filles étrangères et des enfants déshérités dénommé "La Lumière Éternelle" à Rueil-Malmaison, grâce à la générosité de Marthe Suchet (1856-1895), comtesse d'Albufera, une demoiselle riche et pieuse qui s'était entichée de lui. Il crée alors au lieu-dit Beg eur Cler'h Burtul un sanatorium, qu'il entoure d'un jardin et de pins. D'une capacité de 50 lits, il recevait « les garçons jusqu'à 10 ans, les filles jusqu'à 13 ans, gratuitement s'ils sont indigents (...) ».
Le bureau télégraphique de Moëlan ouvrit en novembre 1890.

#### Les Pardons de Moëlan à la fin duXIXesiècleet au début duXXesiècle
Les vieilles coutumes du Pardon de Moëlan étaient encore observées en 1893 :

« Il valait bien son prix, en effet, le Pardon de Moëlan, avec sa procession, ses nombreuses châsses, ses images de la Vierge et de sainte Anne. Dans l'église, bondée de femmes et d'enfants, un court office, puis la procession se forme. Voici d'abord la bannière du saint patron du village, entourée des notables de l'endroit ; celle de saint Fiacre portée par les jardiniers ; les filles de la confrérie, en blanc avec des rubans bleus, rangées autour d'une statue de la Vierge enguirlandée de fleurs ; les marins, pieds nus, chancelant sous le poids d'une sainte Anne toute dorée ; d'autres marins encore, avec la Vierge, étoile de la mer, Maria maris stella ; puis toute la population, les hommes en tête, les femmes derrière. Après avoir fait le tour du cimetière, la procession sort du village pour se rendre à un carrefour sur lequel s'élève un mât de cocagne dont le pied est entouré de fascines. C'est à sainte Anne qu'on "rend les honneurs", aussi est-ce une statue de sainte Anne qui flotte en haut du mât et qu'il s'agit de conquérir. Le clergé arrive, bénit les fascines et y met le feu avec des charbons consacrés. Cette cérémonie, vestige du culte du feu, indique combien le paganisme était puissant chez les vieilles populations armoricaines. Les prêtres ont dû le respecter et en introduire les pratiques dans le culte chrétien pour le faire accepter. (...) Au lieu de laisser brûler les fagots pendant que les jeunes gens grimpaient au mât, ce qui rendait les chutes périlleuses, et d'attendre que le mât tombât de son propre poids lorsque sa base était complètement calcinée, on éteignait le feu aussitôt allumé, on écartait le feu, et le mât n'était abattu que lorsque l'image en avait été enlevée par le grimpeur le plus adroit. »

Le Pardon de la chapelle Saint-Philibert (écrit aussi saint Filibert) est ainsi décrit en 1910 :

« Le Pardon du saint, le dernier dimanche d'août, attire toujours beaucoup les pèlerins (...), mais les foules ne sont plus ce qu'elles ont été autrefois. L'une des attractions du Pardon, c'est le petit saint Filibert, statuette en bois de 50 cm de hauteur, qui est vêtue d'une robe multicolore telle qu'en portaient autrefois les petits garçons, et coiffée d'un bonnet à clippen (houppe pendante). Devant cette statue, que deux jeunes gars portent en procession, viennent s'agenouiller les mères avec leurs bébés, pour demander au saint de les guérir ou de les préserver des maux d'intestins. Une autre statue représentant le saint abbé a été placée, ces dernières années, dans la chapelle. La paroisse de Trégunc, comme sa voisine de Moëlan, reçut, en 1901, une relique consistant en un fragment de côte de saint Filibert, qui sert maintenant à rehausser le culte du Saint et à renouveler la confiance des habitants de la contrée, particulièrement celle des marins, qui aiment à invoquer saint Filibert lorsque, dans les dangers de la mer, ils aperçoivent de loin la flèche de sa chapelle. »

Selon Louis-Antoine Dufilhol, vers 1835, on invoquait aussi saint Philibert à Moëlan pour la réussite des mariages ; on l'invoquait aussi pour les chagrins d'amour.
Traditionnellement une procession partait, le dimanche après l'Assomption de l'église Notre-Dame de Quimperlé à cinq heures du matin (une messe était dite avant à quatre heures) et se rendait à la chapelle Saint-Roch en Moëlan distante d'environ deux lieues ; cette tradition remontait à un temps immémorial, établie « par un vœu solennel pour faire cesser la peste qui ravageait le pays » et fut rétablie en 1805 à la suite d'une nouvelle épidémie qui ravagea cette ville ; une personne au moins de chaque famille se devait d'y participer, ainsi que, par le passé, des paroissiens venant d'Hennebont ; la procession s'arrêtait trois fois en cours de route devant des croix et des paroissiens de Moëlan s'y joignaient alors ; parvenus à destination, une messe était dite à la chapelle Saint-Roch vers sept heures du matin ; après quoi le pèlerinage était terminé.

#### La fête patronale et son évolution
Selon J.-M. Bachelot, le clergé a exercé une forte influence sur l'évolution de la fête patronale de la paroisse :

« La fête patronale de Moëlan était une grande solennité pour le pays ; il y avait des courses et des luttes, où les vainqueurs obtenaient pour récompense un mouton, des chapeaux, des bonnets, des mouchoirs ou des rubans, un miroir ; on dansait de tous les côtés, car partout ce n'était que plaisirs !... Mais sous un prétexte d'amélioration morale, le clergé breton a proscrit la danse, sans proscrire le jeu ni le cabaret aussi rigoureusement. Les jeunes filles qui se permettent la danse sont excommuniées tout le temps qu'elles ne renoncent pas à ce "plaisir criminel". Il fait aussi qu'elles ne se promènent qu'entre elles le dimanche ; qu'elles se rendent entre elles aux offices divins, lorsqu'elles demeurent à quelque distance du clocher..., qu'elles fuient les garçons comme s'ils étaient le péché personnifié. »

### LeXXesiècle

#### Les querelles liées à la laïcité au début duXXesiècle
Par arrêté du préfet du Finistère, l'école publique de Moëlan, tenue jusque-là par les religieuses des Filles du Saint-Esprit, est laïcisée le 6 septembre 1902. En octobre 1902, le maire de Moëlan, le comte René de Beaumont, fut suspendu par le préfet du Finistère pour avoir participé aux manifestations contre les décrets de fermeture des écoles congrégationnistes. Le 12 février 1903, le tribunal correctionnel de Rennes confirme la condamnation de M. la Boninière de Beaumont, maire de Moëlan, à 50 francs d'amende prononcée par le tribunal de Quimperlé, mais lui accorde le bénéfice du sursis, pour avoir « énergiquement réprouvé la laïcisation de l'école des filles dans une lettre adressée au préfet du Finistère.
Le 9 janvier 1903, Moullec, curé de Moëlan, fait partie des 31 prêtres du diocèse de Quimper dont les traitements sont retenus par décision du gouvernement Combes « tant qu'ils ne feront pas emploi de la langue française dans leurs instructions et l'enseignement du catéchisme » car ils utilisaient le breton.
En juillet 1904, les portes de l'école privée tenue par les Frères de Lamennais durent être enfoncées pour que l'inventaire puisse être établi par le liquidateur, « pendant que les gendarmes contenaient les manifestants cléricaux ». En décembre 1904, le comte René de Beaumont, maire, devenu propriétaire de l'école privée afin d'en maintenir l'activité, poursuivi pour reconstitution d'une école congrégationniste, fut acquitté par le tribunal de Quimperlé.
Le 23 février 1906, à 19 heures, 200 personnes manifestent contre l'inventaire des biens du clergé, tant à l'église paroissiale qu'à la chapelle Saint-Philibert. « Le bourg était gardé militairement par 54 gendarmes à cheval et à pied (...) [qui] maintenaient la foule qui chantait des cantiques et criait "Vive la liberté !" » écrit le journal L'Ouest-Éclair. La comtesse de Beaumont, épouse du maire, sa fille et son fils furent condamnés à quinze jours de prison par le tribunal correctionnel de Quimperlé pour avoir crié "Au voleur !" lors de ces manifestations. Leur libération de prison donna lieu à des manifestations de soutien, tant à Quimperlé qu'à Moëlan.
Le 14 octobre 1907, les prêtres furent expulsés du presbytère de Moëlan ; « les portes ont été défoncées et le mobilier a été déposé dans la rue ».

#### Les autres faits de laBelle Époque

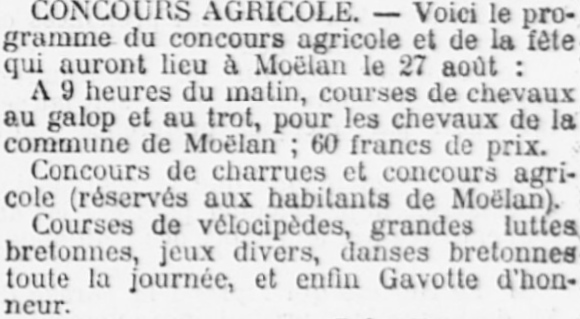
Programme du Concours agricole organisé à Moëlan le 27 août 1906

Le dynamisme démographique de Moëlan était alors important : par exemple, pour l'année 1903, l'on compte, pour une population totale de 5 887 habitants, 223 naissances et 89 décès, ainsi que 45 mariages.
Le 2 octobre 1903, les ouvrières de la sardinerie Chancerelle de Brigneau (la "friture à poissons" avait été créée en 1895 par Robert Chancerelle) se mirent en grève car leur patron refusait de leur payer 1,50 franc, au lieu de 1 franc, la caisse de poisson ; « chacune des caisses contient cent boîtes de sardines de six à seize poissons ». La crise sardinière de 1905 qui frappe tous les ports de pêche de la côte sud de la Bretagne concerne aussi les ports de Moëlan. En juillet 1909, la grève des ouvriers soudeurs de Concarneau s'étend, notamment à l'usine Béziers de Brigneau et les patrons sardiniers décrétèrent un lock-out.

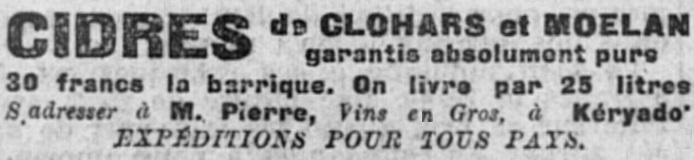
Publicité en faveur du cidre de Moëlan parue en 1914

La culture des pommiers était alors une activité importante : par exemple en octobre 1907, à Quimperlé, appartenant à des cultivateurs des environs de Clohars, Moëlan et Riec, « on voit, emplissant la cour de la gare ou rangés des deux côtés de la route quand la cour se trouve insuffisante pour les contenir, des chargements de pommes, attendant qu'on leur donne accès auprès d'un wagon qui se fait longtemps attendre ; et il n'est pas rare de voir ces braves gens attendre durant un jour entier et même quelquefois pendant deux jours qu'on en mette enfin un à leur disposition ». Le cidre de Moëlan et des communes avoisinantes était réputé.
En août 1908, le hameau de Kerampellan, « exclusivement habité par de pauvres familles de pêcheurs », fut détruit par un incendie qui toucha 22 maisons et dépendances ; « quatre-vingt-dix personnes environ sont sans logis » écrit le journal Le Radical.
Le Second maître électricien CORNE François, de Moëlan, fit partie des 24 victimes du naufrage du sous-marin Vendémiaire, survenu le 8 juin 1912 dans le Raz Blanchard.

#### La création de la station balnéaire de Kerfany-les-Pins

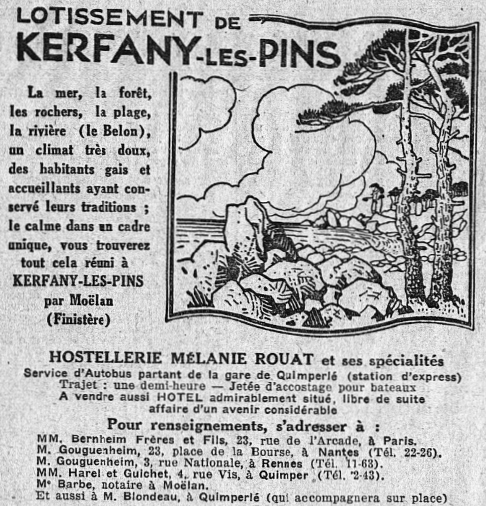
Publicité parue en 1926 dans le journal L'Intransigeant

Kerfany-les-Pins est une plage exposée à l'ouest, encadrée par deux falaises boisées de pins parasols. Cette station balnéaire fait face à Port Manech, située sur la rive droite de l'estuaire commun aux rias de l'Aven et du Bélon.
Vers 1900, Yves Salin, un ostréiculteur, rachète le sanatorium et plante des pins destinés à la fabrication de cagettes afin de pouvoir expédier des crustacés (il est aussi propriétaire des viviers de Beg Porz). En 1925, des promoteurs parisiens, les frères Bernheim, rachètent cette propriété, qu'ils lotissent, d'où la construction de villas cossues les années suivantes. L'ex-sanatorium est de nos jours une résidence de tourisme, le Castel Beach.

#### La ligne ferroviaire de Quimperlé à Concarneau
La ligne ferroviaire allant de Quimperlé à Concarneau et desservant Moëlan, à voie métrique et exploitée par les Chemins de fer départementaux du Finistère, fut mise en service le 3 mars 1903 et ferma en 1936

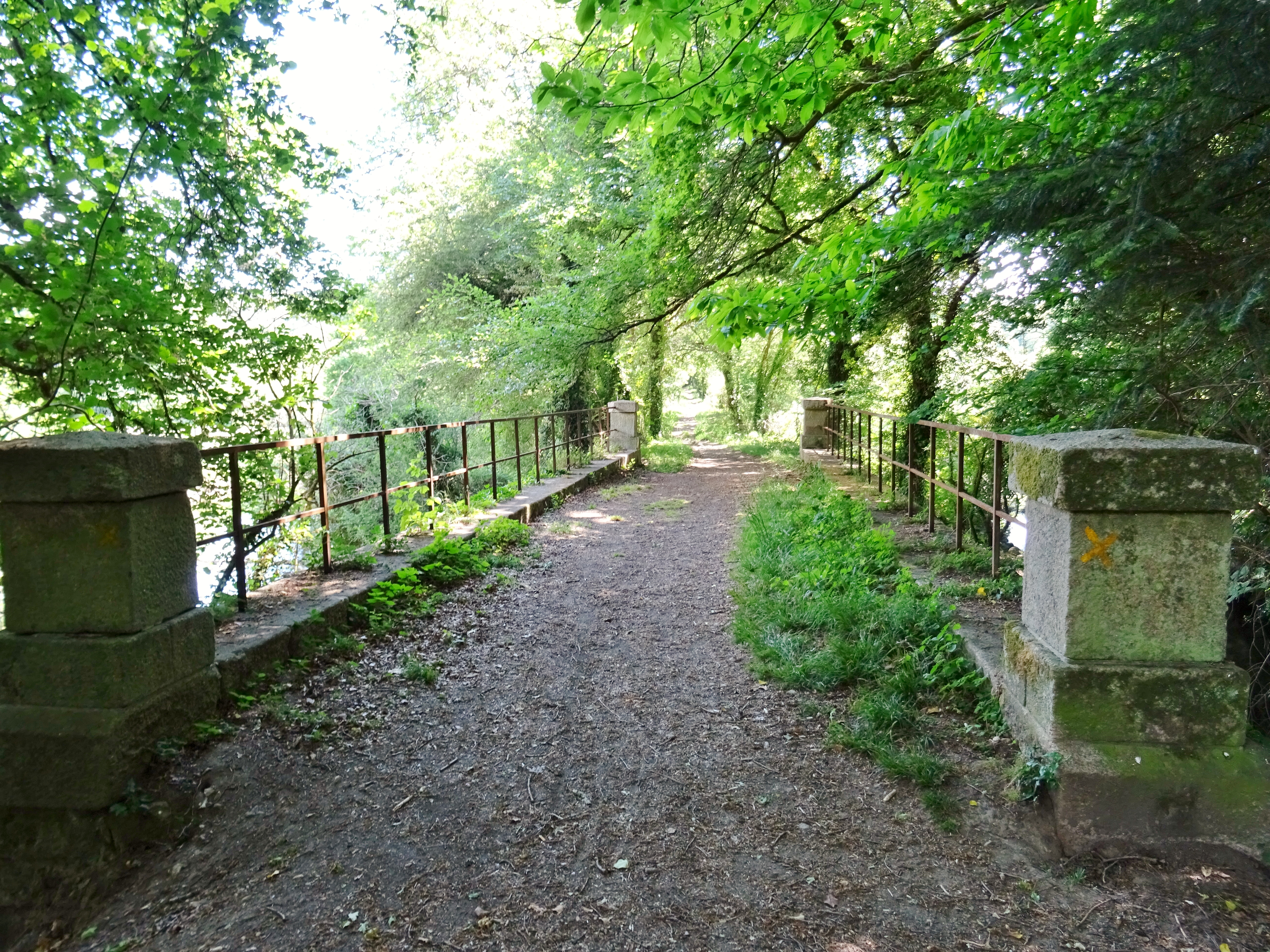
Le pont sur le fleuve côtier Bélon de l'ancienne voie ferrée en amont du pont du Guily (limite entre Moëlan-sur-Mer et Riec-sur-Bélon).
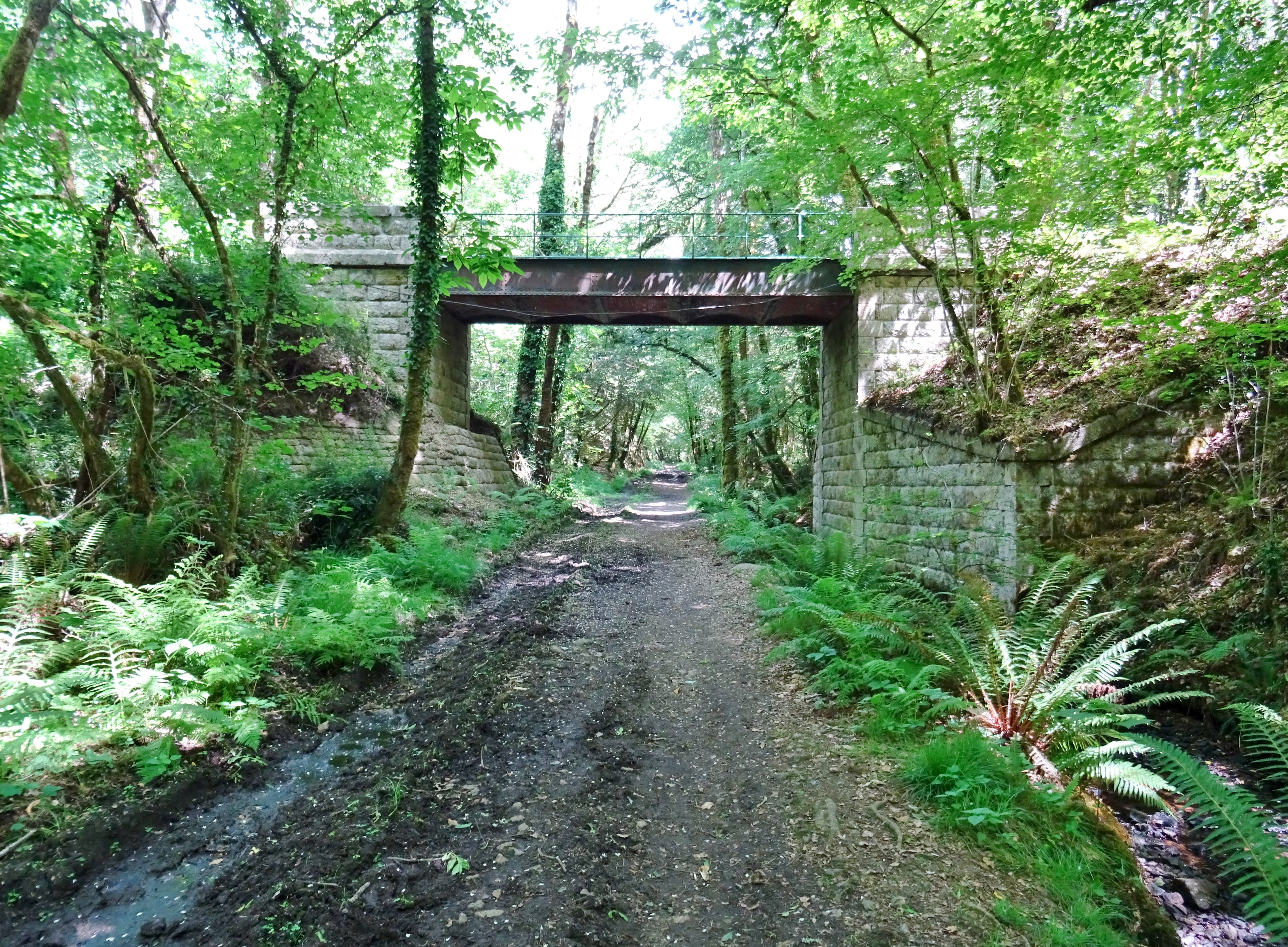
Le pont menant au manoir de Kertalg sur l'ancienne voie ferrée (de nos jours sentier de randonnée) allant de Quimperlé à Concarneau.
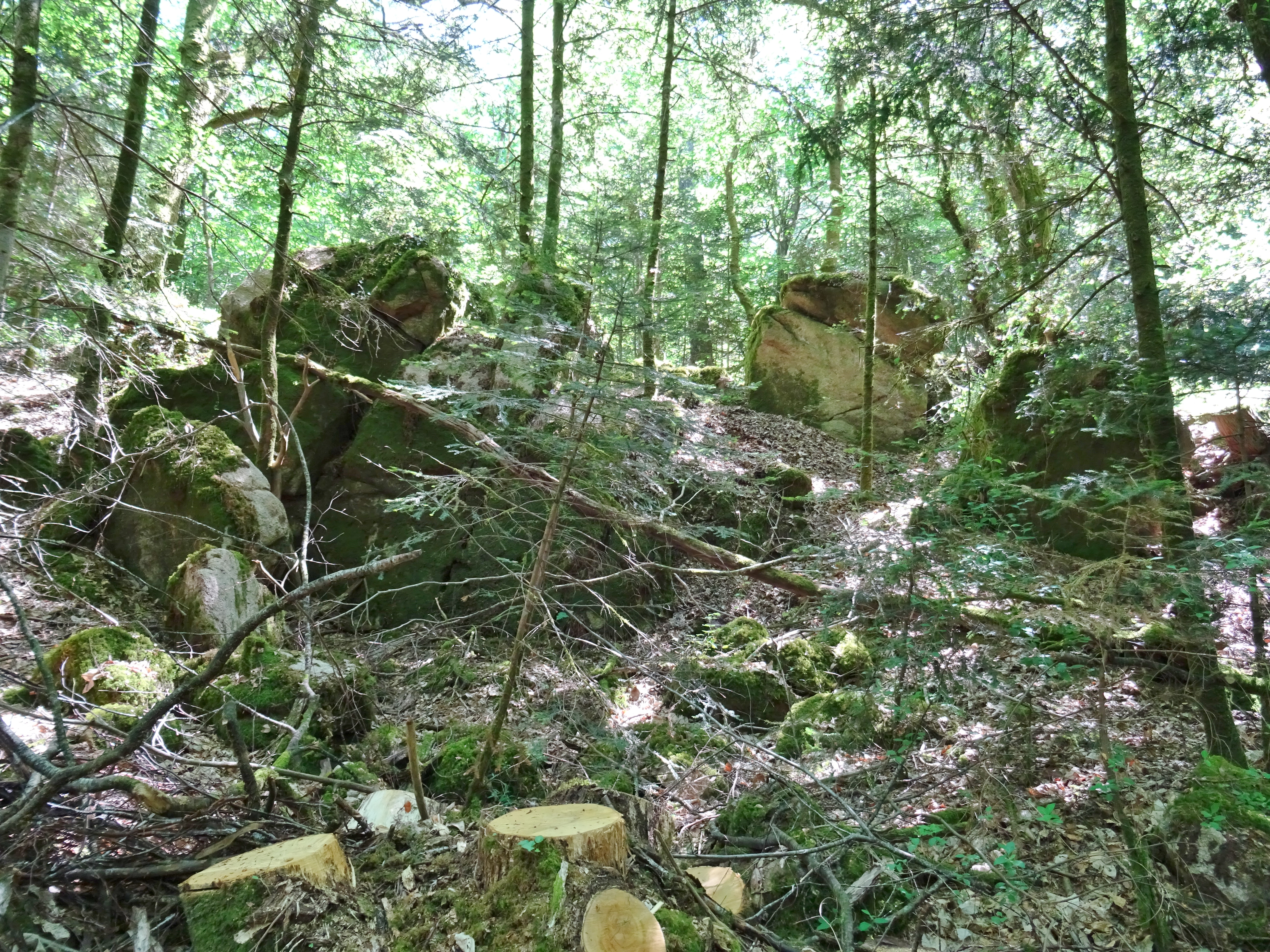
Rochers épars dans le Bois de Kertalg à proximité de l'ancienne voie ferrée Quimperlé-Concarneau, désormais chemin de randonnée.

#### Les ports de Moëlan et les bateaux de pêche
Moëlan possédait traditionnellement quatre ports de pêche : Belon, Brigneau, Doëlan et Merrien. Une liste des bateaux de pêche ayant exercé dans le courant du XXe siècle a été établie pour chacun de ces quatre ports.
Le môle de Malachappe a été construit pour protéger l'entrée du port de Brigneau en 1890 à la demande des sardinières. En mars 2023 le phare situé à l'extrémité du môle s'est effondré sous les assauts des vagues, s'enfonçant de 5 mètres dans la digue largement éventrée à son extrémité.

#### La Première Guerre mondiale

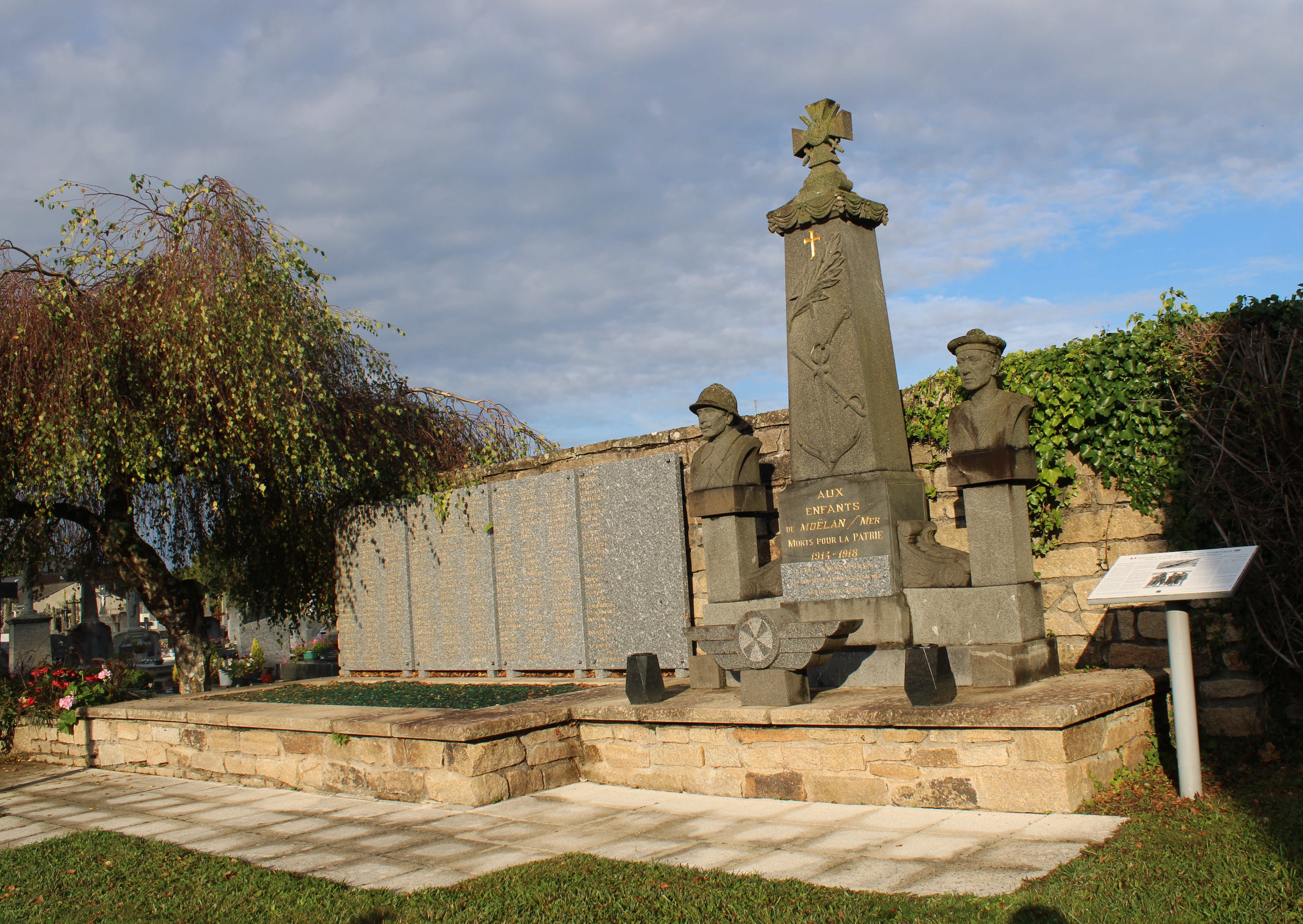
Le monument aux morts implanté dans le cimetière communal.

Le monument aux morts de Moëlan porte les noms de 179 soldats et marins morts pour la France pendant la Première Guerre mondiale (mais une recherche historique locale fait état de 209 morts parmi les 981 poilus recensés) ; 18 d'entre eux au moins sont des marins disparus en mer (dont François Guyomard, décoré à titre posthume de la médaille militaire et de la croix de guerre, Louis Lollichon et Pierre Nogues de la Médaille militaire et Julien Le Goff de la Croix de guerre) ; 12 d'entre eux sont mots sur le front belge, la plupart dès l'année 1914 dans les combats de Maissin et de la Bataille de l'Yser (Adolphe Lollichon fut décoré à titre posthume de la croix de guerre et de la Médaille militaire, François Garrec fut décoré à titre posthume de la Médaille militaire) ; deux (Jean Nevenic et Joseph Coatsaliou) sont décédés lors de l'expédition des Dardanelles en Turquie et quatre lors de l'expédition de Salonique, l'un (Auguste Le Doze) à Corfou (Grèce, un autre (Joseph Capitaine) à Moudros (Grèce), un autre (Joseph Lhyver) à Athènes, un autre (Eugène Lopin) à Monastir, désormais Bitola, en Serbie) ; un soldat (Yves Barzic) est mort en captivité en Allemagne ; la plupart des autres sont décédés sur le sol français (parmi eux Guy Bonnin de la Bonninière de Beaumont fut décoré à titre posthume de la Légion d'honneur et de la croix de guerre, Joseph Lelias, Jean Lollichon, Mathurin Pérès et Pierre Péron de la Médaille militaire et de la croix de guerre, Louis Bozec de la croix de guerre, Julien Le Tallec, Baptiste Monchicourt et Émile Orvoenne de la Médaille militaire).
L'adjudant de réserve Le Tollec, adjoint à l'école libre de Moëlan, soldat au 118e régiment d'infanterie, fut promu sous-lieutenant et décoré de la Légion d'honneur pour avoir, après la mort de son capitaine, « pris le commandement de sa compagnie » qu'il mena « à l'assaut du village de La Boisselle » ; il a « entraîné sa section de Bretons à la charge à la baïonnette au chant du cantique d' Hor Mar Santez Anna ».
Maurice Tremblez, un financier qui avait acheté le château du Guilly où il passait ses vacances l'été, et son épouse Suzy Depsy, furent compromis dans une affaire d'espionnage et Maurice Tremblez fut arrêté le 22 février 1918 alors qu'il se trouvait au Guilly pour « intelligence avec l'ennemi ».
Deux autres soldats ou marins sont morts pour la France, l'un (J. Le Lu) en 1925, l'autre (A. Le Maout) en 1926, dans des circonstances non précisées.
Des citoyens allemands et autrichiens, transportés depuis les États-Unis par le navire hollandais Nieuw-Amsterdam afin d'aller s'incorporer dans les armées de leurs pays respectifs, furent capturés par le navire français Savoie, et les femmes furent internées pendant la Première Guerre mondiale à Kergroës (les hommes le furent dans différents camps, principalement à l'Île Longue), en compagnie de "femmes de mauvaise vie" et de repris de justice.

#### L'entre-deux-guerres

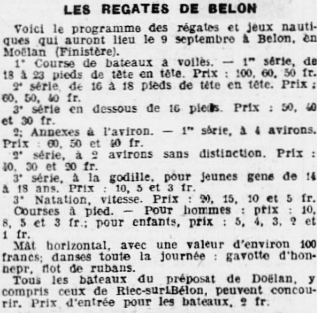
Programme des régates de Belon du 9 septembre 1923

Le club d'athlétisme "Association sportive du Belon" était en 1923 « considéré comme l'un des tout premiers clubs ruraux de France ».
L'inauguration de la station de sauvetage maritime de Doëlan a lieu le 6 août 1922, le premier bateau de sauvetage étant le canot à moteur Contre-Amiral Charles Léopold Gadaud.
Le 1er juillet 1924, le canot de pêche Jouet-des-Flots parvint à secourir l'équipage du canot Les Deux-Sœurs, qui avait chaviré à l'entrée du port de Doëlan.
Le 22 septembre 1926, la matelot des douanes Le Bourhis sauva quatre hommes dont le bateau de pêche, le Petit Robert, venait de chavirer près de l'Île Percée. En août 1930, une barque dans laquelle avaient pris place huit enfants de Moëlan pour une promenade en mer chavira ; deux enfants âgés de 10 et 12 ans se noyèrent, les autres furent sauvés.
En avril 1931, Édouard Herriot, alors député du Rhône, mais ancien président du Conseil, vint inaugurer le nouveau groupe scolaire public de Moëlan.
Le club de football "L'Étoile sportive moëlanaise" existait déjà dans la décennie 1930.

#### La Seconde Guerre mondiale

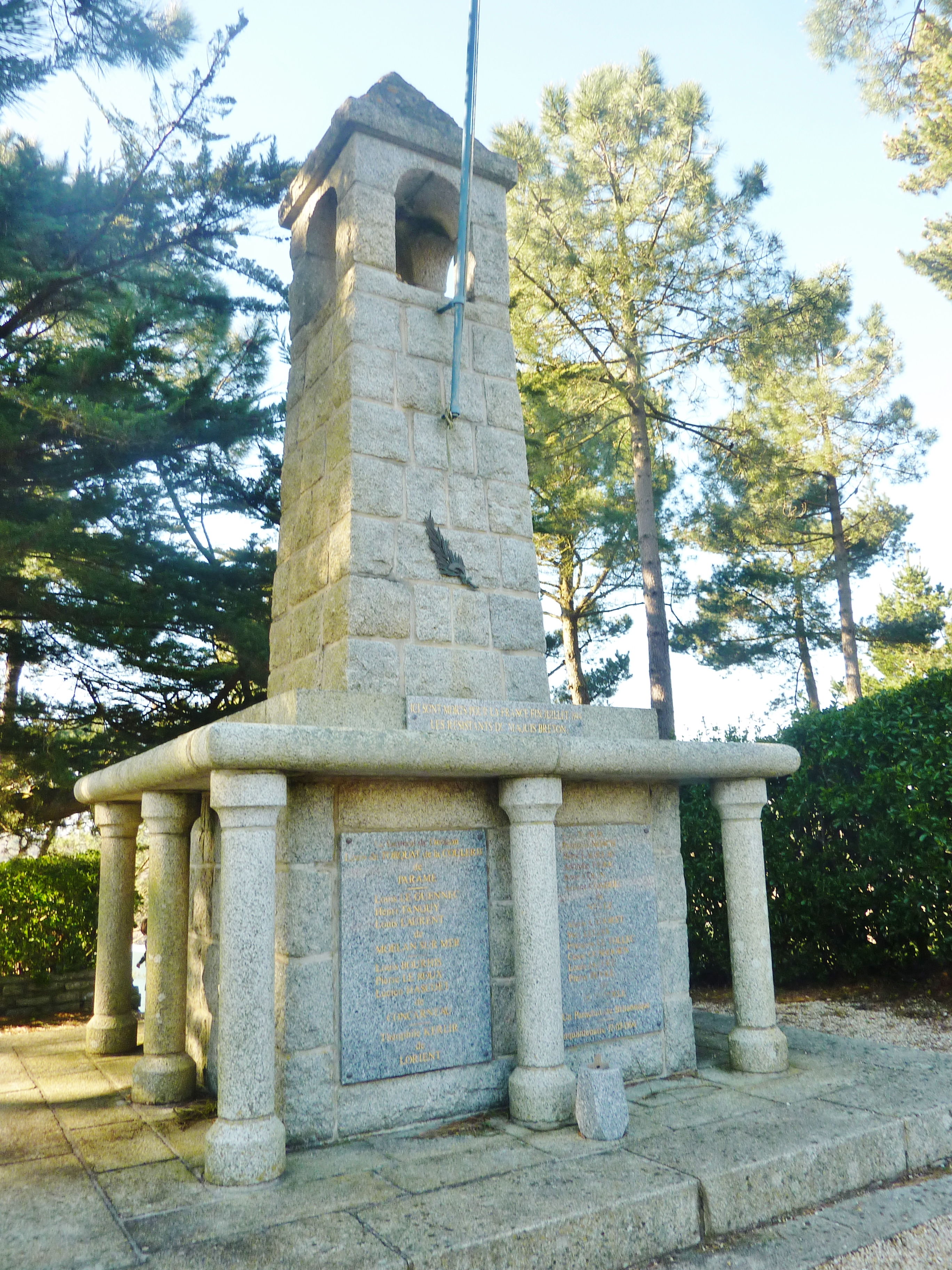
Kerfany-les-Pins : monument commémoratif des résistants fusillés le 30 juillet 1944.

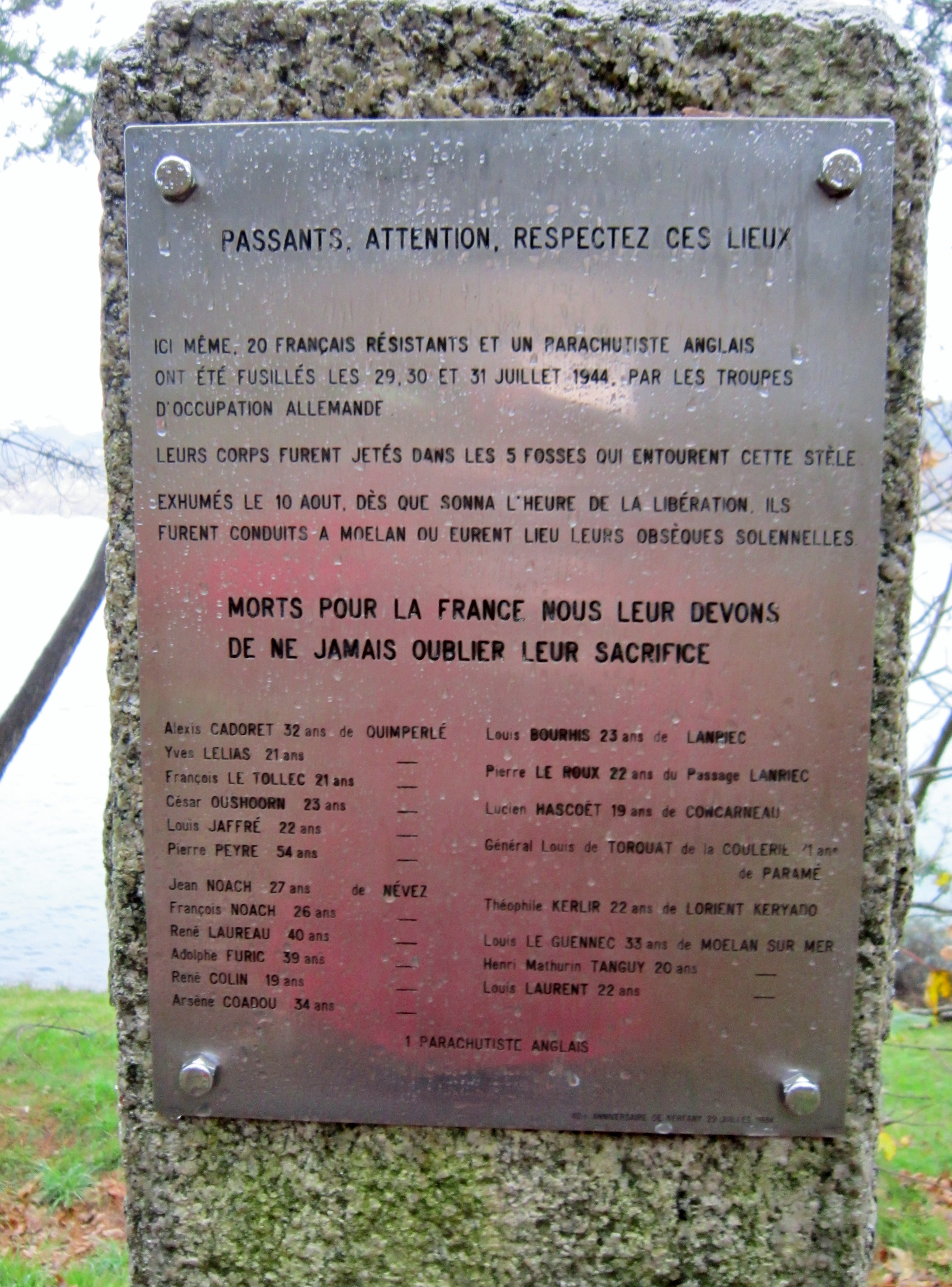
Panneau commémoratif des résistants fusillés à Kerfany les 29, 30 et 31 juillet 1944.

Le monument aux morts de Moëlan porte les noms de 70 personnes mortes pour la France pendant la Seconde Guerre mondiale ; 9 d'entre elles au moins sont des marins disparus en mer (dont Joseph Bourhis, victime du naufrage du paquebot Président Doumer, torpillé par le sous-marin allemand U-304 le 30 octobre 1942), un (Yves Guéroué) est décédé lors de la bataille de Mers el-Kébir, un (Louis Madic) est décédé au Liban, un (Joseph Kermanach) à Palerme en Sicile, un (Joseph Tréguier) à Casablanca (Maroc), deux (Émile Audren et Joseph Malcoste) à Oran (Algérie) et un autre (Joseph Sellin) à Diego-Suarez (Madagascar) des suites de ses blessures. Julien Mauduit, résistant FFI, est mort en déportation au camp de concentration de Buchenwald. Joseph Le Doze est mort en captivité à Ranstadt (Allemagne).
Parmi les massacres et exactions commis par l'armée allemande en France pendant la Seconde Guerre mondiale, l'on compte les exécutions de 20 résistants fusillés à Kerfany par les Allemands le 30 juillet 1944 une semaine avant que Moëlan-sur-Mer ne soit libéré : Louis Laurent et Louis Le Guennec, tous deux de Moélan ; Alexis Cadoret, François Le Tollec, Yves Lelias, Louis Jaffré, César Houshoorn, Pierre Peyre, tous six de Quimperlé ; Théophile Kerlir, de Lorient ; Lucien Hascoët, Pierre Le Roux, Louis Bourhis, tous trois de Concarneau ; Jean et François Noach, Adolphe Furic, René Colin, Arsène Coadou, René Laureau, tous six de Nevez ; Louis de Torquat de la Coulerie et un combattant britannique non identifié ; il faut ajouter à cette liste André de Neuville tué d'une rafale de mitraillette près de son château de Rosgrand à Rédéné le 28 juillet 1944 alors qu'il cherchait à récupérer du matériel radio dans son château occupé depuis deux jours par les Allemands.

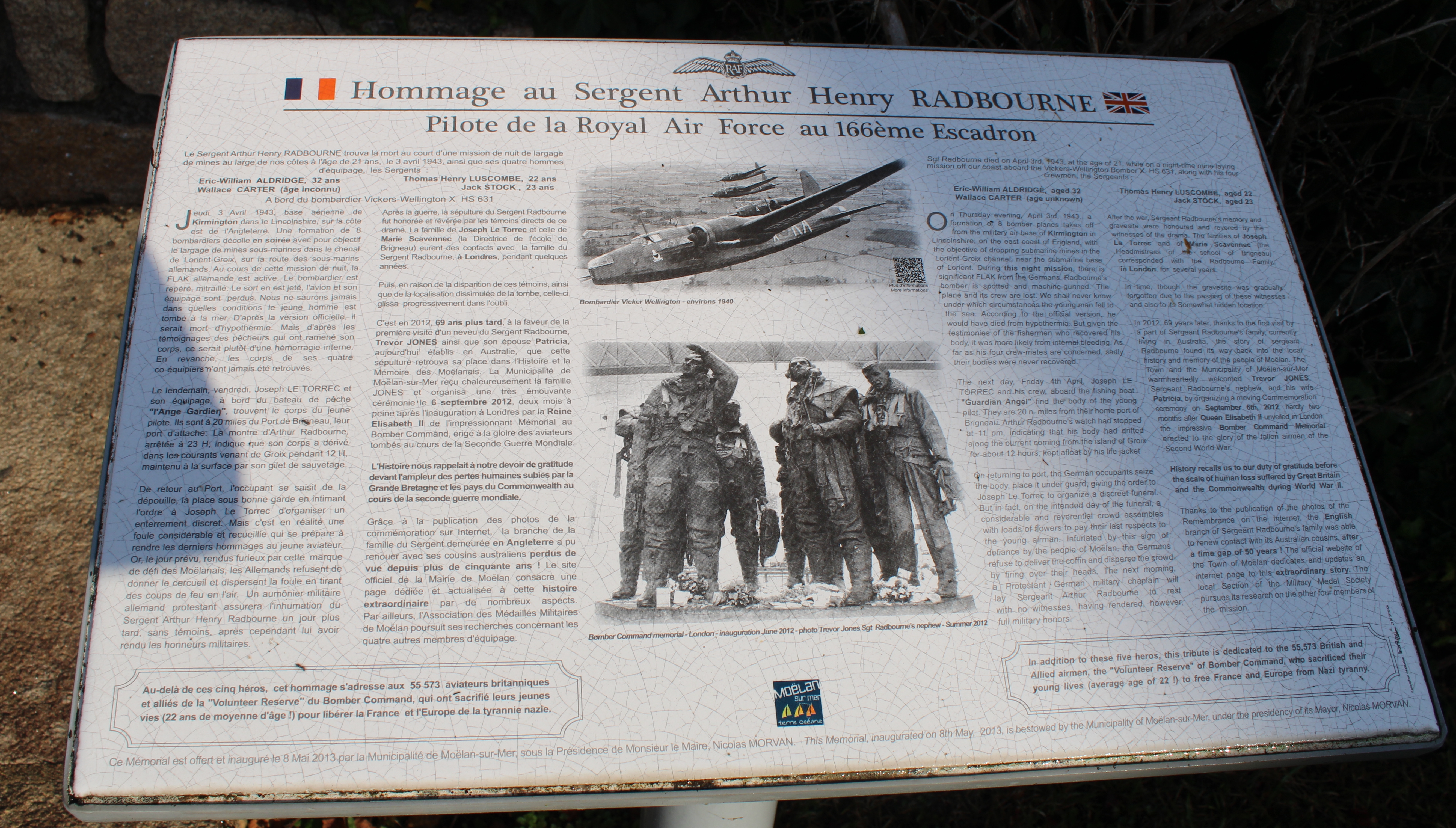
Plaque commémorative à la mémoire du sergent Radbourne.

En avril 1943, lors d'une mission de nuit, un bombardier anglais est mitraillé par les Allemands au large de Moëlan. À son bord, un jeune pilote de la Royal Air Force, Arthur Henry Radbourne, 21 ans, et quatre autres compagnons : Eric William Aldridge, Wallace Carter, Thomas Luscombde, Jack Stok. Seul le corps du pilote sera repêché, le lendemain, par l'équipage d'un bateau de Brigneau nommé l'Ange Gardien, un chalutier à voile, propriété de Joseph le Torrec. Malgré la volonté de la population de Moëlan, il sera inhumé par les Allemands, pratiquement en cachette au cimetière de la commune. Un avion américain fut aussi abattu le 17 mai 1943 dans la région de Moëlan et son pilote, Harold H. Tilbury, parvint à retourner en Angleterre via Carantec grâce au réseau Sibiril.

#### L'après-Seconde-Guerre-mondiale
Les noms d'un soldat (François Couric) mort pour la France pendant la guerre de Corée, de dix soldats originaires de Moëlan morts pour la France pendant la guerre d'Indochine (dont Henri Conan, décoré à titre posthume de la Légion d'honneur et de la croix de guerre, Lucien Bourhis et Joseph Colin, décorés de la croix de guerre et de la Médaille militaire et Émile Cohen et Robert Le Du, décorés de la croix de guerre), de deux soldats (Joseph Quentel, décoré de la croix de la Valeur militaire, et Mathurin Riouat) morts pour la France pendant la guerre d'Algérie, ainsi que ceux de six autres décédés respectivement en 1946, 1947, 1949, deux en 1958 et un en 1961 dans des circonstances non précisées, se trouvent sur le monument aux morts de la commune.
La conserverie de Brigneau ferme en 1962.
Vers 1970, une douzaine d'ostréiculteurs exploitent environ 25 ha de parcs sur les deux rives de la Belon, tant côté Riec-sur-Belon que côté Moëlan-sur-Mer.
La famille Manrot-Le Goarnig, qui habite à Moëlan, défrayé la chronique à propos des prénoms bretons attribués à leurs enfants et non acceptés par l'état-civil.
Entre 1972 et 1974 le festival de Kertalg, organisé à Moëlan et dirigé par Gwen Le Goarnig a été le premier festival mettant à l'honneur des artistes bretons et la musique pop celtique, ainsi que des artistes issus d'autres minorités culturelles, préfigurant le futur festival des Vieilles Charrues.

## Population et société

### Démographie

#### Évolution démographique
Cette commune de 6592 habitants (1999) est la plus peuplée du canton de Pont-Aven, dans l'arrondissement de Quimper.
Sa démographie est caractérisée par une quasi-stagnation de sa population recensée de 1906 à nos jours (sur un siècle)
Cette observation est unique pour une commune de plus de 5 000 habitants dans le canton, dans l'arrondissement.

L'évolution du nombre d'habitants est connue à travers les recensements de la population effectués dans la commune depuis 1793. Pour les communes de moins de 10 000 habitants, une enquête de recensement portant sur toute la population est réalisée tous les cinq ans, les populations de référence des années intermédiaires étant quant à elles estimées par interpolation ou extrapolation. Pour la commune, le premier recensement exhaustif entrant dans le cadre du nouveau dispositif a été réalisé en 2006.

En 2022, la commune comptait 6 763 habitants, en évolution de −0,54 % par rapport à 2016 (Finistère : +2,16 %, France hors Mayotte : +2,11 %).
| 1793  | 1800  | 1806  | 1821  | 1831  | 1836  | 1841  | 1846  | 1851  |
| ----- | ----- | ----- | ----- | ----- | ----- | ----- | ----- | ----- |
| 3 103 | 3 258 | 3 609 | 3 656 | 3 839 | 4 201 | 4 132 | 4 325 | 4 432 |

| 1856  | 1861  | 1866  | 1872  | 1876  | 1881  | 1886  | 1891  | 1896  |
| ----- | ----- | ----- | ----- | ----- | ----- | ----- | ----- | ----- |
| 4 370 | 4 360 | 4 595 | 4 653 | 4 963 | 5 213 | 5 410 | 5 481 | 5 726 |

| 1901  | 1906  | 1911  | 1921  | 1926  | 1931  | 1936  | 1946  | 1954  |
| ----- | ----- | ----- | ----- | ----- | ----- | ----- | ----- | ----- |
| 5 887 | 6 315 | 6 640 | 6 720 | 6 659 | 6 520 | 6 543 | 6 810 | 6 517 |

| 1962  | 1968  | 1975  | 1982  | 1990  | 1999  | 2006  | 2011  | 2016  |
| ----- | ----- | ----- | ----- | ----- | ----- | ----- | ----- | ----- |
| 6 653 | 6 276 | 6 297 | 6 501 | 6 596 | 6 592 | 6 841 | 6 981 | 6 800 |

| 2021  | 2022  | - | - | - | - | - | - | - |
| ----- | ----- | - | - | - | - | - | - | - |
| 6 756 | 6 763 | - | - | - | - | - | - | - |

#### Pyramide des âges
La population de la commune est relativement âgée.
En 2018, le taux de personnes d'un âge inférieur à 30 ans s'élève à 23,0 %, soit en dessous de la moyenne départementale (32,5 %). À l'inverse, le taux de personnes d'âge supérieur à 60 ans est de 42,3 % la même année, alors qu'il est de 29,8 % au niveau départemental.
En 2018, la commune comptait 3 190 hommes pour 3 575 femmes, soit un taux de 52,85 % de femmes, légèrement supérieur au taux départemental (51,41 %).
Les pyramides des âges de la commune et du département s'établissent comme suit.
| Hommes | Classe d’âge | Femmes |
| ------ | ------------ | ------ |
| 1,1    | 90 ou +      | 2,2    |
| 11,0   | 75-89 ans    | 16,6   |
| 26,5   | 60-74 ans    | 26,9   |
| 22,5   | 45-59 ans    | 20,4   |
| 14,0   | 30-44 ans    | 12,6   |
| 11,4   | 15-29 ans    | 9,1    |
| 13,4   | 0-14 ans     | 12,3   |

| Hommes | Classe d’âge | Femmes |
| ------ | ------------ | ------ |
| 0,7    | 90 ou +      | 2,2    |
| 7,8    | 75-89 ans    | 11,5   |
| 19,2   | 60-74 ans    | 20,1   |
| 20,8   | 45-59 ans    | 19,7   |
| 17,7   | 30-44 ans    | 16,6   |
| 17,1   | 15-29 ans    | 14,7   |
| 16,8   | 0-14 ans     | 15,2   |

## Langue bretonne
Le nom de la commune en breton est Molan.
La signature de la charte « Ya d'ar brezhoneg », en faveur de la langue bretonne, s'y est effectuée le 6 mars 2009. Le label de niveau 2 a été remis à la commune de Moëlan-sur-Mer le 20 décembre 2013.
Une classe bilingue a été ouverte à l'école publique à la rentrée 2013. À la rentrée 2017, 60 élèves étaient scolarisés dans la filière bilingue publique (soit 13 % des enfants de la commune inscrits dans le primaire).

## Patrimoine
La commune compte dix monuments historiques.

### Église et chapelles
- L'Église paroissiale Saint-Melaine, édifiée en 1876-1878 sur les plans de Joseph Bigot par l'entrepreneur Bergé à l'emplacement d'un ancien oratoire détruit au IXe siècle et d'une ancienne église restaurée en 1599. L'édifice, qui a été consacré en juin 1879, comprend une nef de cinq travées avec bas-côtés, un transept et un chœur formé de deux travées droites avec bas-côtés et d'un rond-point de trois travées entouré d'une carole sur laquelle s'ouvrent trois chapelles rayonnantes. Le clocher est sans galerie. Les confessionnaux datent du XVIIIe siècle. L'église abrite les statues de saint Jean-Baptiste, saint Melaine et saint Corentin ;

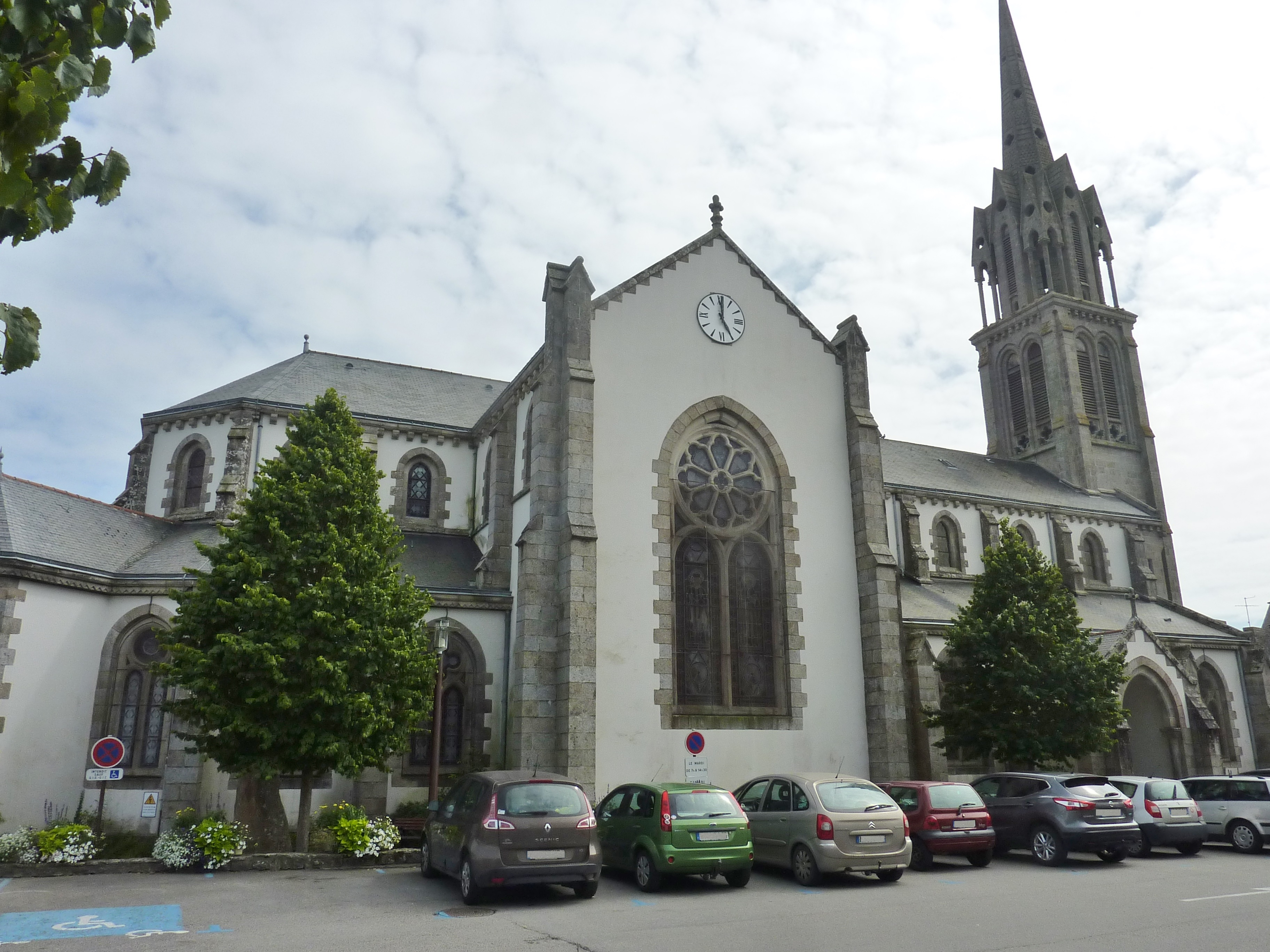
Église paroissiale Saint-Melaine, vue extérieure, flanc nord.
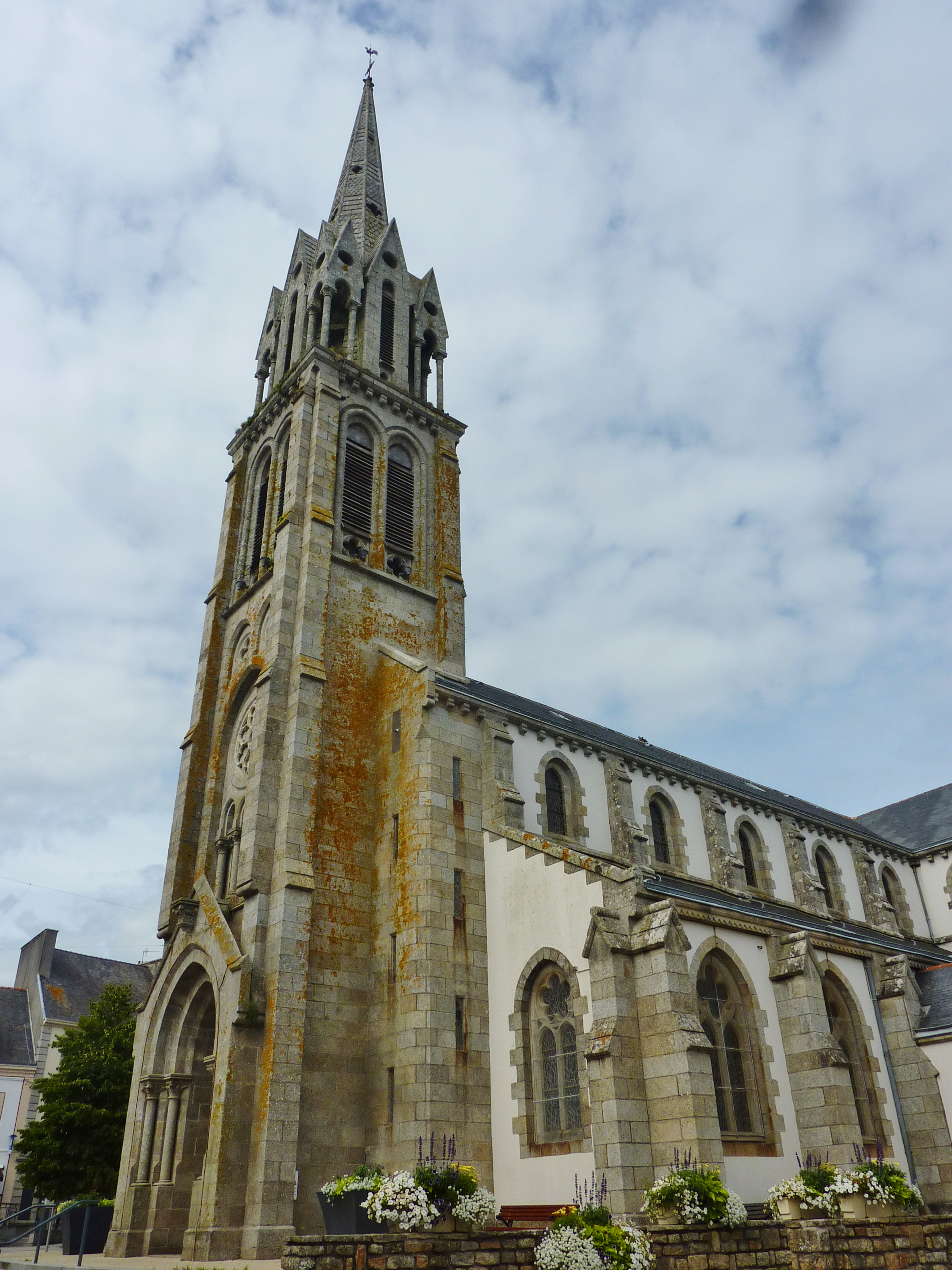
Église paroissiale Saint-Melaine, vue extérieure, flanc sud et façade.
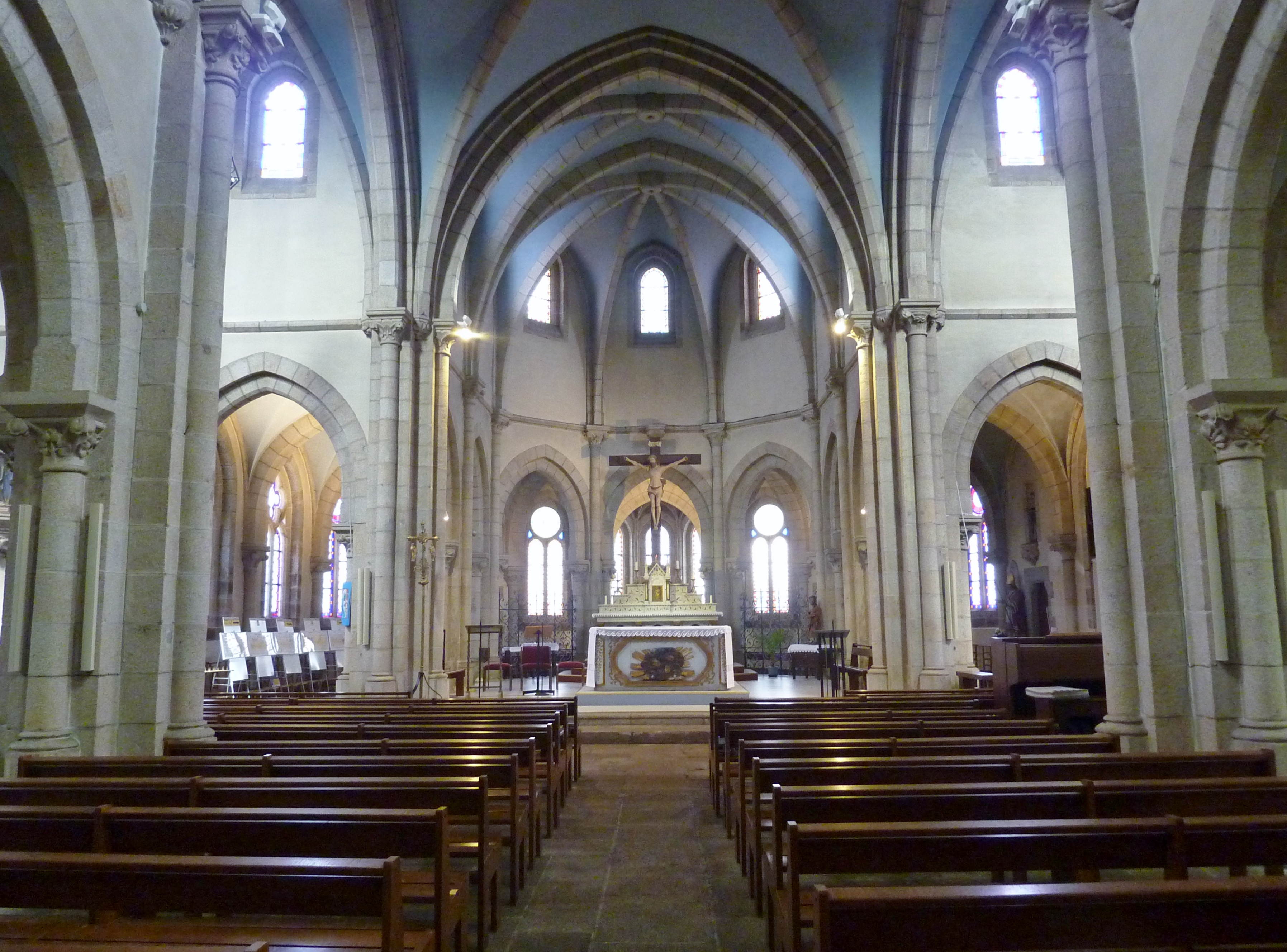
Église paroissiale Saint-Melaine, vue intérieure d'ensemble.
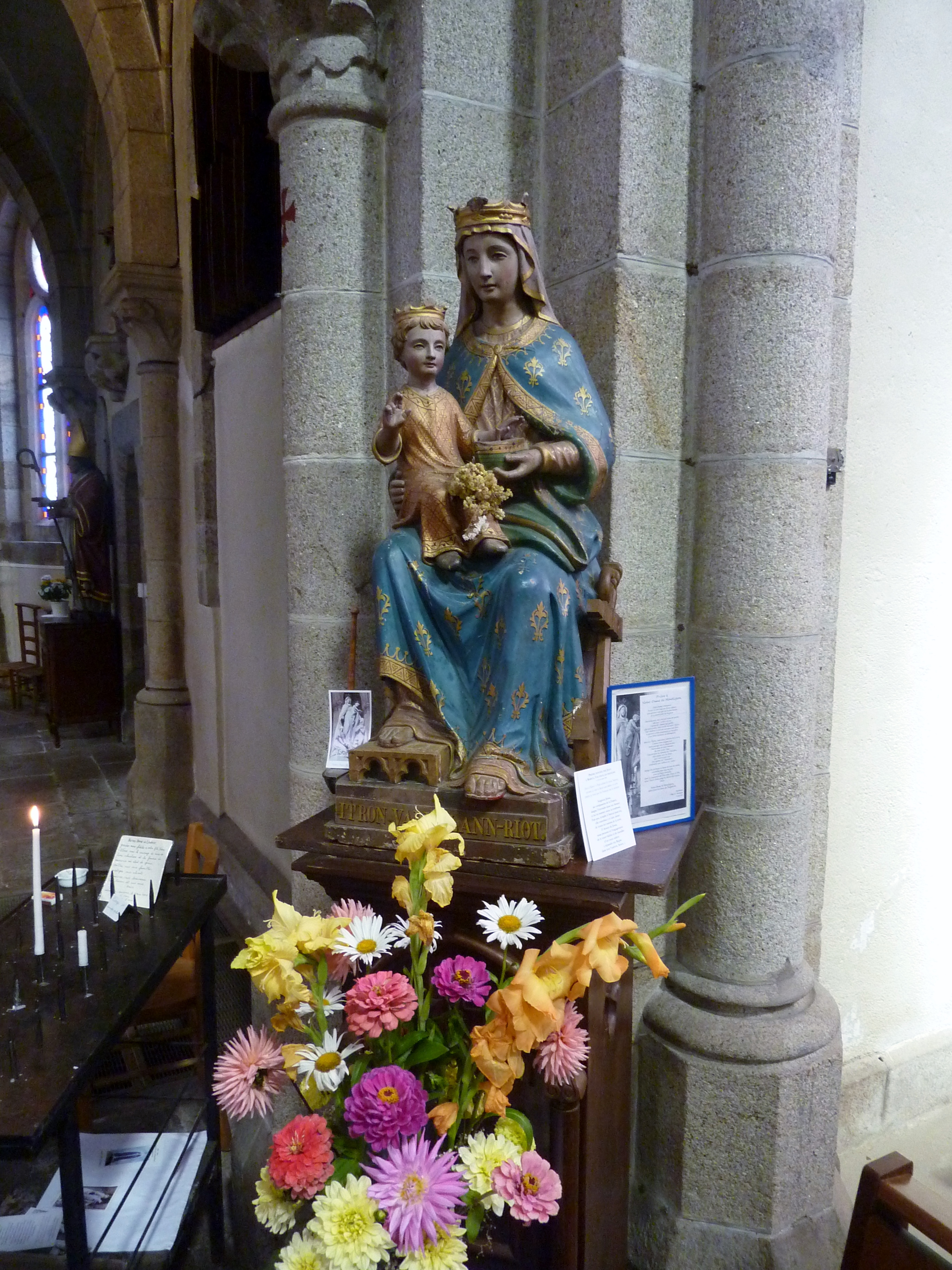
Église paroissiale Saint-Melaine, statue de Notre-Dame de Montligeon.
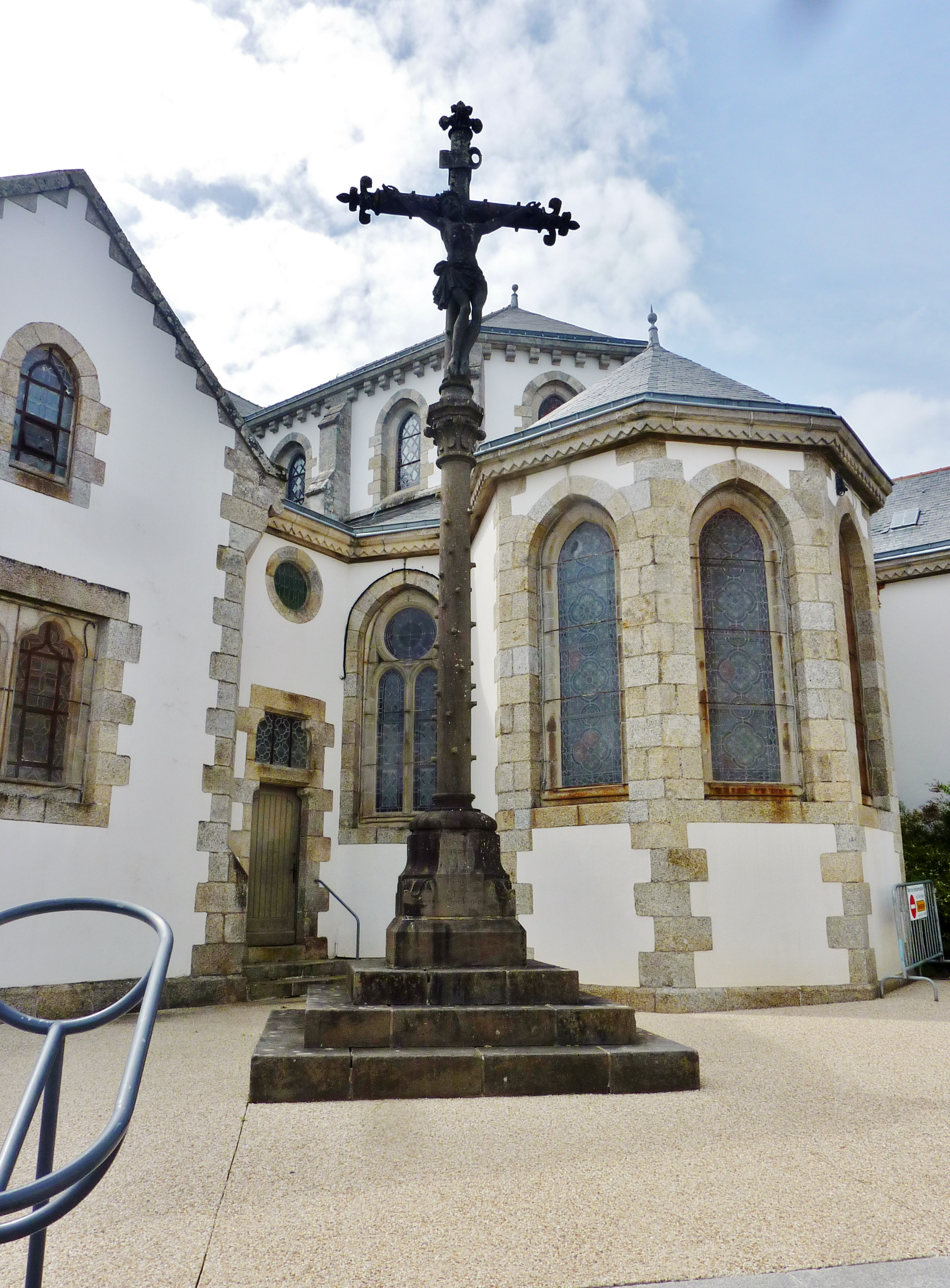
Le calvaire près de l'église paroissiale (il date de la Mission de 1887).

- la chapelle Saint-Philibert-et-Saint-Roch (1516), ensemble classé (chapelle, cimetière, calvaire et fontaine) au titre des monuments historiques par arrêté du 26 mars 1943[160].

Une concession d'indulgences avait été accordée à la chapelle le 26 janvier 1516. Sur une pierre de l'aile sud, on trouve une date de restauration, 1599, et l'inscription « Henry Corn Fabrique S. Roc 1599 ». La chapelle est restaurée à nouveau en 1975. L'édifice est en forme de tau comprenant une nef de cinq travées avec bas-côtés s'élargissant au niveau de la cinquième pour former les deux ailes alignées sur le chevet. On y trouve de nombreuses statues en bois polychrome : Notre-Dame de Bonne Nouvelle (XVIe siècle), Dieu le Père provenant d'une Trinité (XVIe siècle), une pietà (XVIe siècle), saint Christophe (XVIe siècle), saint Jean, provenant d'une poutre de gloire (XVIIe siècle), saint Jacques le Majeur, saint Cornély avec tiare, deux saints évêques. Dans le chœur se trouvent les statues de saint Roch et saint Philibert (toutes deux du XVIIe siècle). On trouvait également jadis les statues de sainte Thumette, saint Cado et saint Melaine ;

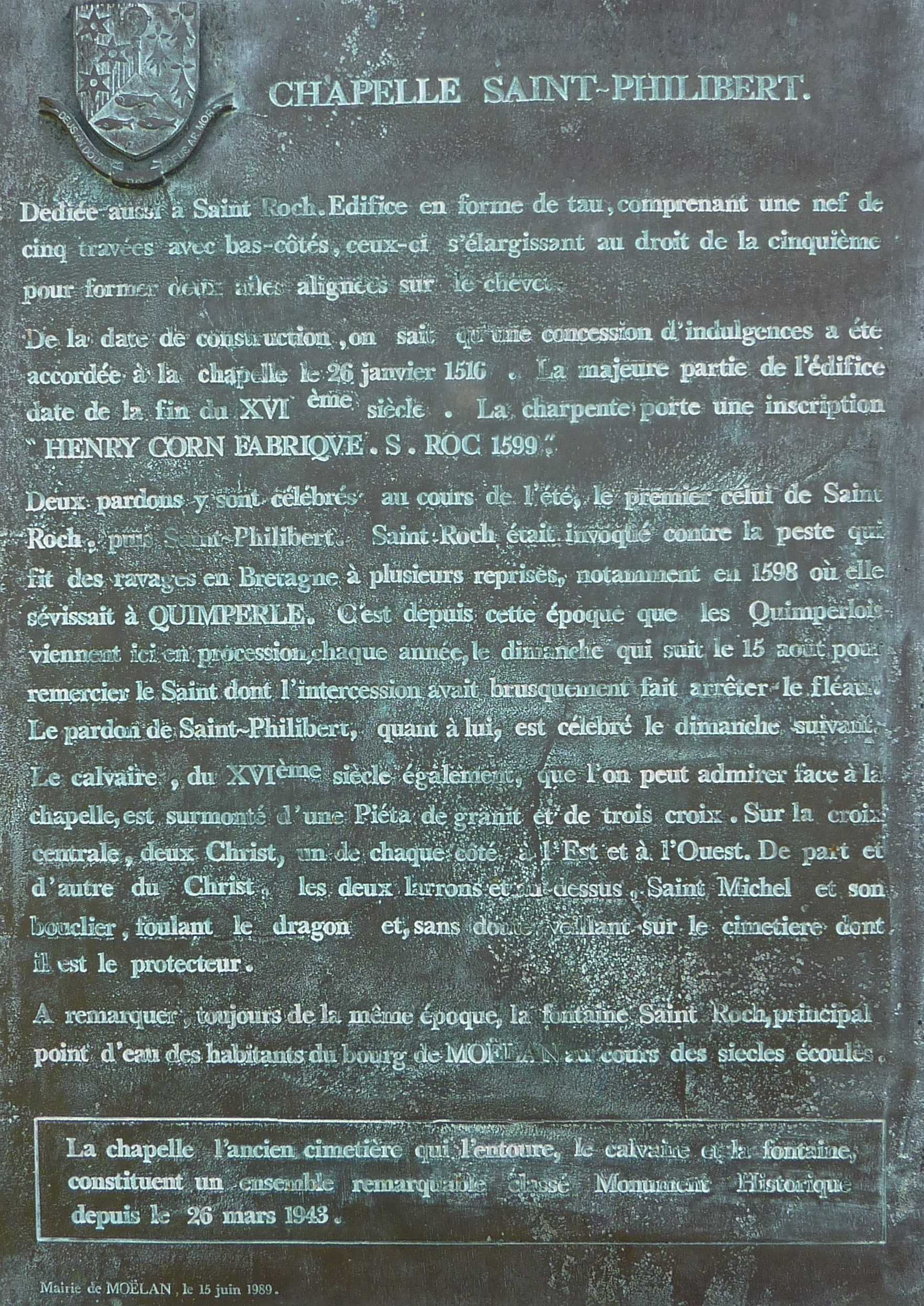
Chapelle Saint-Philibert-et-Saint-Roch : notice d'information touristique située dans la chapelle.
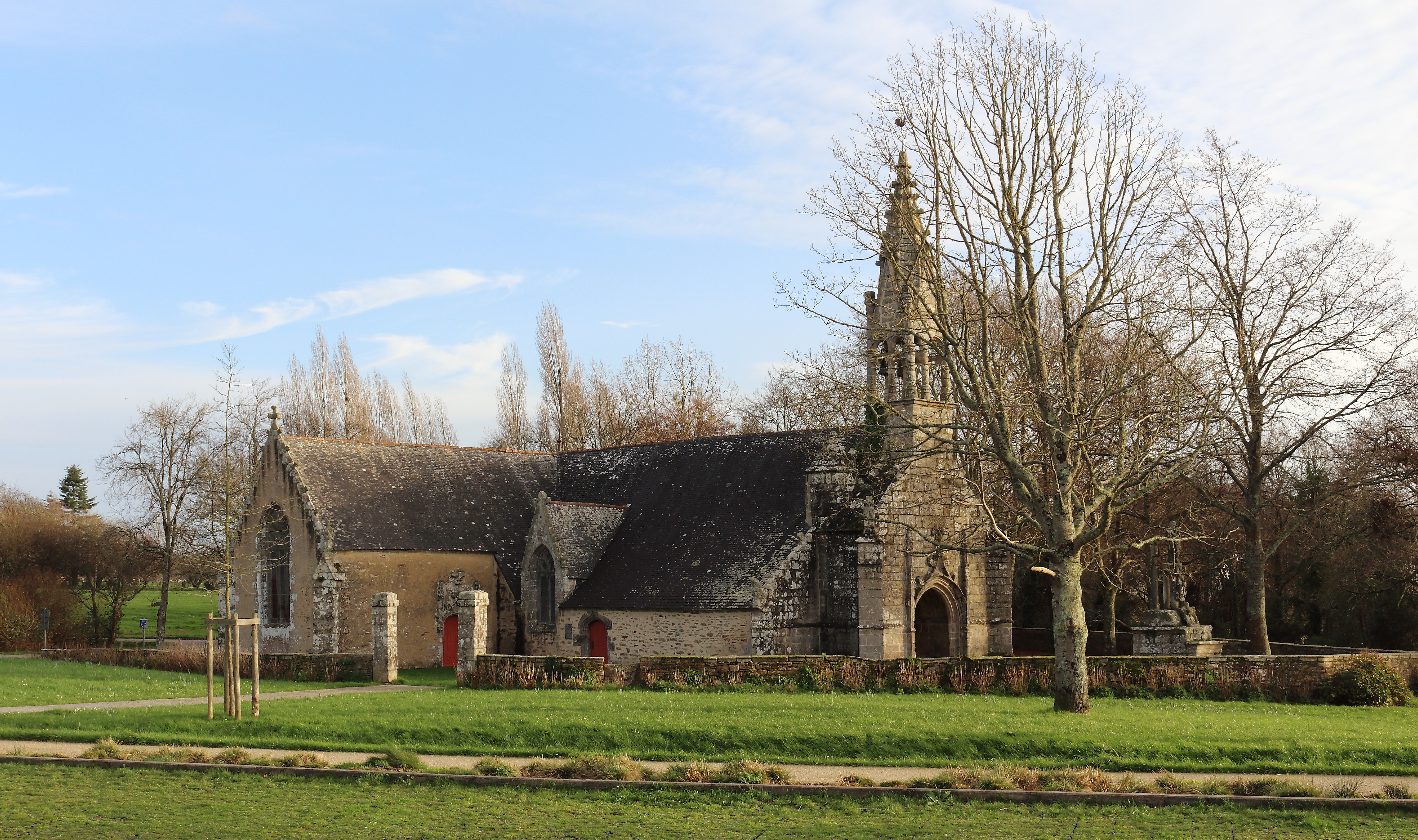
La chapelle Saint-Philibert-et-Saint-Roch, vue d'ensemble de la chapelle.
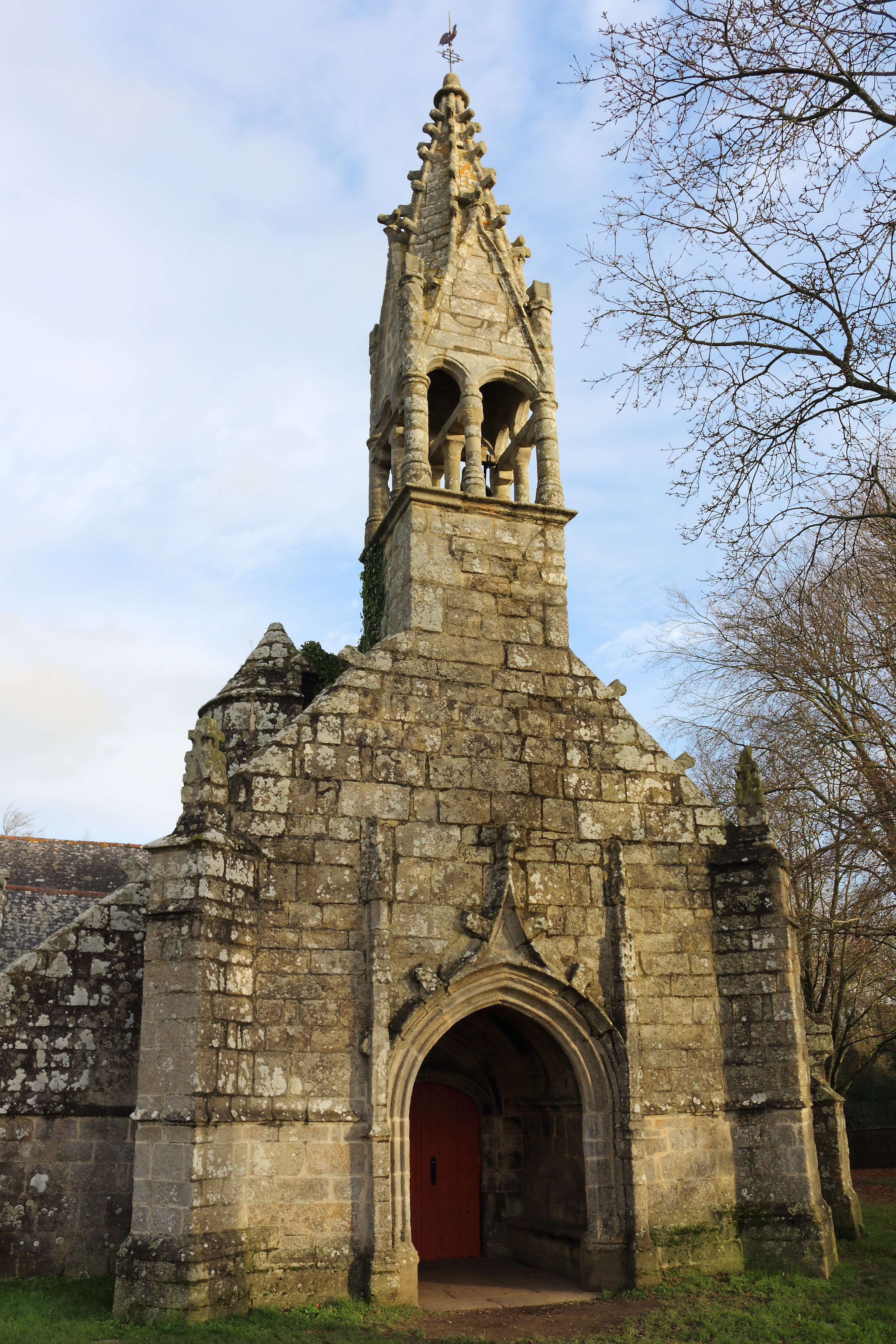
La chapelle Saint-Philibert-et-Saint-Roch, la façade.
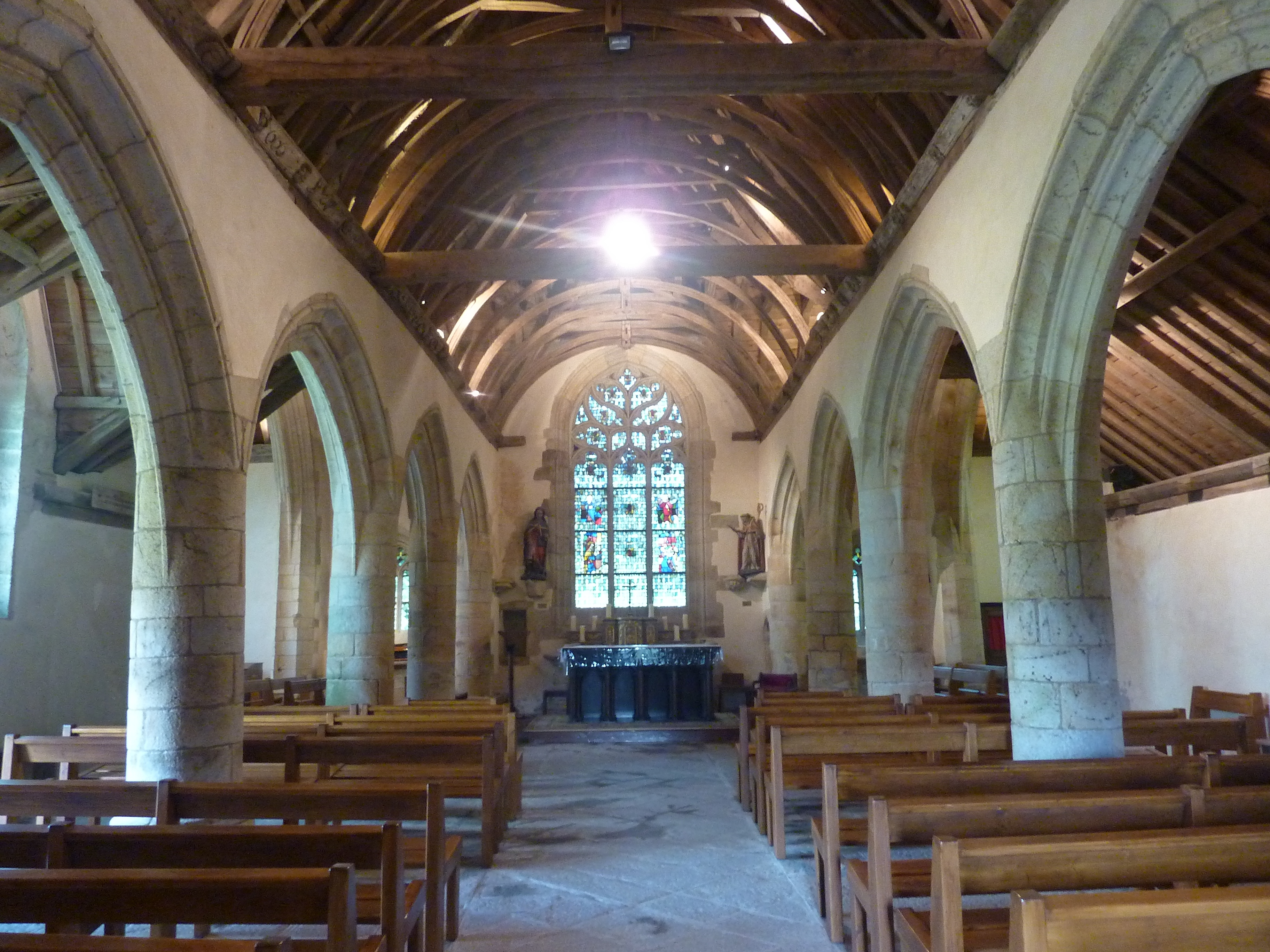
Chapelle Saint-Philibert et Saint-Roch, vue intérieure d'ensemble.
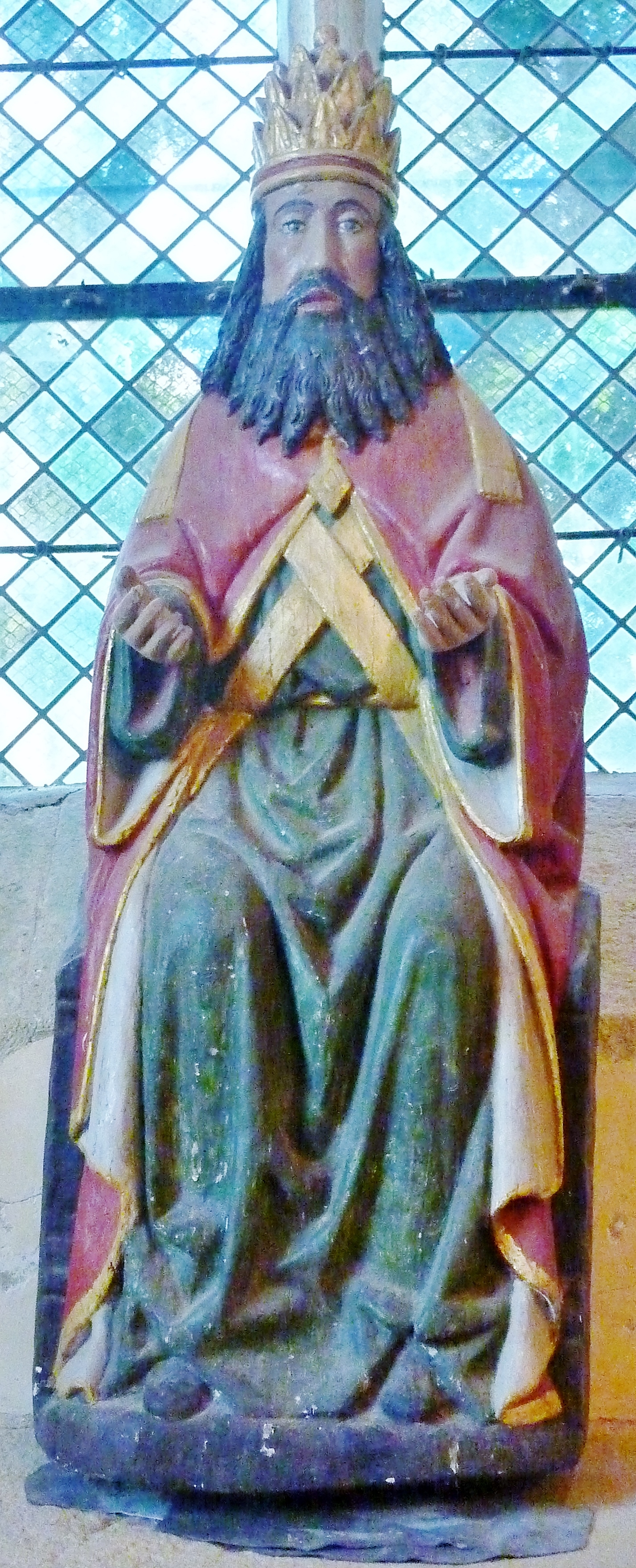
Chapelle Saint-Philibert et Saint-Roch, statue de Dieu le Père (XVIe siècle).
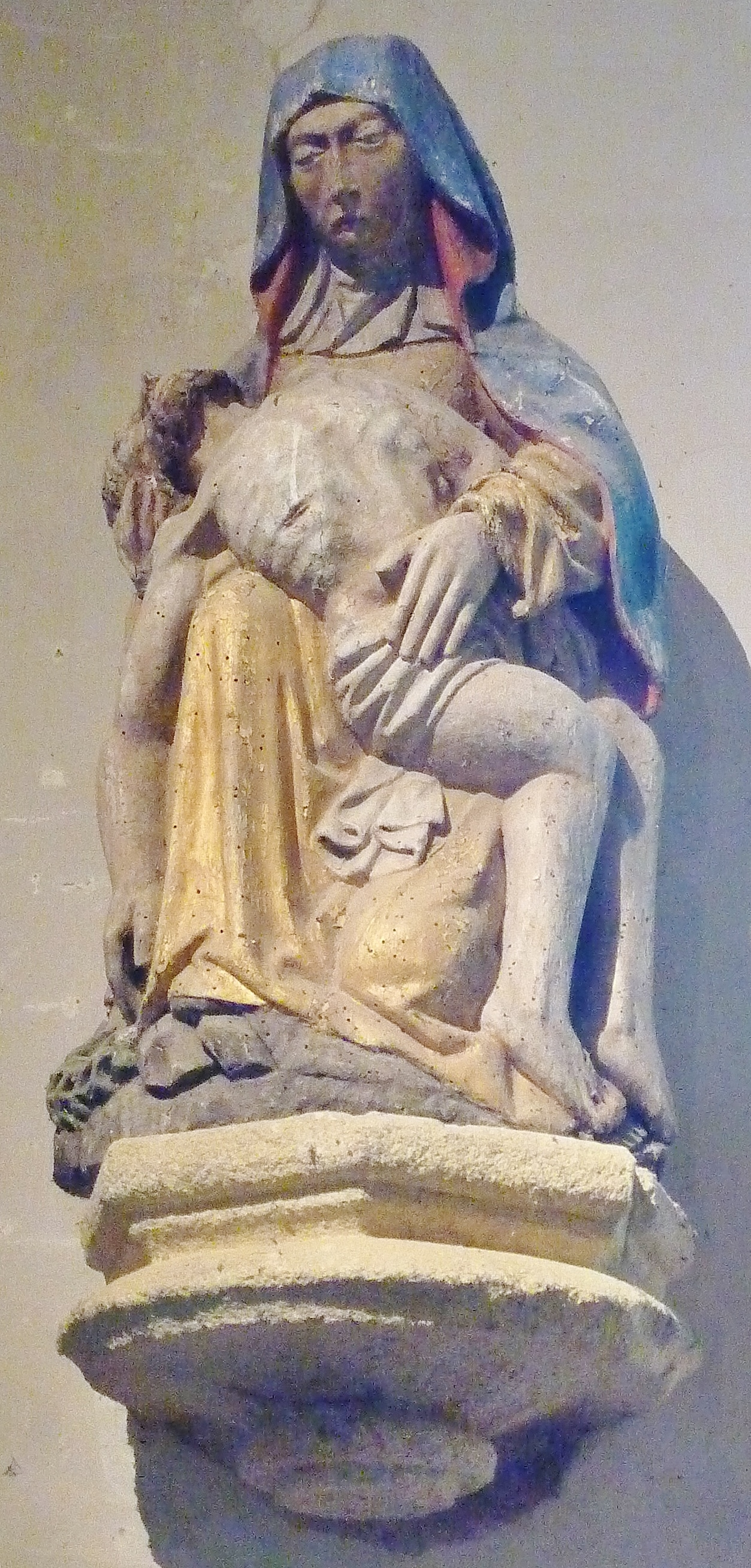
Chapelle Saint-Philibert et Saint-Roch, statue de Notre-Dame de Pitié (XVIe siècle).
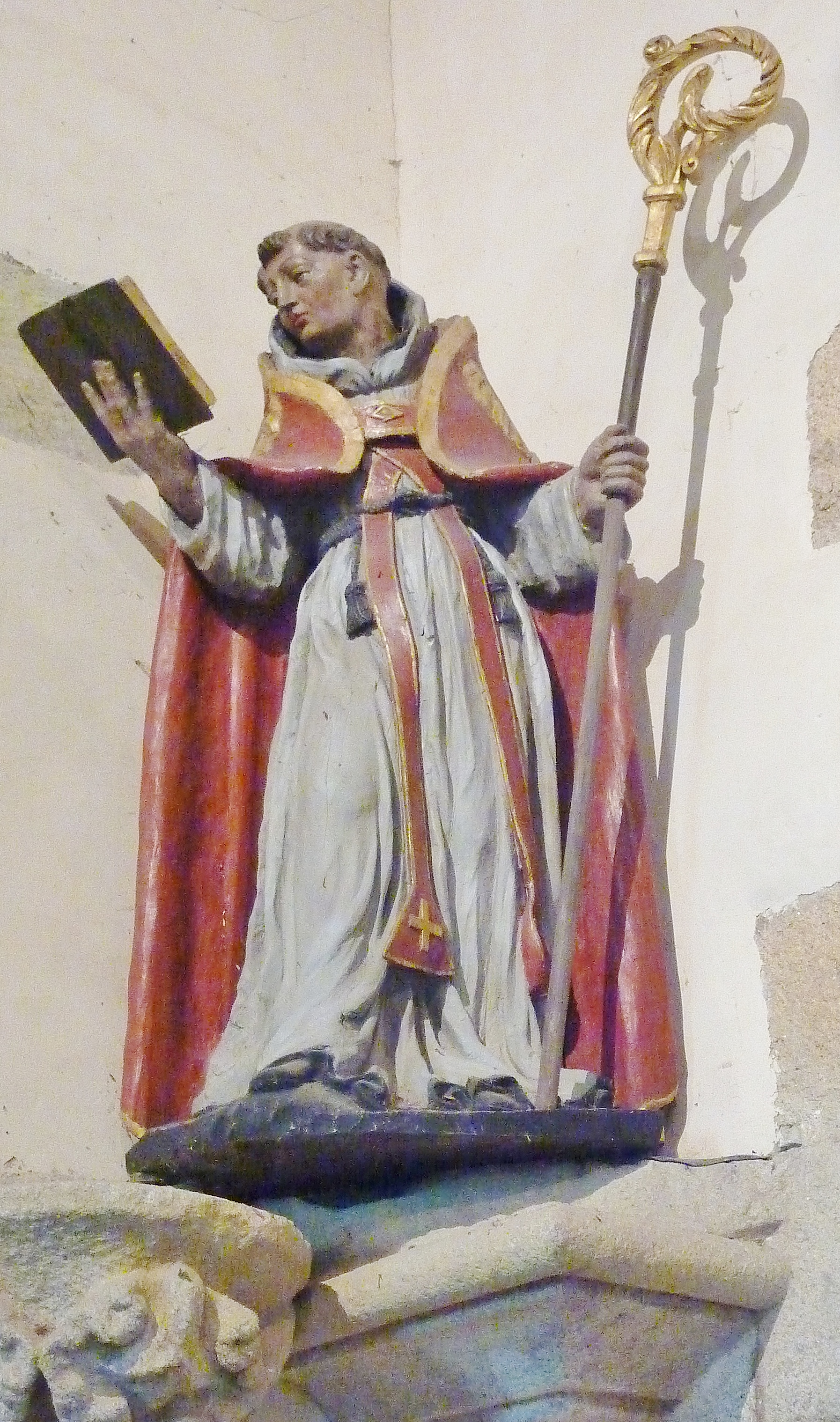
Chapelle Saint-Philibert et Saint-Roch, statue de saint Philibert.
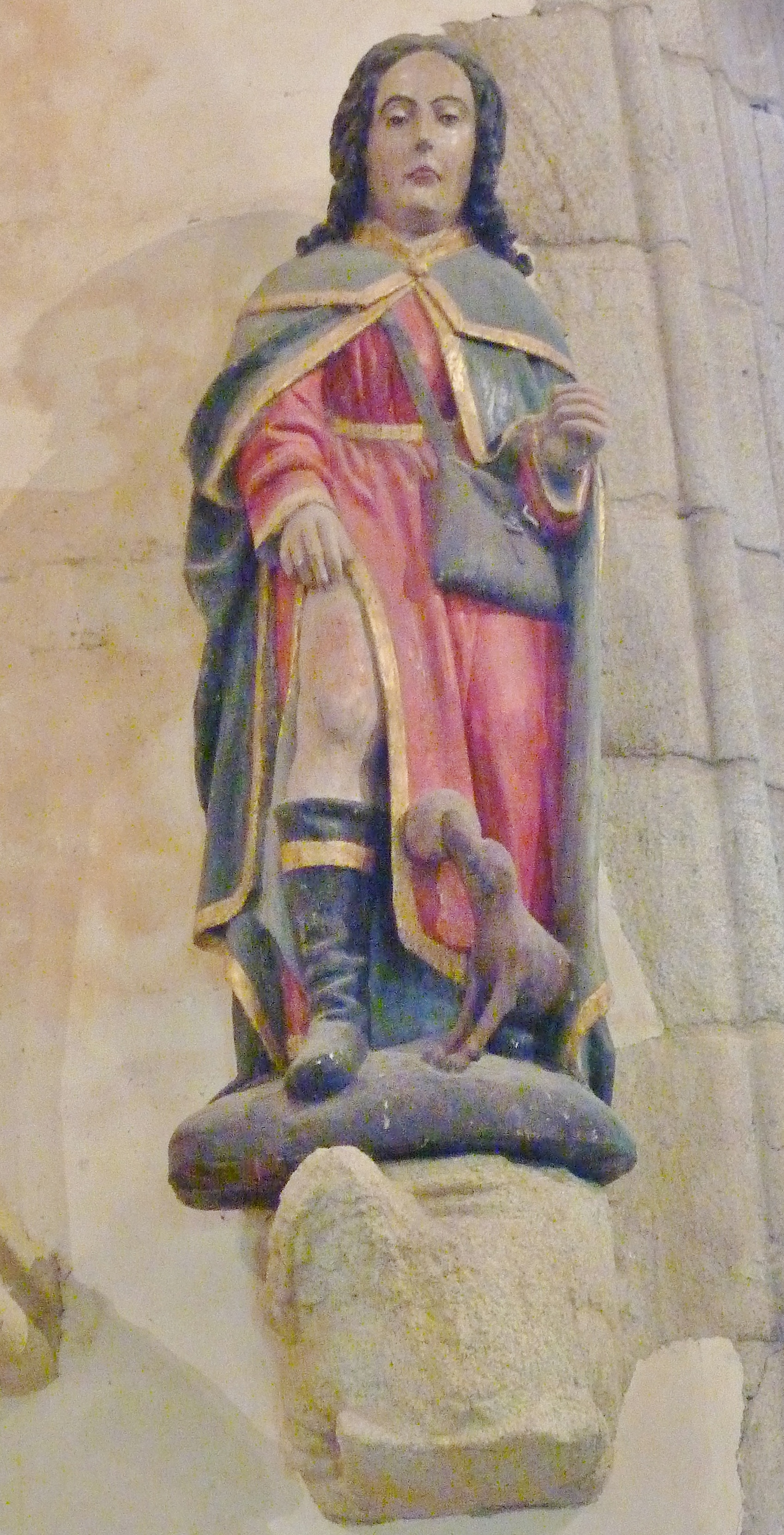
Chapelle Saint-Philibert et Saint-Roch, statue de saint Roch.
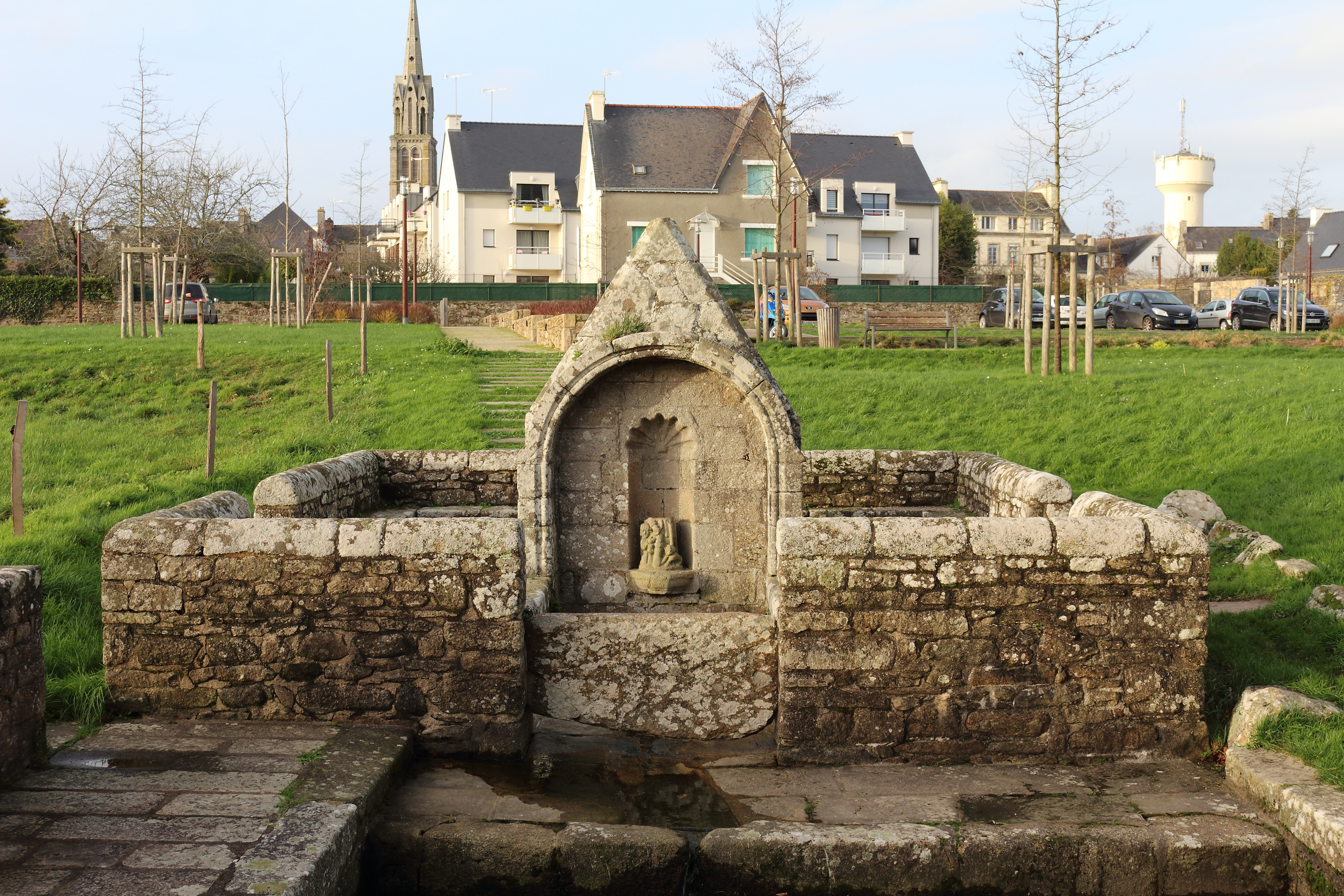
Chapelle Saint-Philibert-et-Saint-Roch, la fontaine.

- la chapelle Saint-Guénal ou Saint-Guénael ou Saint-Guinal (XVIIIe siècle), restaurée en 1954 et en 2018. Il s'agit d'un édifice de plan rectangulaire avec chevet à trois pans. La chapelle abrite une statue de saint Guénael (avec livre, crosse et tonsure monacale), deux Vierges-Mères, deux saints inconnus et un Christ sur une poutre de gloire[162].

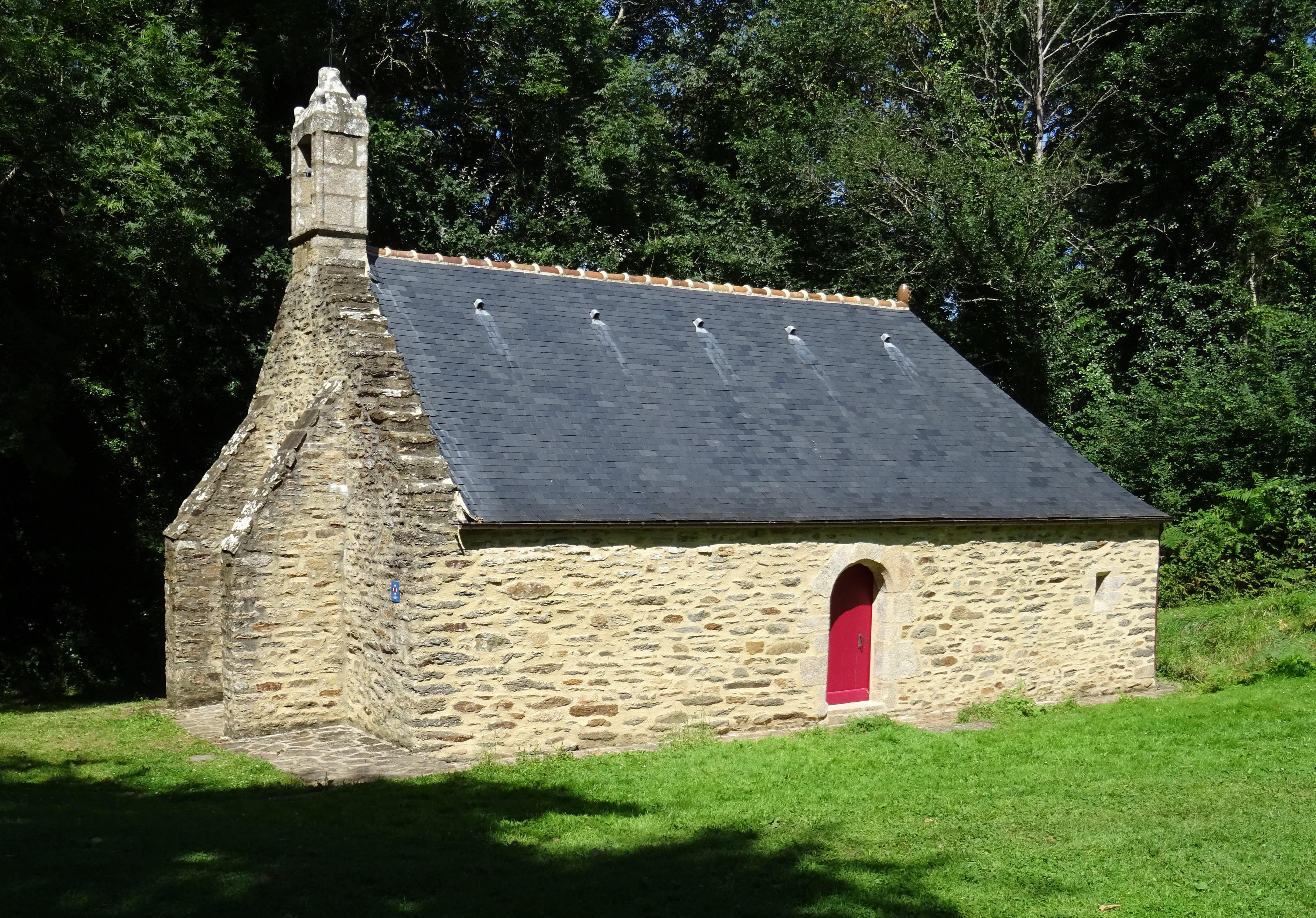
Chapelle Saint-Guénaël (Saint-Guinal) : vue extérieure d'ensemble 1.
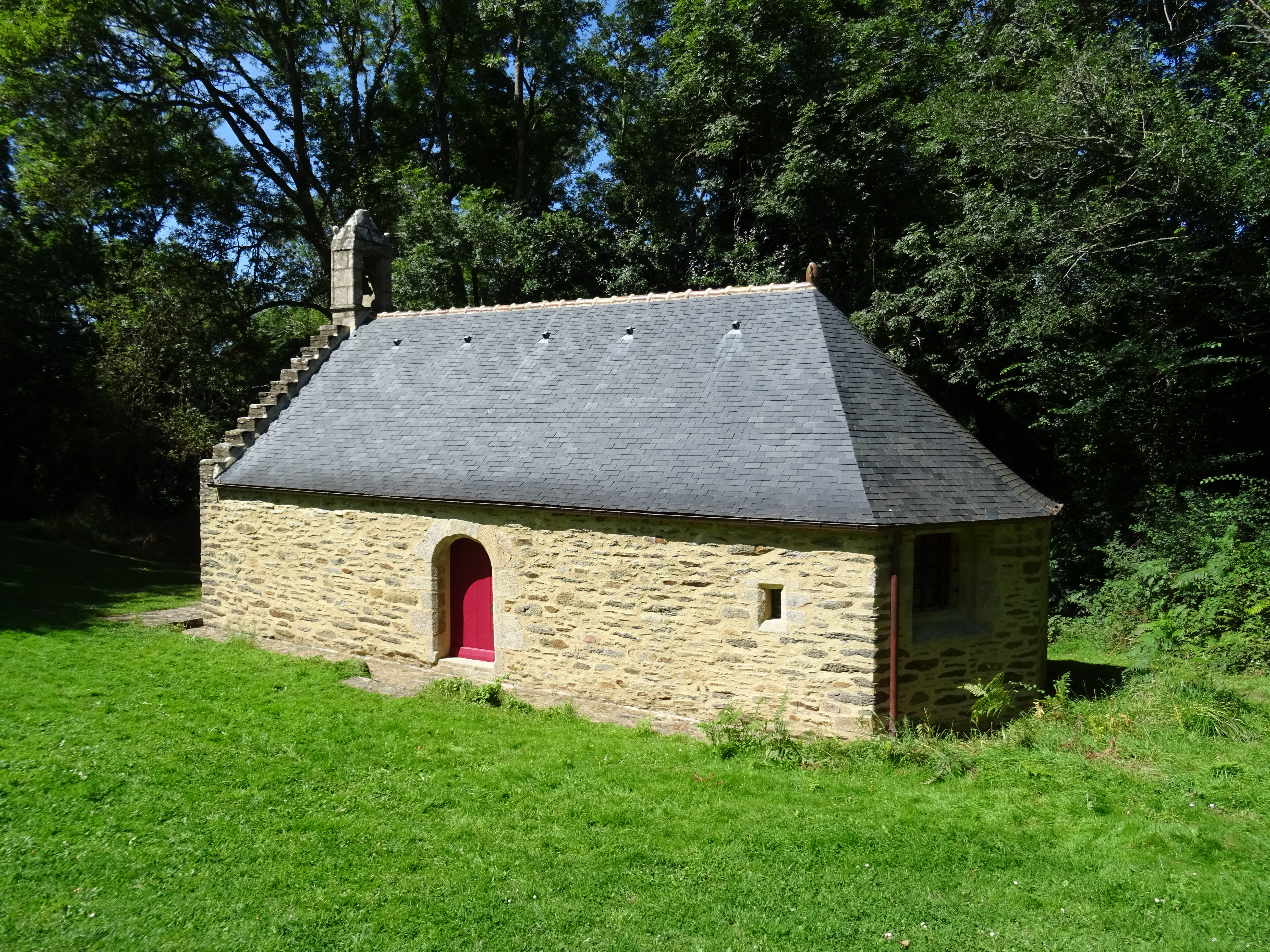
Chapelle Saint-Guénaël (Saint-Guinal) : vue extérieure d'ensemble 2.

- la chapelle Saint-Cado (XVIIIe siècle), restaurée en 1873 et reconstruite en 1892 à l'emplacement d'une ancienne chapelle du XVIe siècle. Il s'agit d'un édifice de plan rectangulaire à chevet droit. La chapelle abrite une statue ancienne de saint Cado (en diacre) et une statue moderne de saint Cado ;

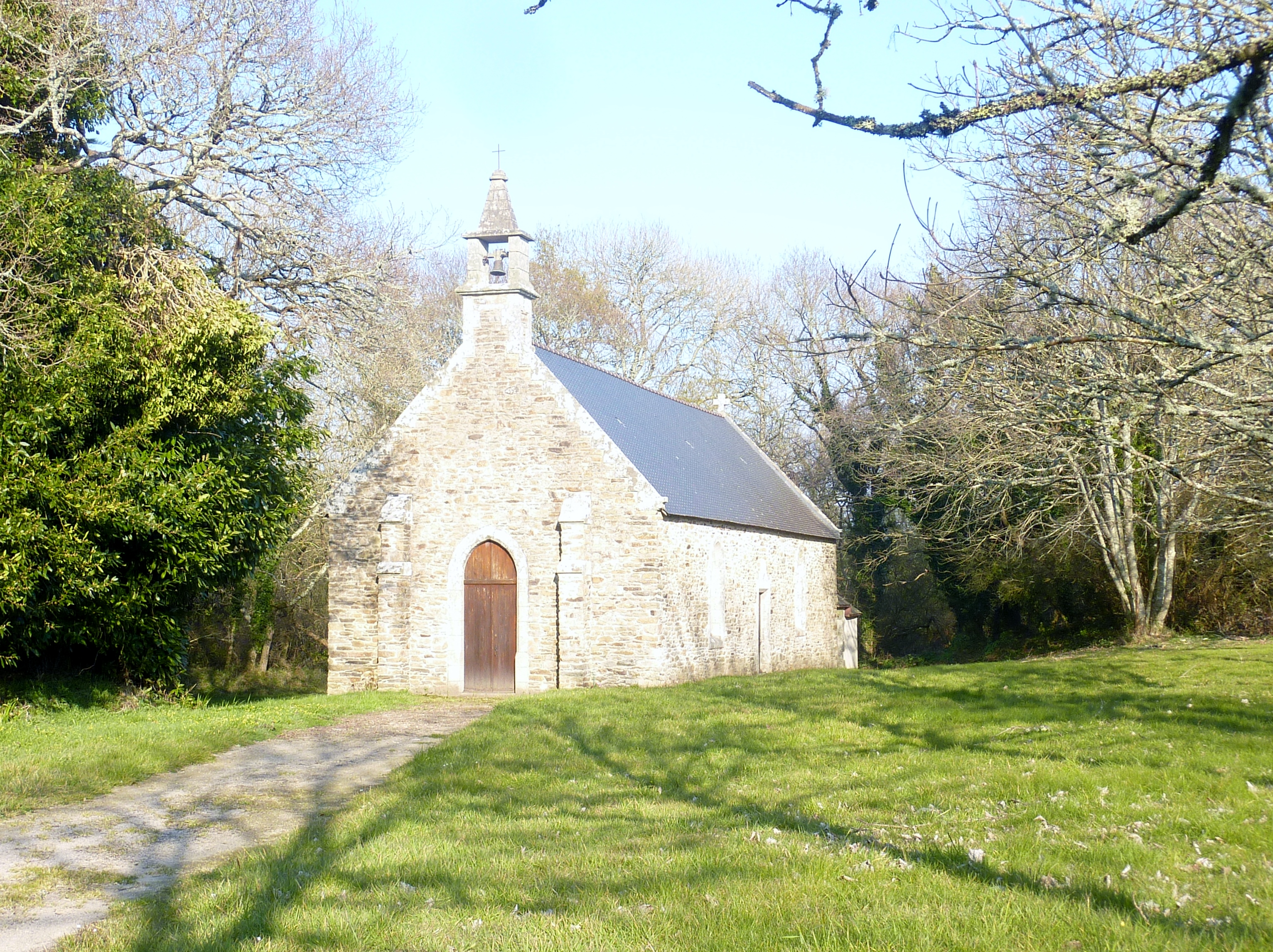
La chapelle Saint-Cado.

- la chapelle Notre-Dame-de-Lanriot (1867). Il s'agit d'un édifice de forme rectangulaire rebâti en 1865-1866. La chapelle abrite les statues de saint Maur et de la sainte Vierge. Un petit menhir surmonté d'une croix se trouve près de la chapelle[163] ;

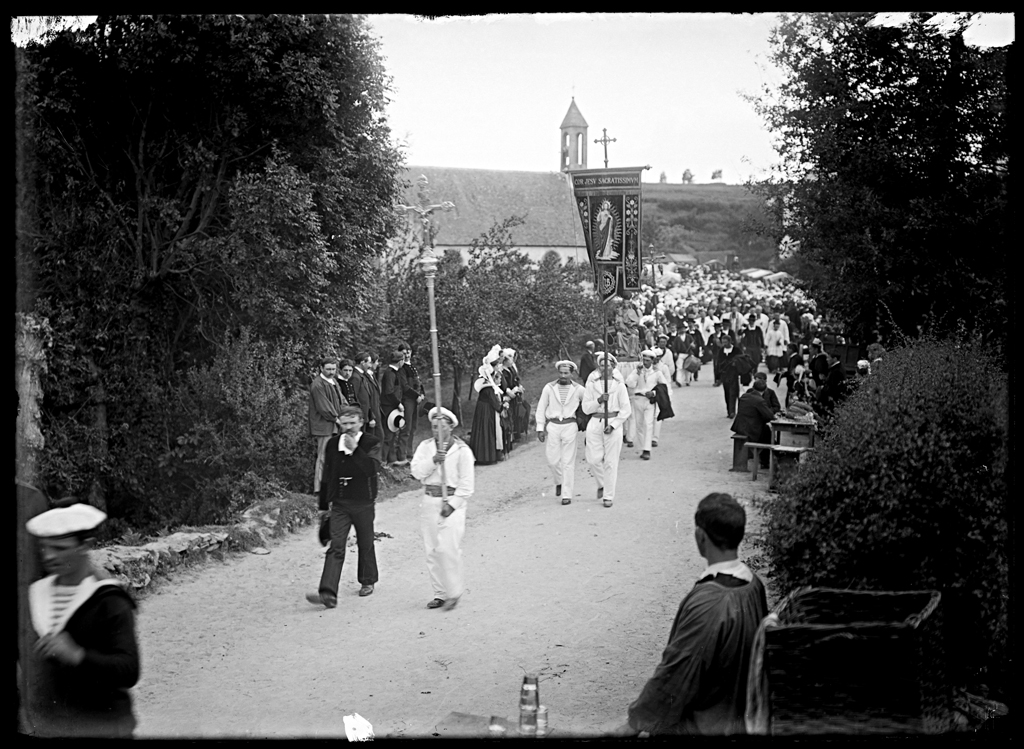
Le pardon de Notre-Dame-de-Lanriot vers 1910 (photographie Philippe Tassier).
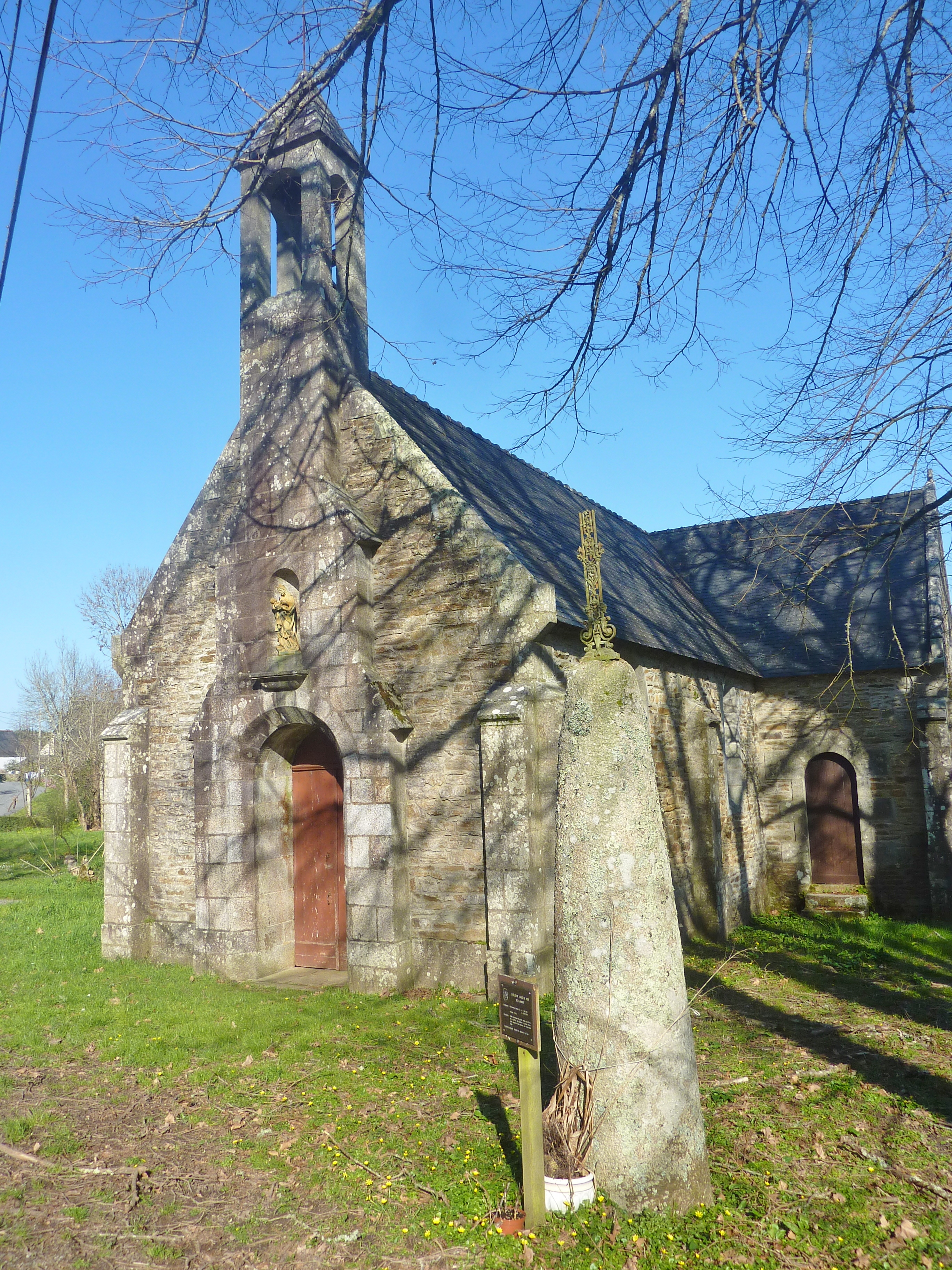
La chapelle Notre-Dame-de-Lanriot et la stèle christianisée datant de l'Âge du fer.
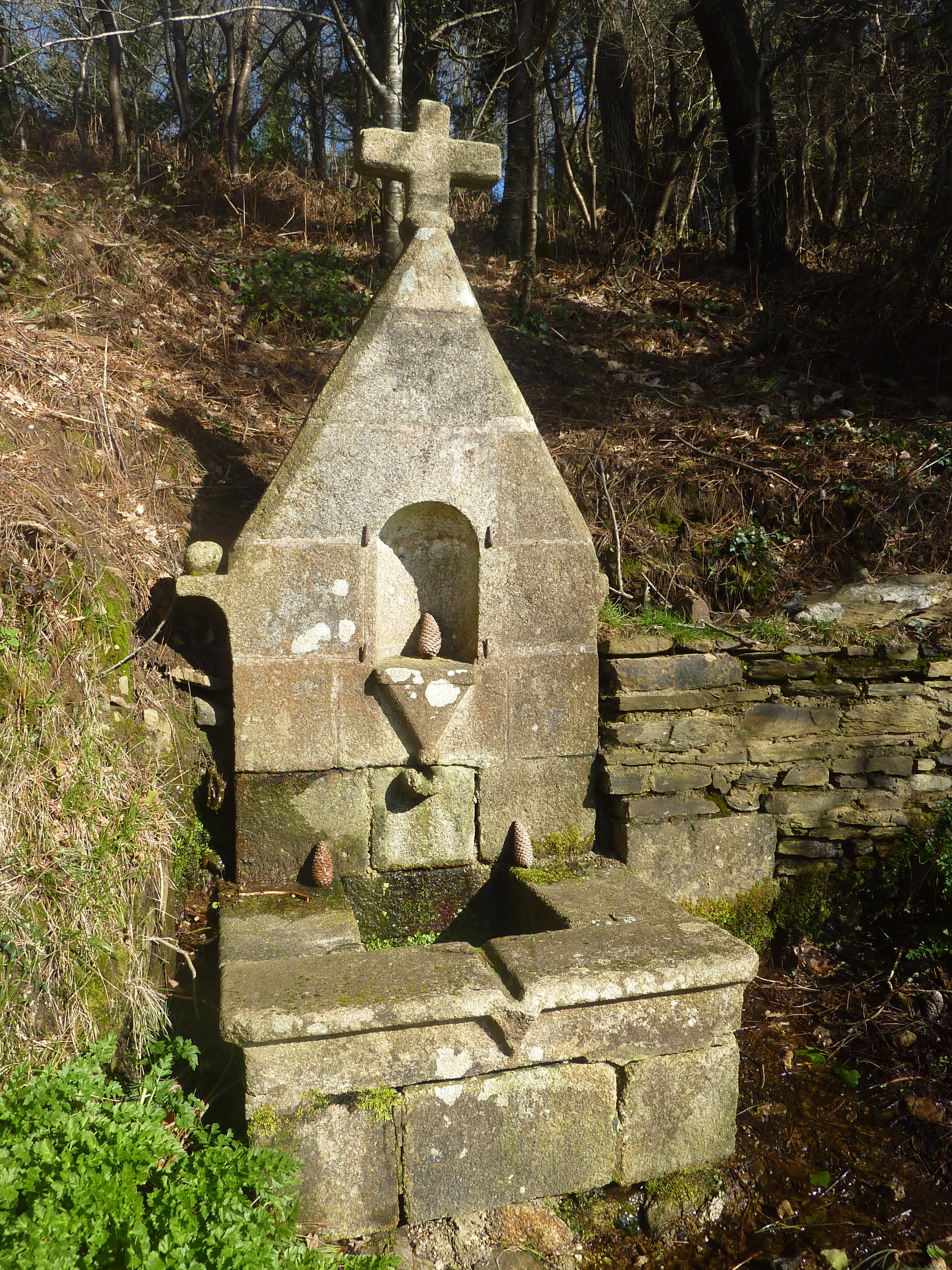
La fontaine proche de la chapelle Notre-Dame-de-Lanriot.

- la chapelle Saint-Pierre (XIXe siècle). Il s'agit d'un édifice de forme rectangulaire rebâti en 1888. La chapelle abrite la statue de saint Pierre, deux Vierges-Mères et un Crucifix ;
- les anciennes chapelles, aujourd'hui disparues : la chapelle de Kergroes (édifiée provisoirement vers 1959), la chapelle Saint-Andreo, la chapelle Saint-Guénolé, la chapelle Sainte-Thumette, la chapelle Saint-Maurice, la chapelle Sainte-Anne (située jadis à Poulvez), la chapelle Saint-Thamec ou Saint-Maeoc (détruite à la Révolution et qui possédait jadis un cimetière). La chapelle Saint-Guénolé, déjà en ruines en 1790, était située au nord-est du lieu-dit « Park Sant Minole » et possédait plusieurs statues anciennes de saint Pierre, sainte Barbe et saint Guénolé.

### Calvaires, croix, stèle

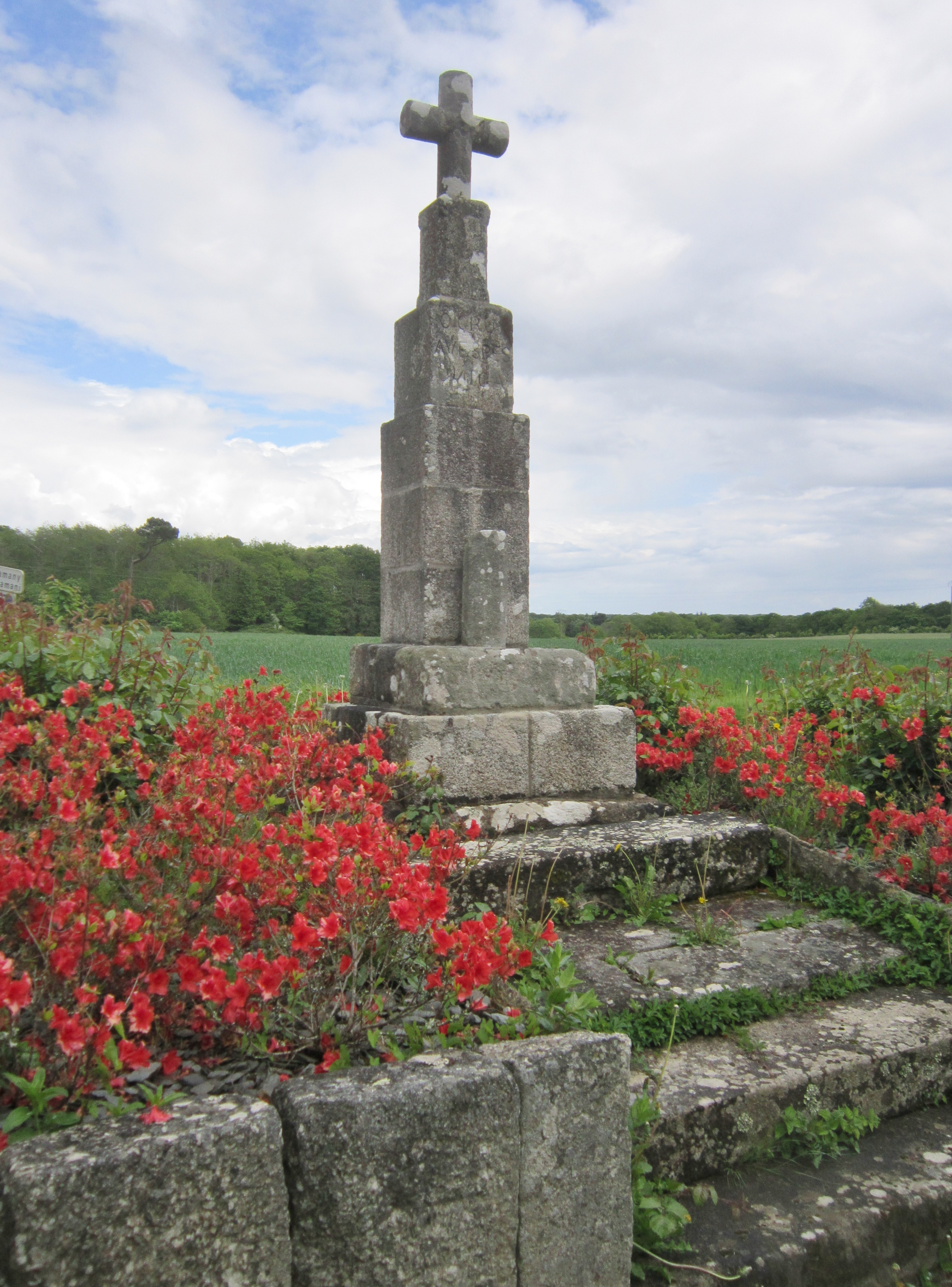
La croix de Ty Groës, dite aussi de Kerandrège (début XXe siècle).

- Le calvaire de la chapelle Saint-Philibert (XVIe siècle), avec Jésus-Christ de chaque côté de la croix. D'un côté se trouve un crucifix entre les deux larrons en croix, de l'autre un Christ montrant ses plaies. Au bas se trouve une pietà ;
- le calvaire du cimetière de Moëlan (1903) ;
- d'autres croix ou vestiges de croix : la croix de Kerandrège (XXe siècle), la croix de Kervilin (XVIe siècle).
- la stèle de la chapelle Notre-Dame-de-Lanriot (âge du fer).

### Châteaux et manoirs

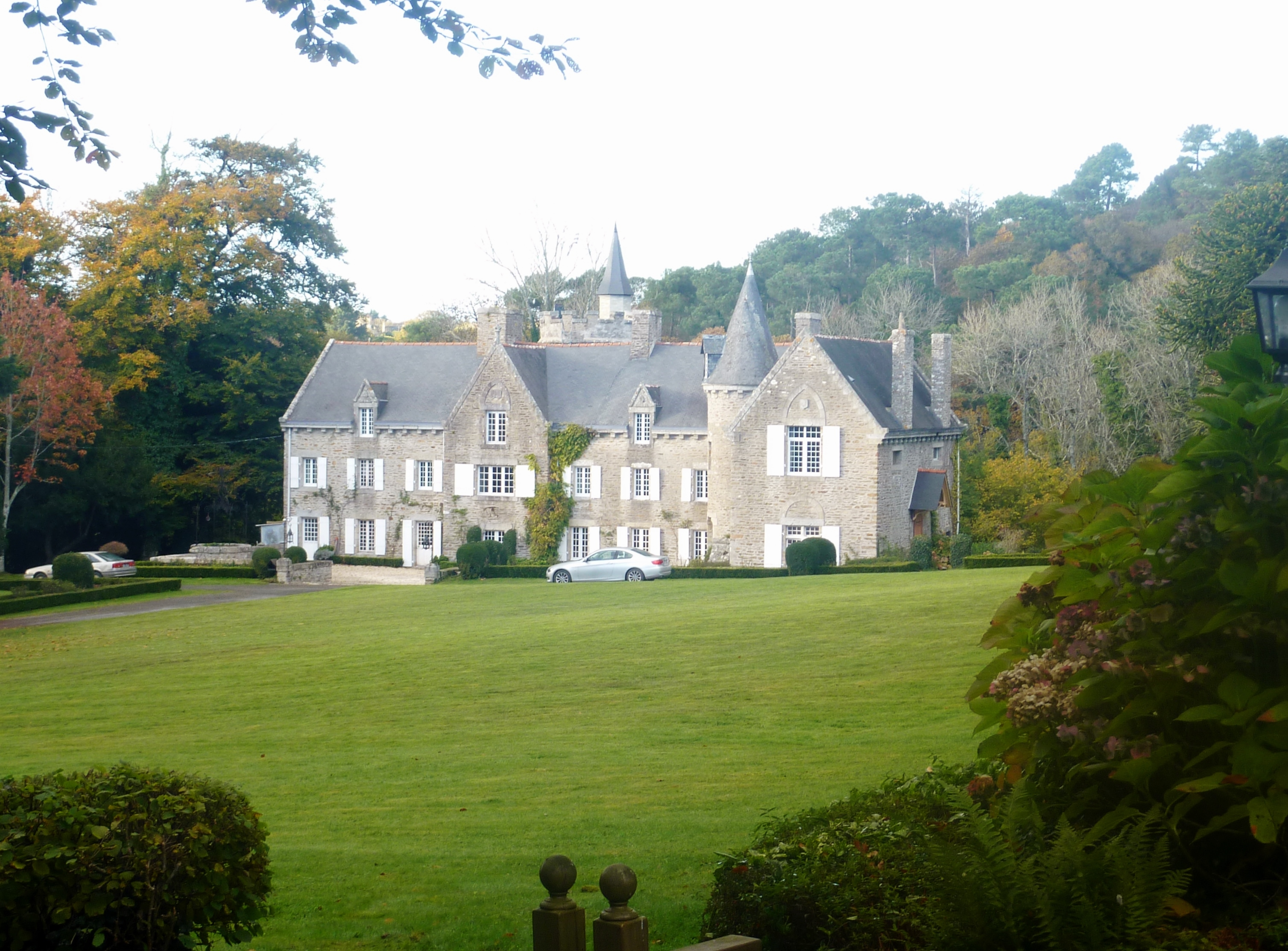
Le manoir de Kertalg, un "château-hôtel" près de Pont-Guily, vue d'ensemble

- les vestiges du manoir de Kermoguer (XVe siècle) ;
- le manoir de Kertalg (XVe siècle), encore surnommé "château du Guilly", propriété au XVe siècle de Hervé Du Juch. Reconstruit au XVIIIe siècle ;
- le colombier de Kermoguer (XVe-XVIe siècle) ;
- le fortin ou la maison douanière (XVIIe siècle), situé ria de Merrien ;
- le manoir de Kervignac (1640) ;
- le château de Plaçamen[164], construit par Casimir de Mauduit dans la première moitié du XIXe siècle.

### Fontaines
- la fontaine Saint-Roch (XVIe siècle) ;
- la fontaine Saint-Thumette (1694) ;
- la fontaine et le lavoir de Saint-Thamec ;
- la fontaine Saint-Guénolé, située sur les terres de Damany (Foeten Ouannec). Son eau passait pour avoir des vertus miraculeuses.

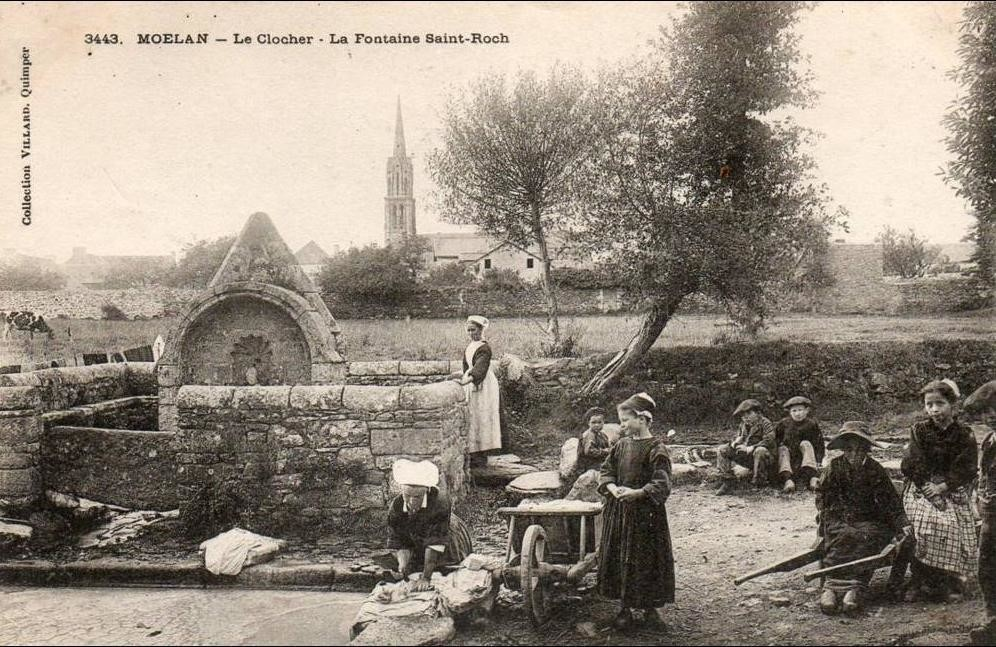
La fontaine Saint-Roch et, à l'arrière, le clocher de l'église paroissiale (carte postale Villard).
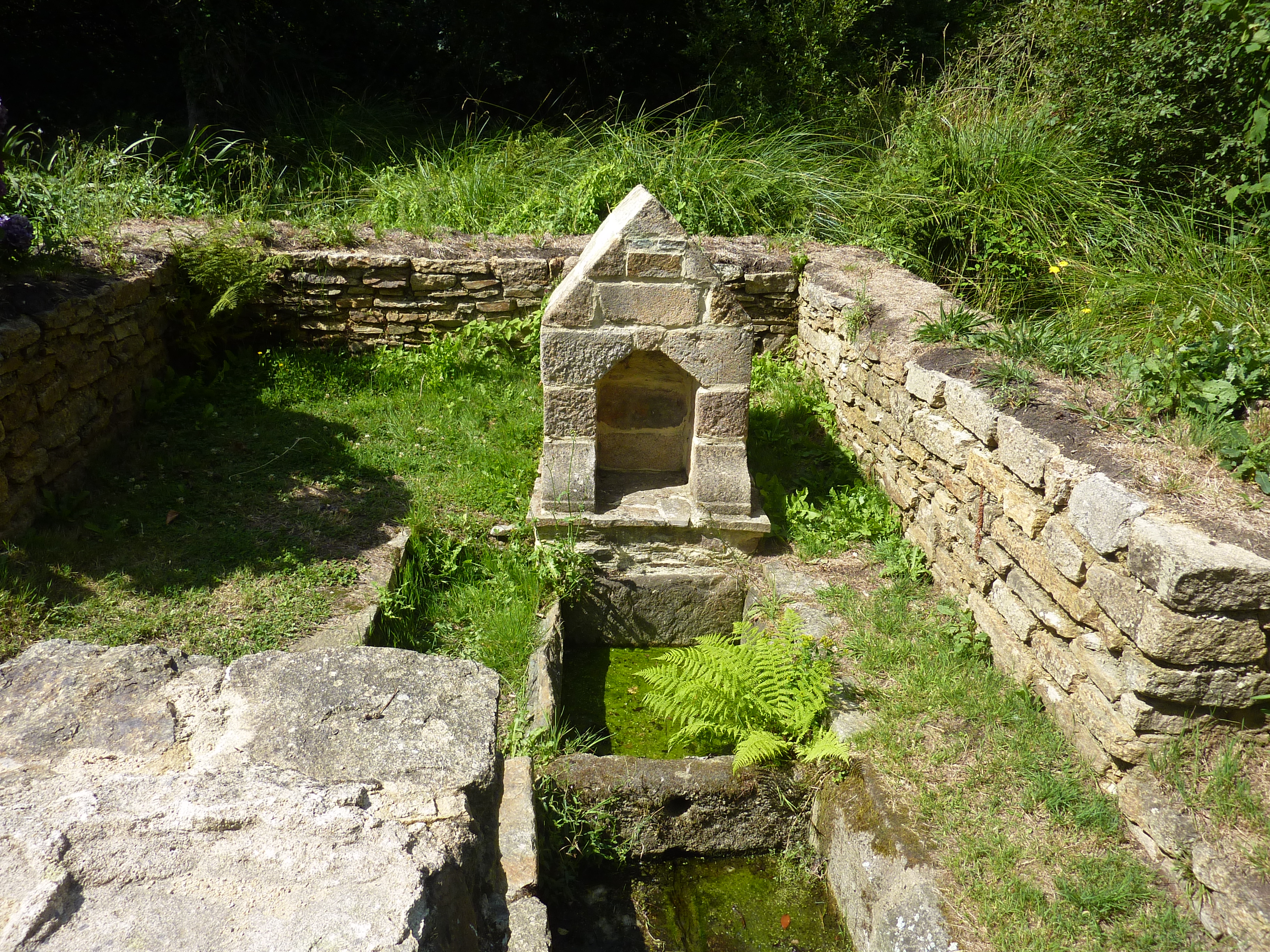
La fontaine Saint-Roch.
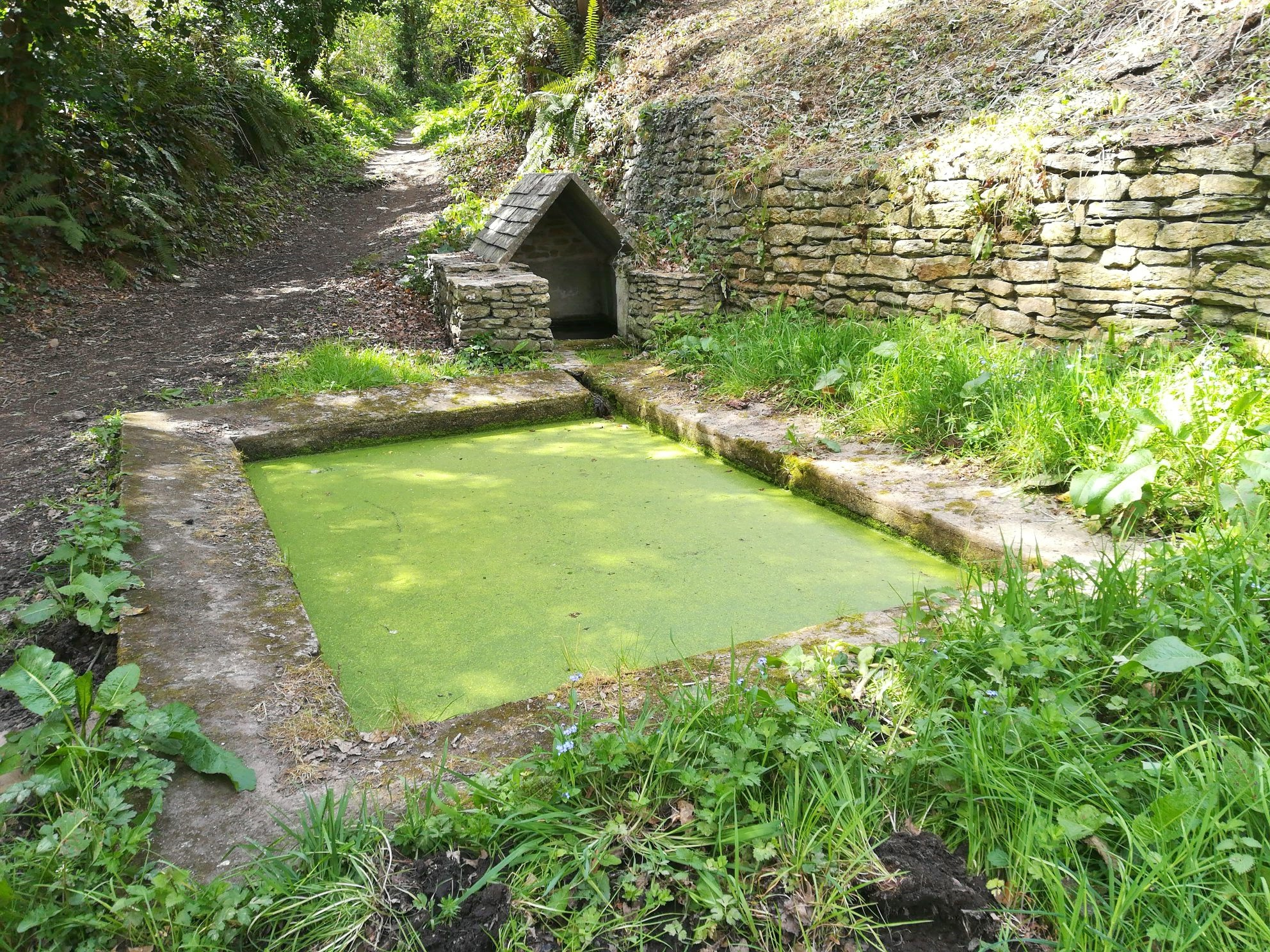
La fontaine et le lavoir de Saint-Thamec.
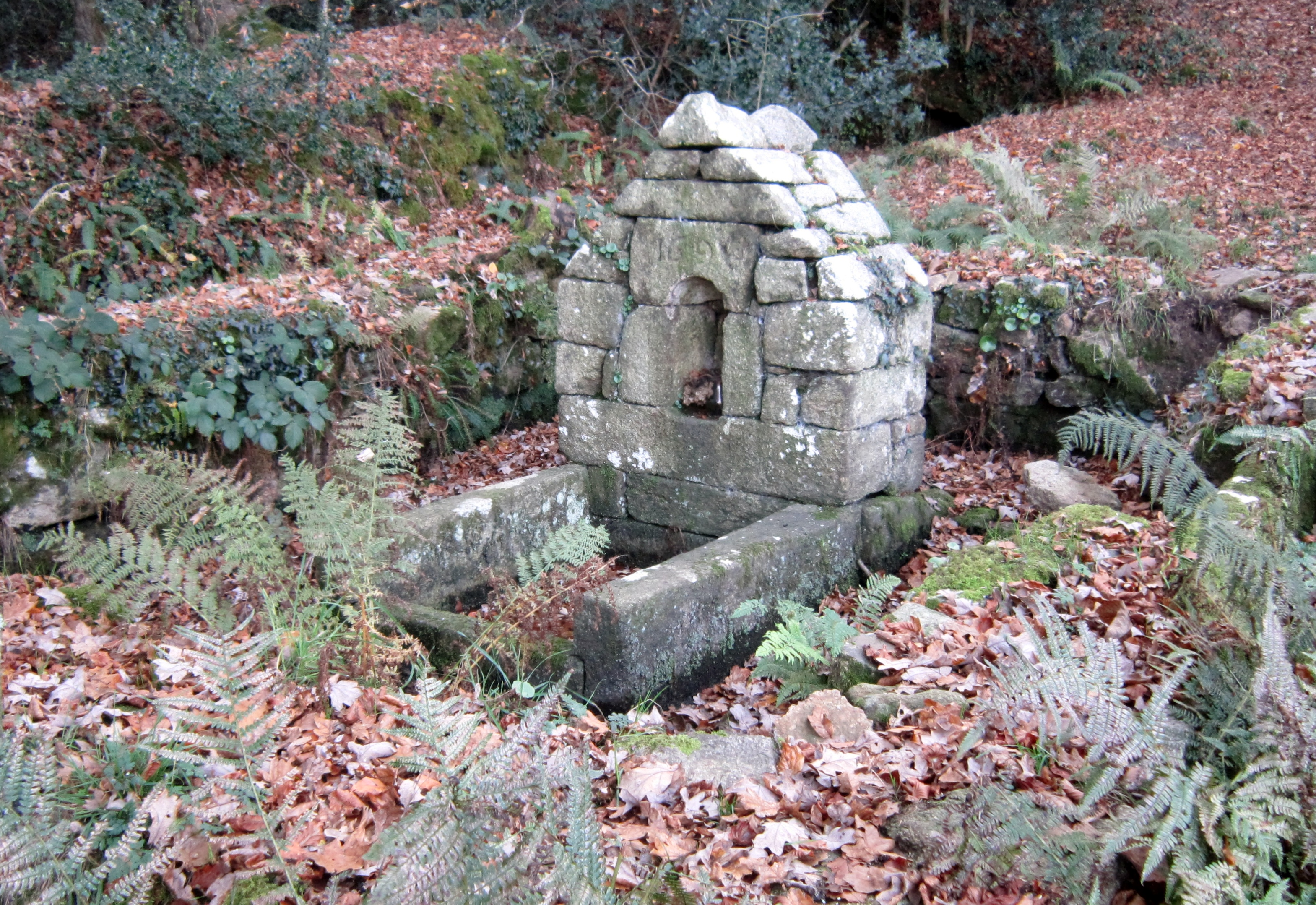
La fontaine Sainte-Thumette.

### Fours
- le four à pain de Kersécol (XVIIIe siècle).

### Moulins

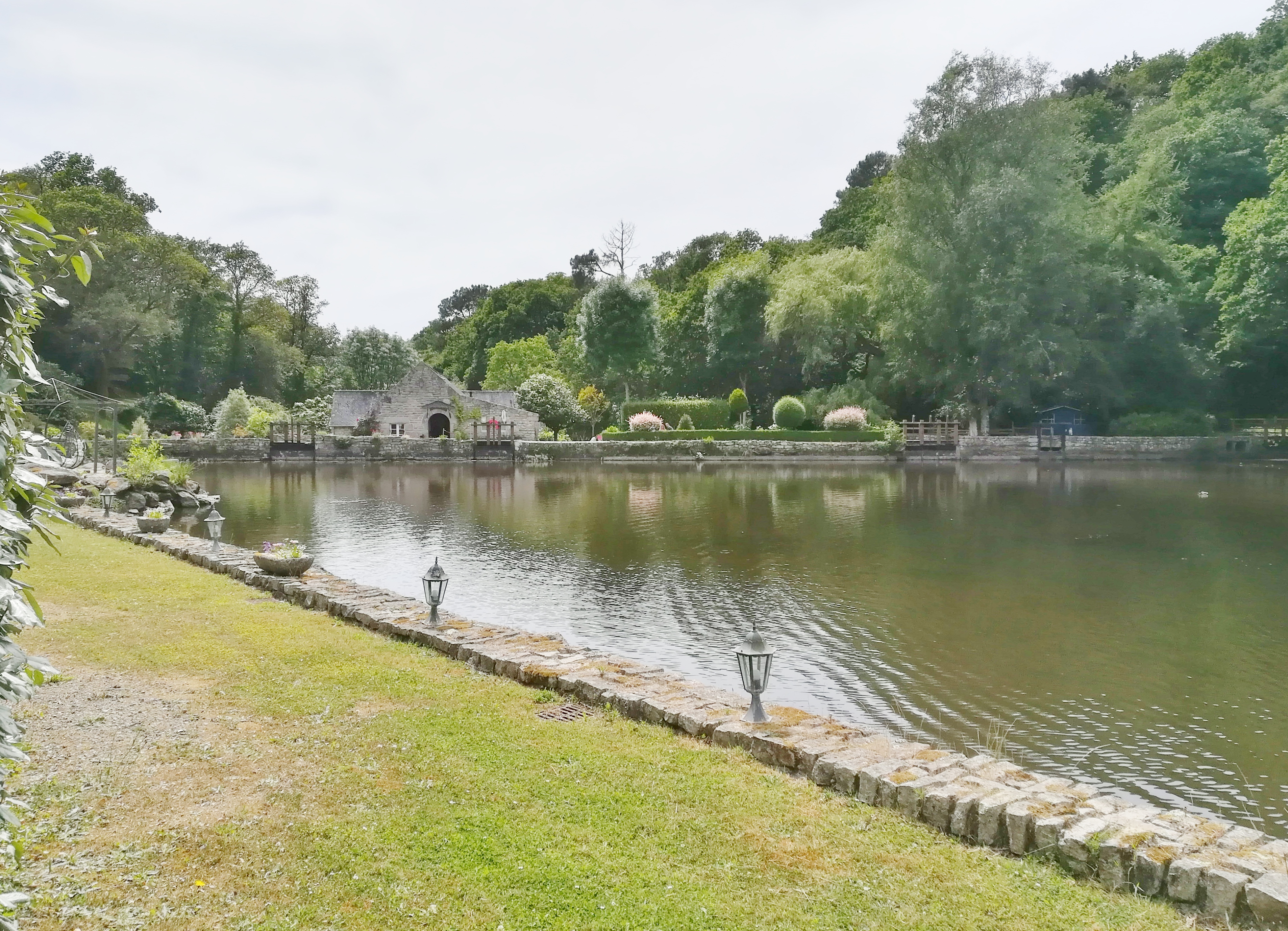
Le plan d'eau du Moulin du Duc sur le Bélon (hôtel-restaurant "Les Moulins du Duc").

- 11 moulins dont le moulin à eau de la Villeneuve, Labbé, du Damany, du Duc, Neuf, Marcin, Landuc (XVe-XVIe siècle)…
- "Les Moulins du Duc" sont un hôtel-restaurant situé en bordure du Bélon dans une propriété d'une vingtaine d'hectares qui serait une ancienne résidence des Ducs de Bretagne[165]

### Patrimoine mégalithique
Le patrimoine mégalithique de la commune est très riche :
- allées couvertes de Kercordonner (classée monument historique par arrêté du 7 octobre 1931[166]), de Kergoustance (inscrite monument historique par arrêté du 20 février 1996), de Kermeur Bihan (classée monument historique par arrêté du 4 octobre 1982)[167], et de Lann-Vraz ;
- dolmen de Guily ;
- menhirs de Bellevue (classé monument historique par arrêté du 14 mars 1977)[168]), de Croaziou, de l'église, de Guily, de Kergoulouët (inscrit monument historique par arrêté du 10 janvier 1974)[169], de Kerseller (inscrit monument historique par arrêté du 8 avril 1982)[170], de Mentoul et de Mescléo ;

Allée couverte et menhir de Kercordonner.
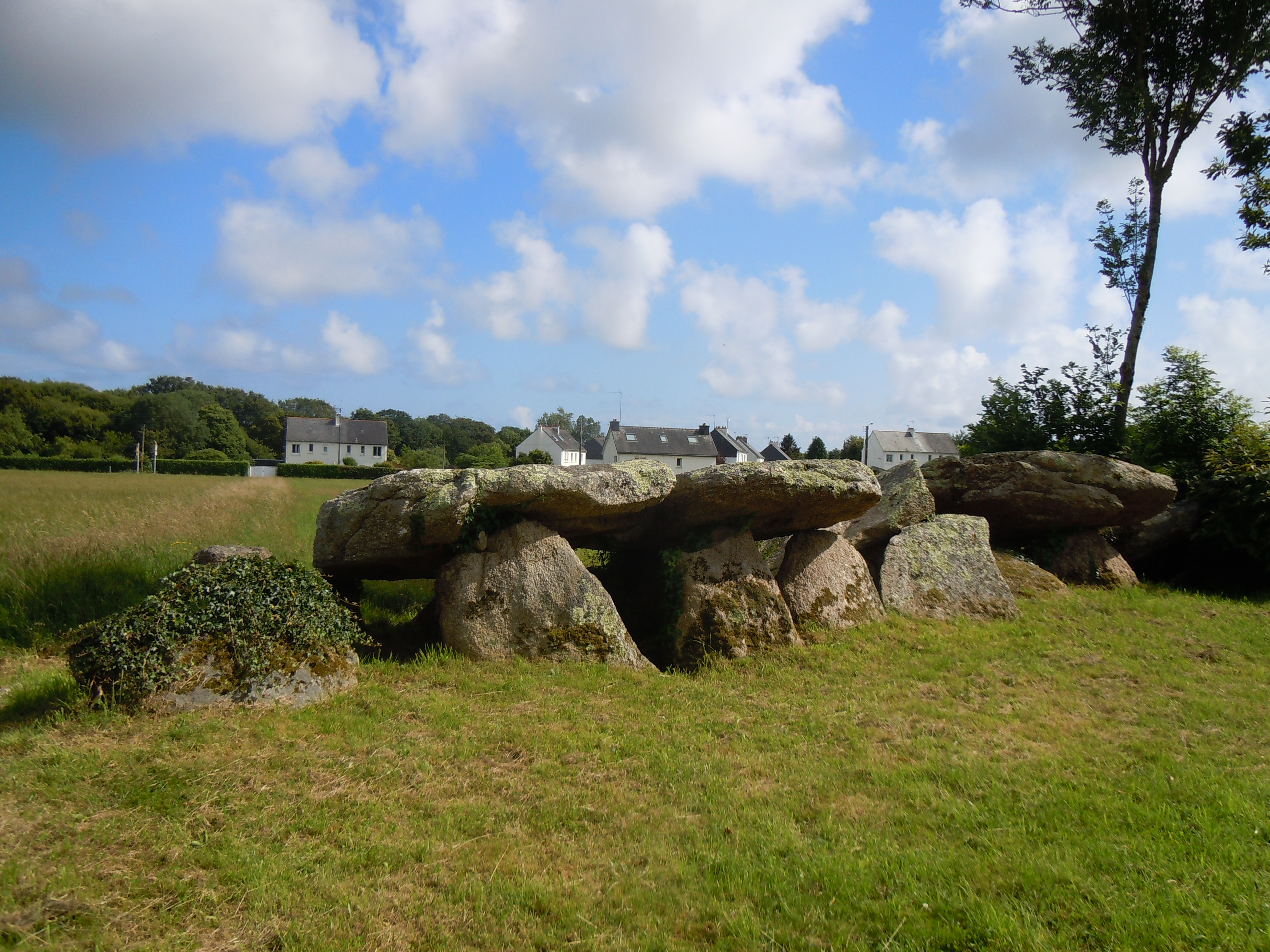
Allée couverte de Kergoustance.
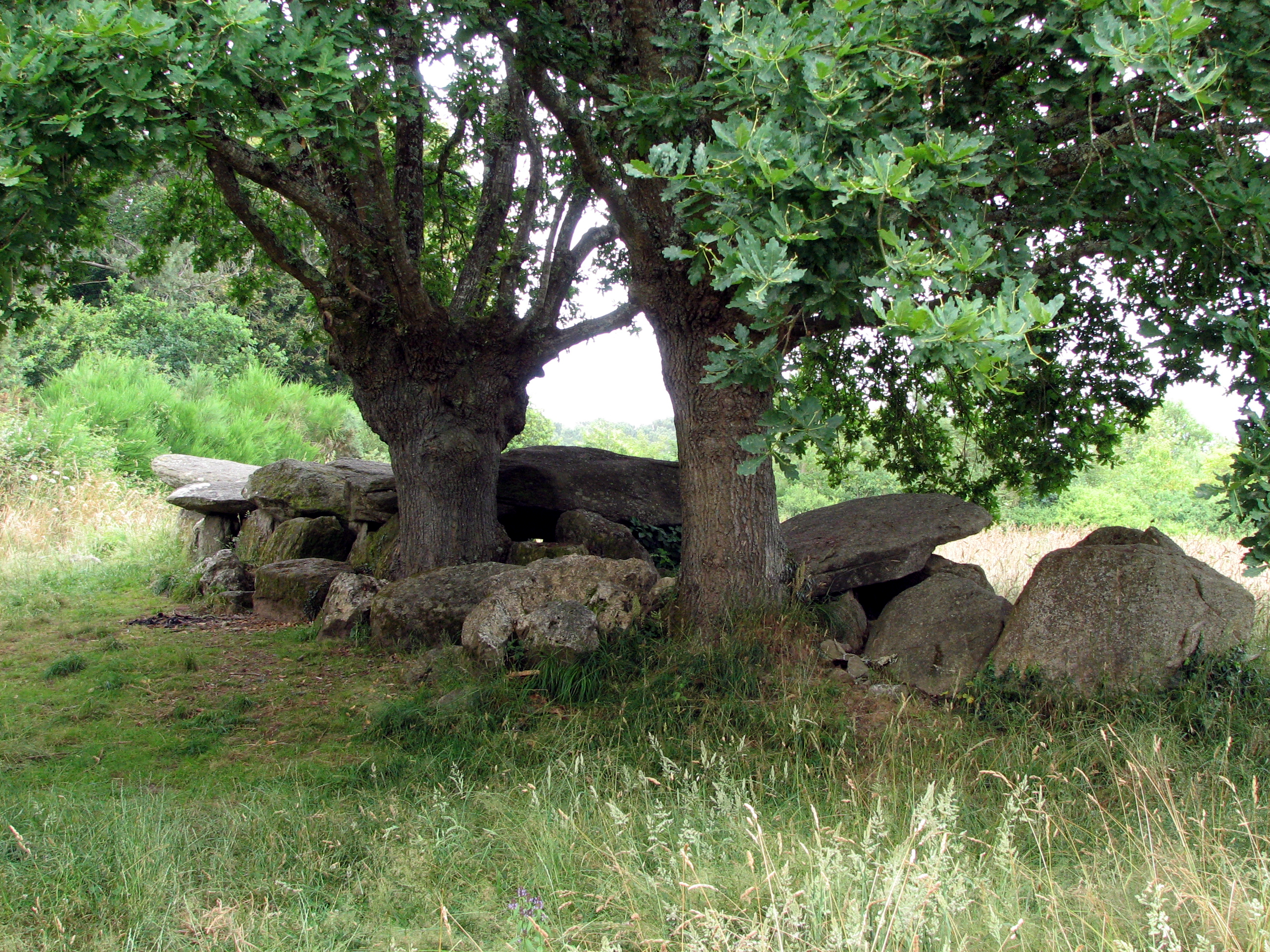
Allée couverte de Kermeur-Bihan.
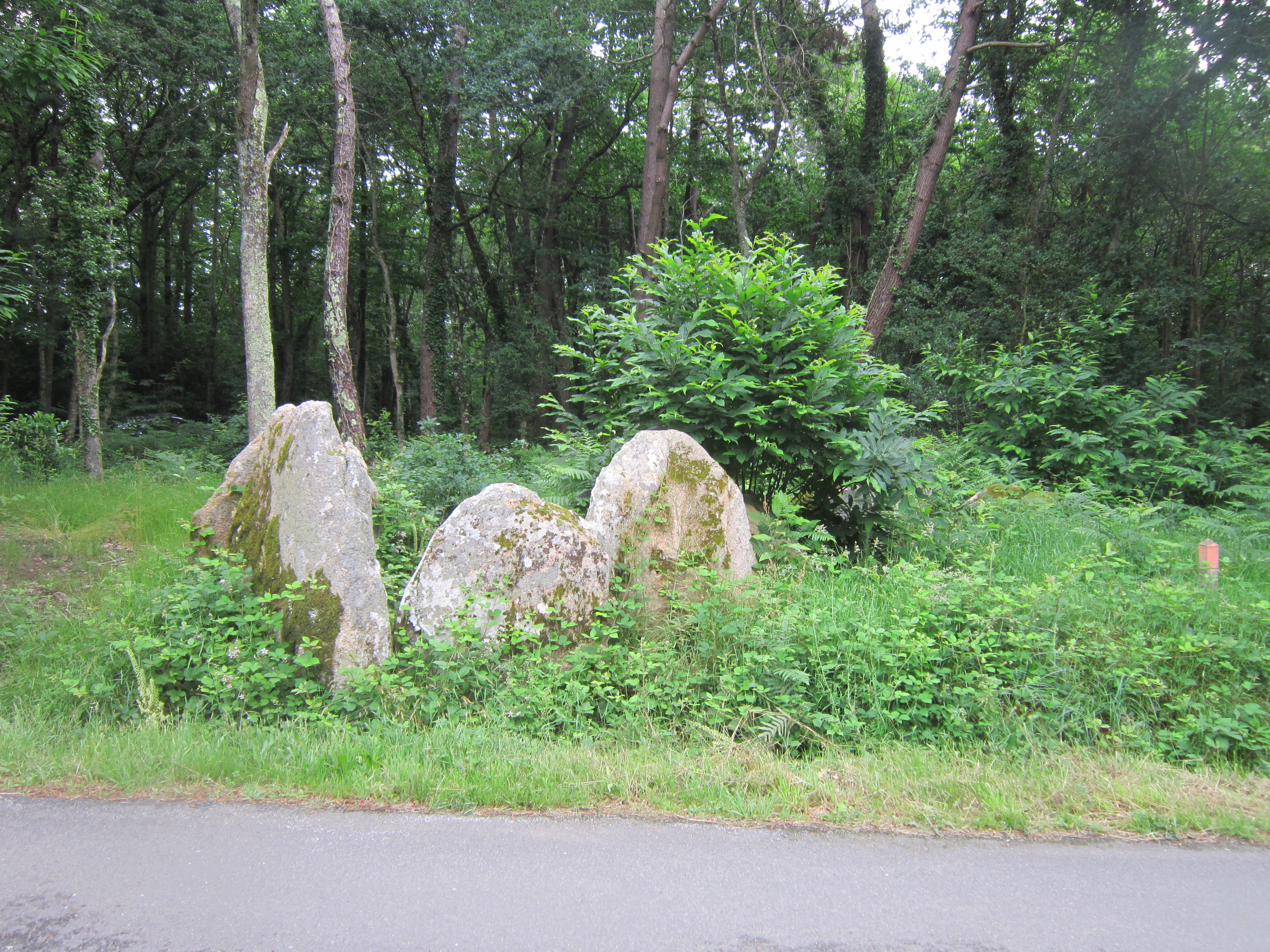
Allée couverte de Lann Vraz.
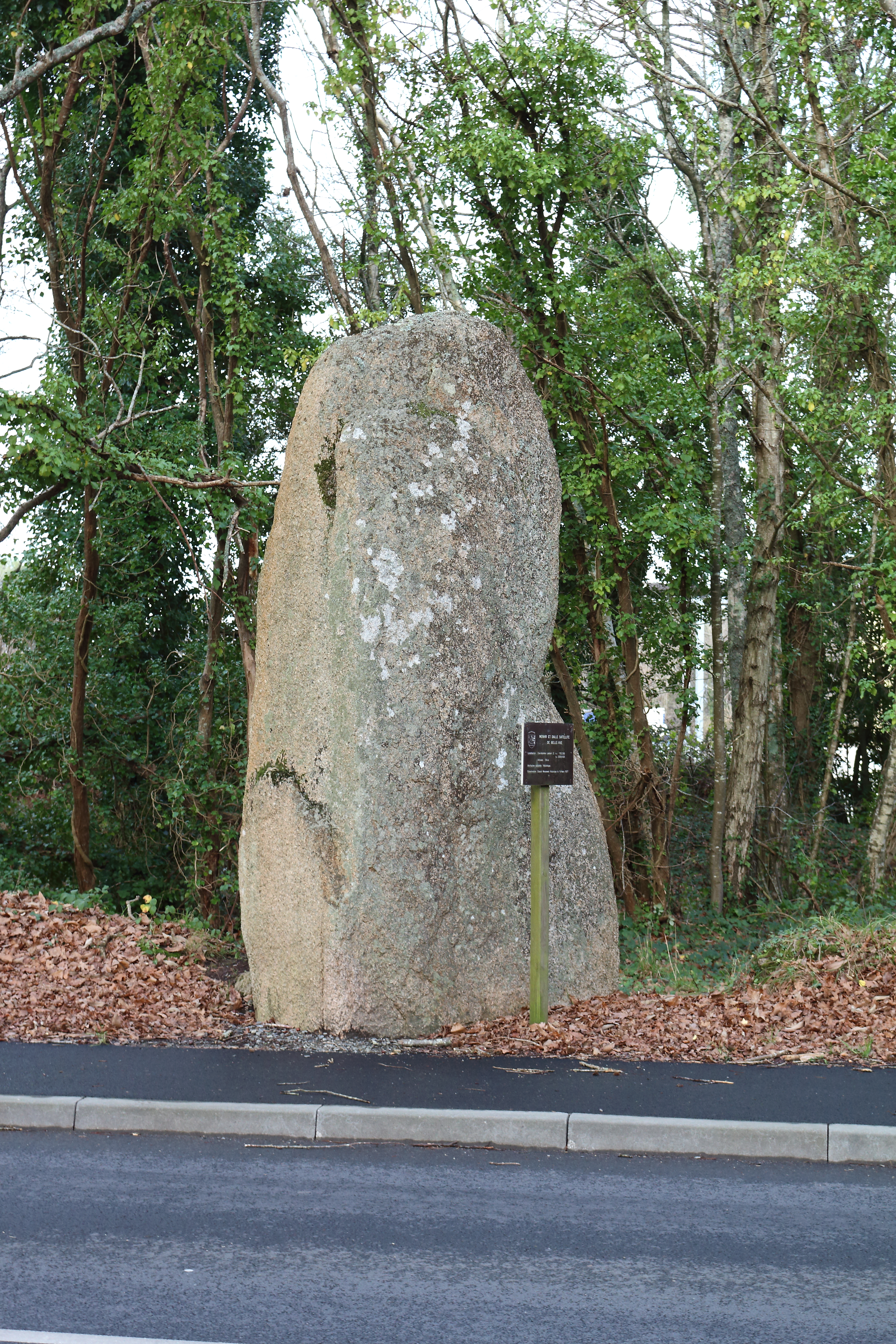
Menhir de Bellevue.
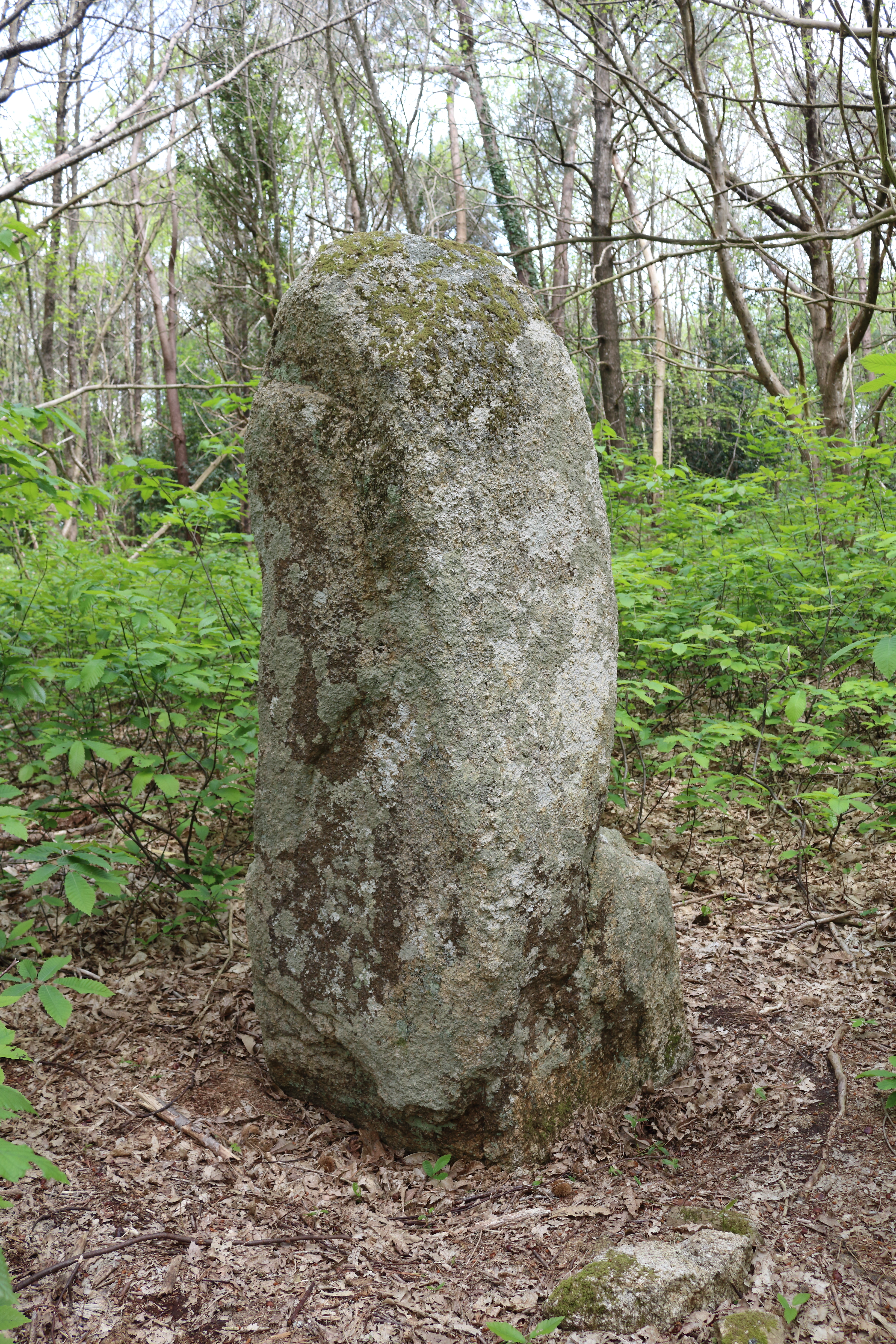
Menhir de Kergoulouët.
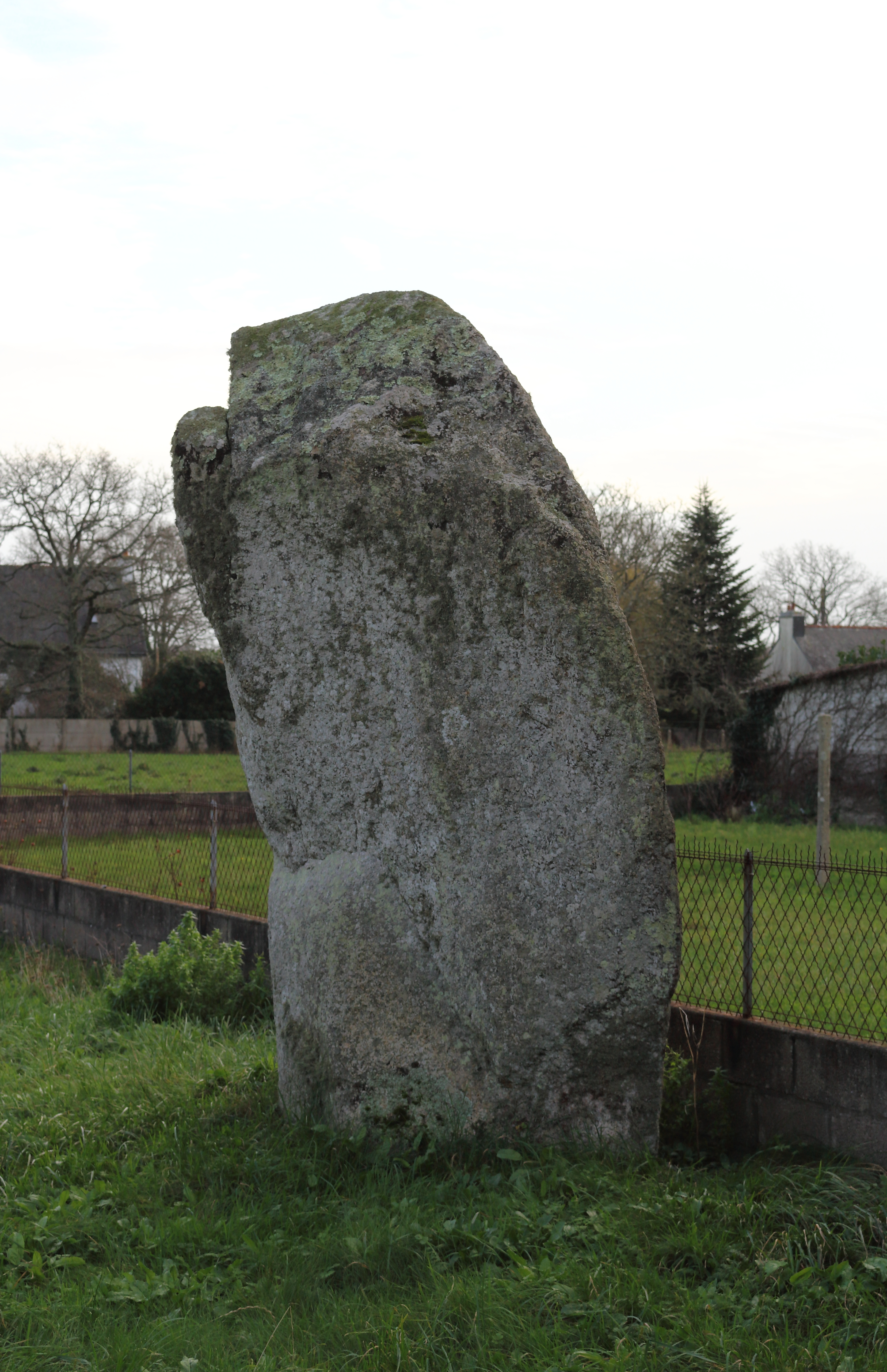
Menhir de Mentoul.
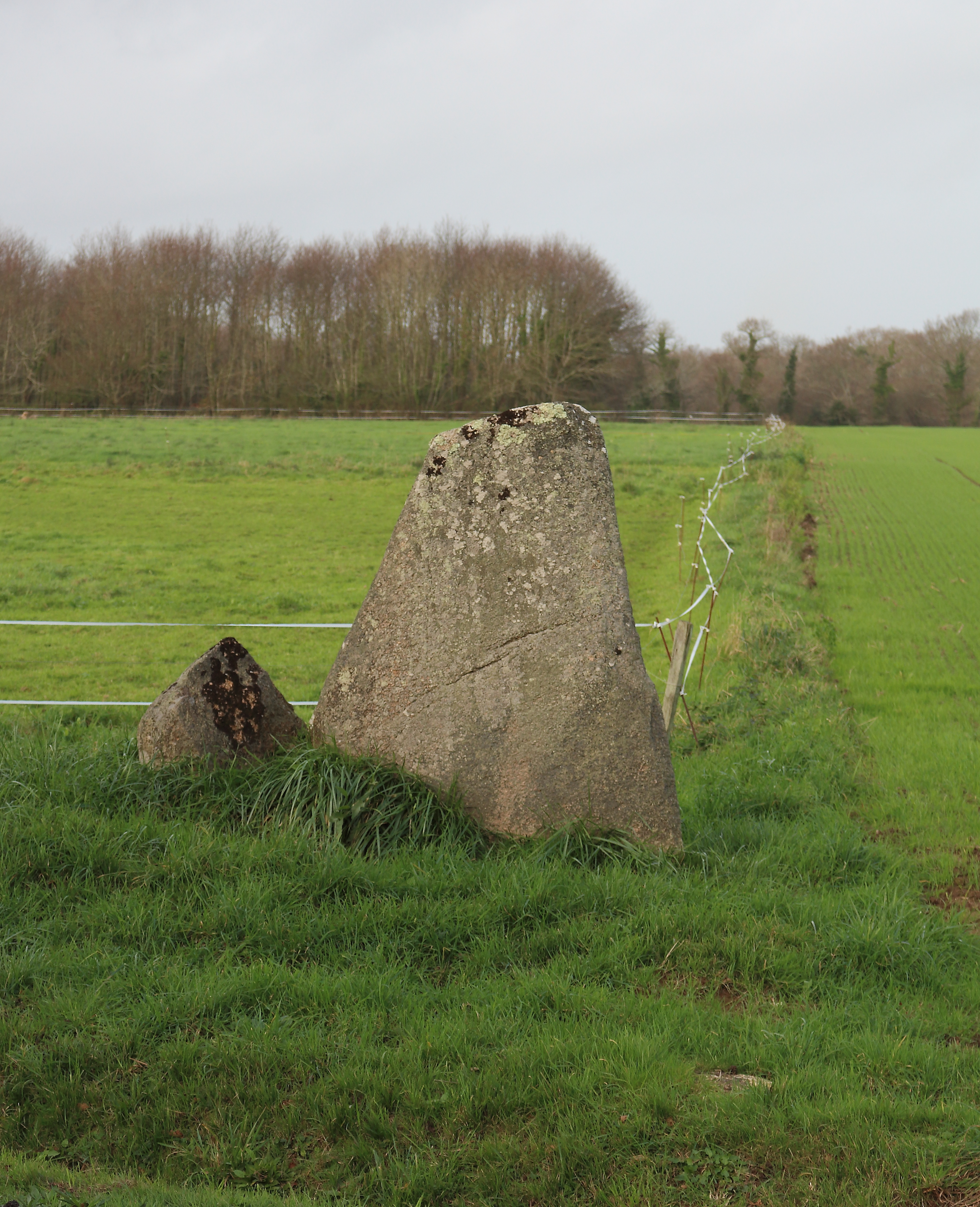
Menhir sud de Mescléo.

### La zone naturelle protégée de Pont Dourdu
Une "zone naturelle protégée", dite de Pont Dourdu, a été aménagée à l'emplacement de l'ancienne décharge municipale fermée en 1990, après réhabilitation du site en 2013.

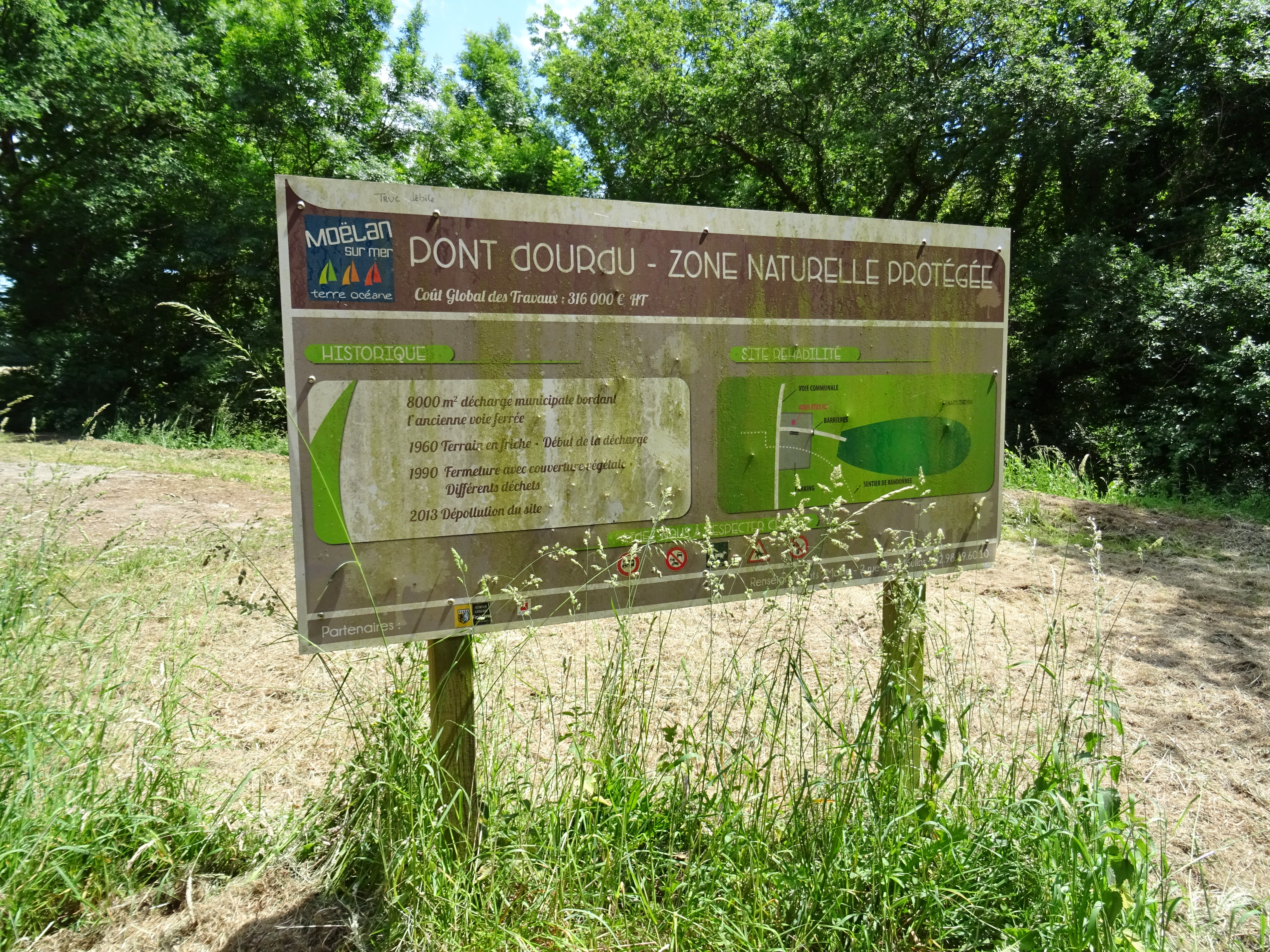
La "zone naturelle protégée" de Pont Dourdu, aménagée à l'emplacement de l'ancienne décharge municipale fermée en 1990 (site réhabilité en 2013).

### Les ports d'intérêt patrimoniaux
Brigneau, Moëlan et Merrien sont les trois ports d'intérêt patrimoniaux de la commune.

## Tableaux représentant Moëlan-sur-Mer et ses environs
Plusieurs peintres ont fréquenté Moëlan-sur-Mer et ses environs, notamment Brigneau ; par exemple Émile Jourdan, Henry Moret, Joseph-Félix Bouchor, Victor Pierre Ménard, Jacques Vaillant (1879-1933), Maurice Asselin, etc..
- Plusieurs vues de la commune peintes par Émile Jourdan (1860-1931).

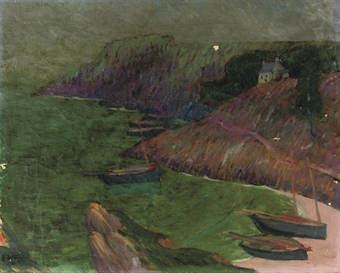
Émile Jourdan : Bateaux dans une baie près de Brigneau (vers 1900).
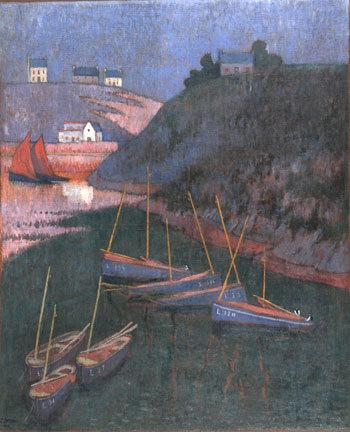
Émile Jourdan : Le port de Brigneau (vers 1900).
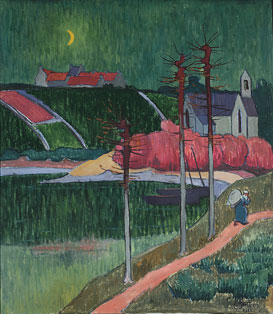
Émile Jourdan : La chapelle de Lanriot au clair de lune (1926).

- Joseph-Félix Bouchor : Lavoir en Moëlan (Musée des beaux-arts de Vannes).
- Constantin Kousnetzoff : Le Bélon à Kerfany.
- Victor Pierre Ménard : Le port de Brigneau.
- Henry Moret : Le sémaphore de Beg ar Mor ; Falaises à Moëlan ; Ramasseuses de goëmon à Moëlan.

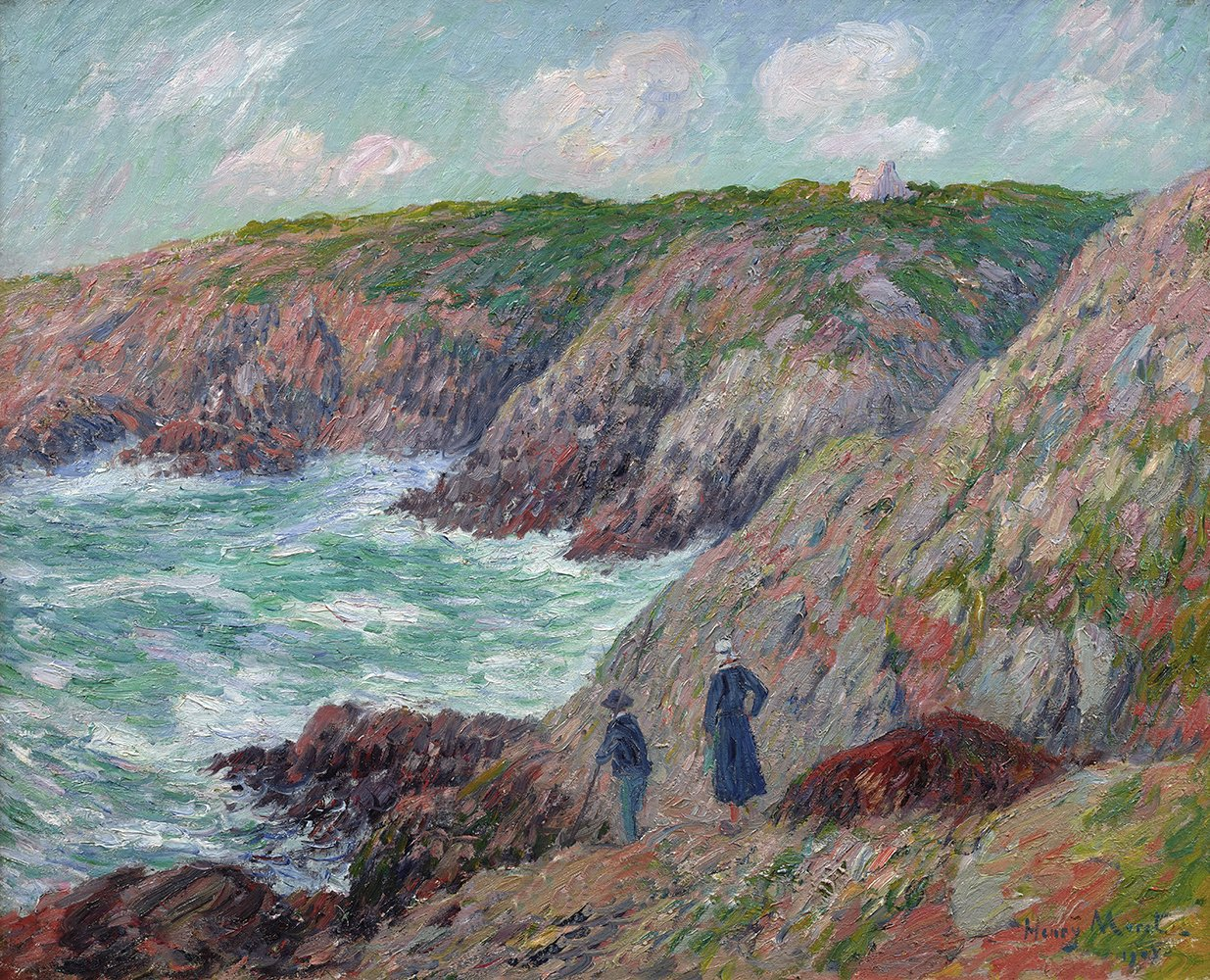
Henry Moret : Falaises à Moëlan.
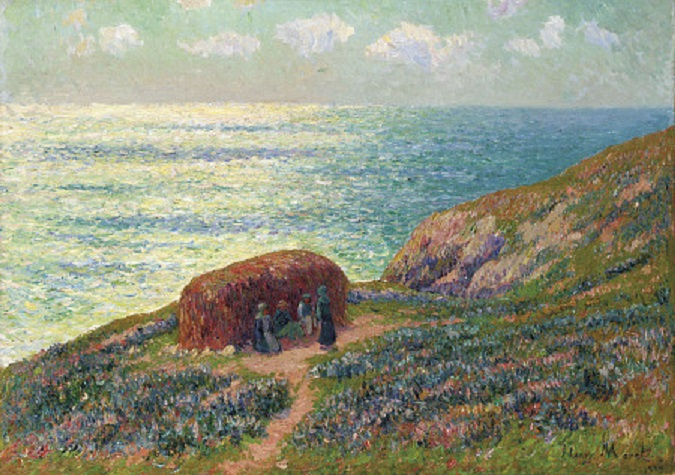
Henry Moret : Ramasseuses de goëmon à Moëlan.
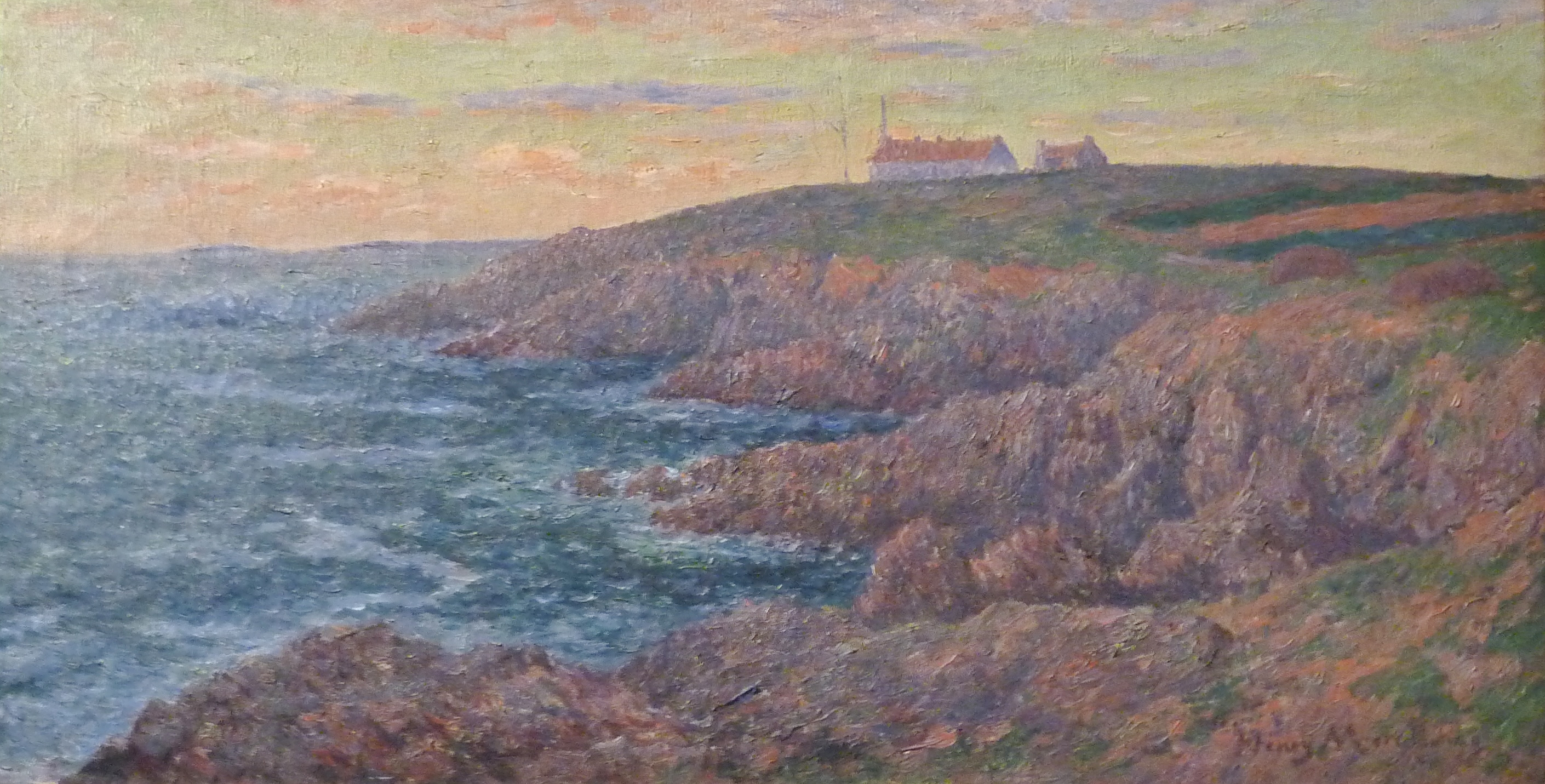
Henry Moret : Le sémaphore de Beg ar Mor [près de Brigneau] (1899, huile sur toile, musée des beaux-arts de Brest).

- Robert Le Madec : Vieille coque no 1 (Brigneau).

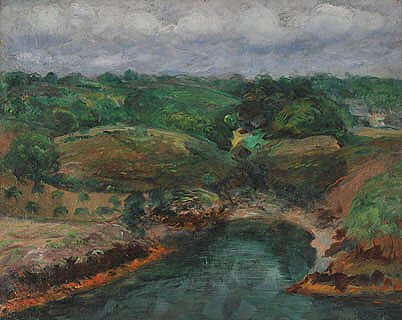
Constantin Kousnetzoff : Le Bélon à Kerfany.
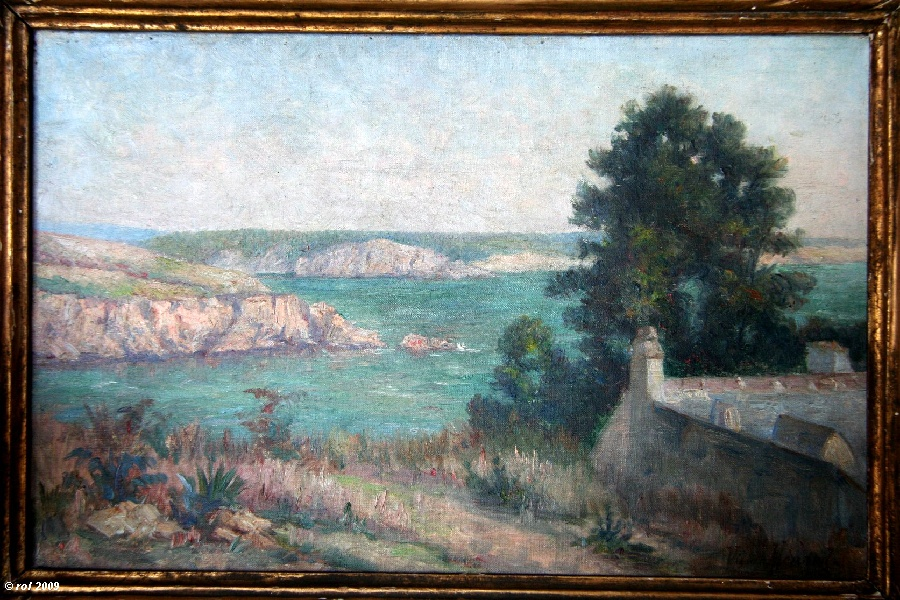
Victor Pierre Ménard : Le port de Brigneau.
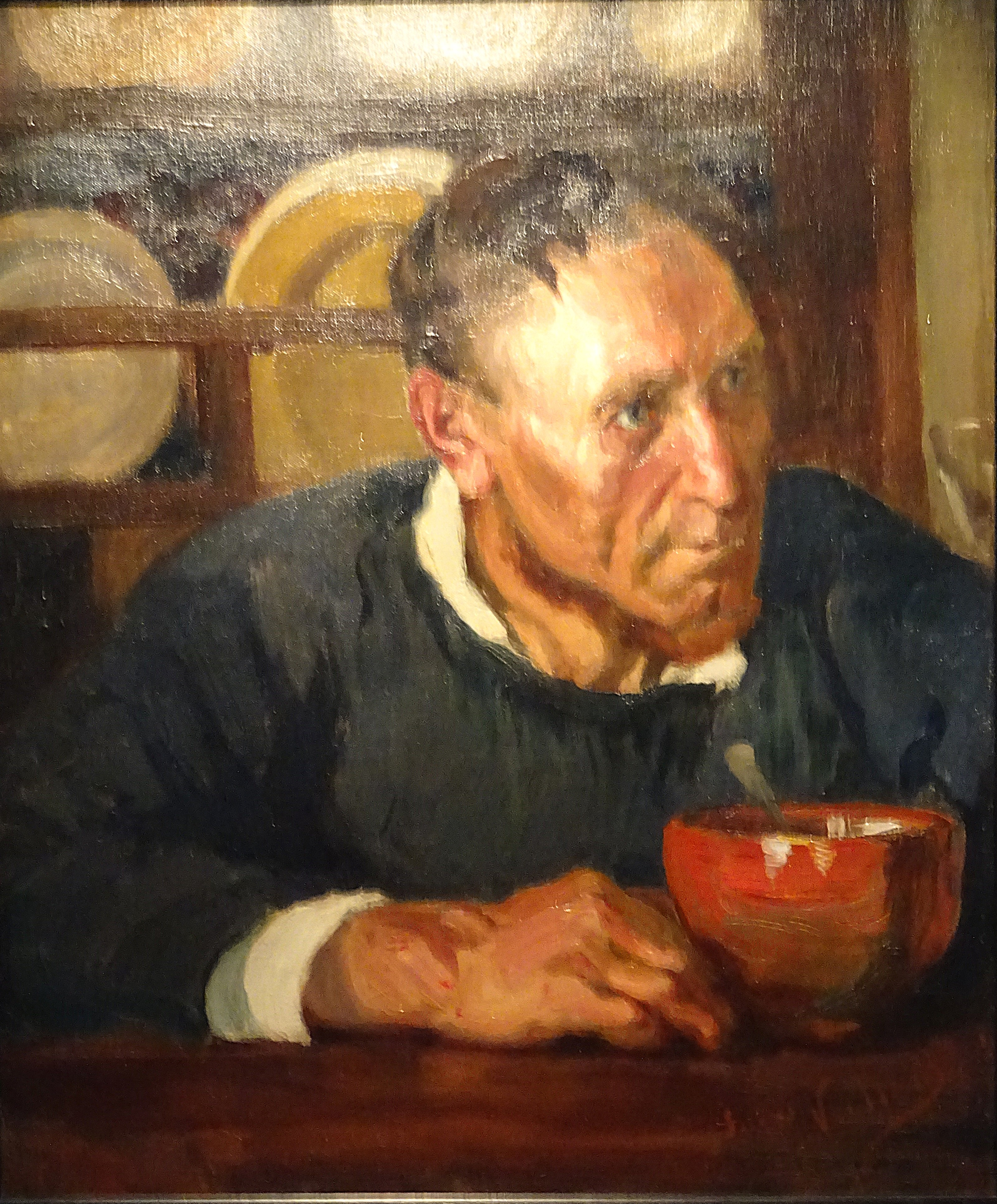
Jacques Vaillant (1879-1933) : Breton au bol (vers 1913, huile sur bois, musée de Pont-Aven).

- Maurice Asselin et Jacques Vaillant[Note 32] ont fréquenté Brigneau. Des reproductions en noir et blanc de deux tableaux de Maurice Asselin, Le port de Brigneau, et Le port de Belon, sont parues dans un numéro de la revue Les Annales politiques et littéraires[172].

## Jumelages
Depuis 1968, Moëlan est jumelée avec la ville de Lindenfels, ville du Land de la Hesse, en plein centre de la région de l'Odenwald.

### Culture
- En 1971, 1972 et 1973 s'est déroulé sur le territoire de la commune le Festival de Kertalg.
- Depuis 1930 et la création de l'association « Les Gars de Saint-Philibert », le Cinéma Le Kerfany[173] remplit un rôle exceptionnel de promotion et de soutien au cinéma sous toutes ses formes en couplant programmation de films grands publics et art et essai.

## Personnalités liées à la commune
- Pierre Mac Orlan (1882-1970) a effectué de nombreux séjours sur les rives de Brigneau entre 1910 et 1914. C'est à Moëlan qu'il reçoit, le 31 juillet 1914, son ordre de mobilisation. Il évoque dans ses mémoires ses rencontres avec des habitués de Moëlan, les peintres Maurice Asselin (qui fréquente le lieu à partir de 1905), Ricardo Florès et Émile Jourdan[174].
- Charles Le Quintrec (1926-2008) a été longtemps résident de la commune.
- Soizic Corne, née le 31 mai 1946 à Quimperlé, ancienne journaliste et ancienne animatrice et productrice de télévision et de radio et actuellement artiste peintre, habite la commune d'où sont originaires ses parents[175]. Ancienne conseillère municipale de la commune.
- Famille Le Goarnig.
- Pierre Tchernia (1928-2016) possédait une propriété à Kerfany. Il est inhumé à Névez.

### Naissances
- Émile Danoën (1920-1999), écrivain, est né à Kersaux.
- Léon Le Calvez, né le 14 mars 1909 à Moëlan-sur-Mer et mort le 7 juillet 1995, est un coureur cycliste français.
- Aziliz Manrow, née en 1984, chanteuse

### Décès
- Pierre Eugène Montézin (1874 à Paris - 1946 à Moëlan-sur-Mer), peintre impressionniste français.
- Marie Garel-Weiss (1969 - 2025 à Moëlan-sur-Mer), réalisatrice française.